# 2020年香港七一遊行
2020年香港七一遊行是指在2020年7月1日香港主權移交中國23周年紀念日於香港島舉行的遊行，以反對《中華人民共和國香港特別行政區維護國家安全法》（下稱《港區國安法》）的訂立。这是警方史上首次禁止當日遊行。最後全日共拘捕約370人，當中10人因為涉嫌違反《港區國安法》被捕，包括搜出「香港獨立」旗而被警方拘捕，據悉年紀最小只有15歲。

## 背景

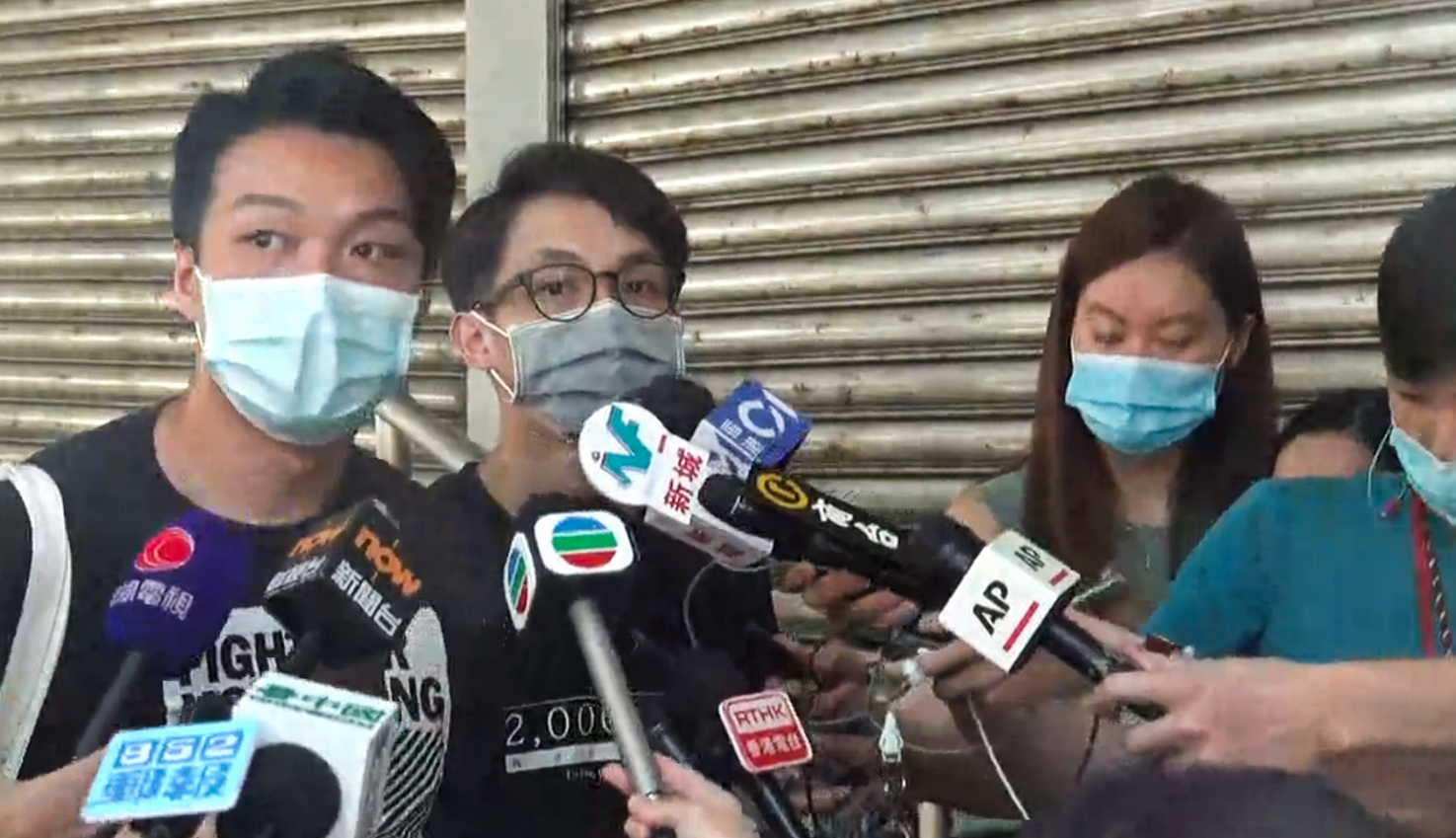
6月23日，民陣與警方商討「七一遊行」安排後見記者

2020年6月30日，中華人民共和國全國人民代表大會常務委員會全票通過「中華人民共和國香港特別行政區維護國家安全法」，同日納入《香港特別行政區基本法》附件三中，在香港刊憲實施。分裂國家、顛覆國家政權、恐怖活動、勾結外國或者境外勢力危害國家安全等四條涉及國家安全的罪名將納入《基本法》。
包括徐子見在內的泛民主派區議員以及民陣均發起七一遊行，並向警方申請不反對通知書，惟悉數遭警方發出反對遊行通知書及禁止集會通告書。兩者皆有向提出上訴，委員會最後維持原判。
民陣於6月30日晚上宣布無法主辦七一遊行。但是，民陣副召集人陳皓桓表示將改以個人身份遊行。他呼籲警方應克制及尊重遊行集會自由，並重申會以和平的方式表達訴求，又指即使自己有被捕的機會，但仍然會繼續堅持參與遊行。
由於國安法已正式刊憲生效，警方設置新的大型警告橫額及口頭警告，其內容主要為警告現場人士所作出的行為有可能構成分裂國家或顛覆國家政權，違反《港區國安法》，要求現場人士停止有關行為，否則可能會作出拘捕及刑事檢控。
另外，警方嚴密戒備遊行，出動6000警力在全港戒備，其中約4000人的應變大隊，在港島金鐘，灣仔會展和銅鑼灣一帶布防，並進行高姿態巡邏。而「第三梯隊」約2000人則留守各大警區，以應對各區突發事件。而會展外圍架設數百個高逾兩米的大型白色及藍色水馬，防暴警察在6月30日起進駐站崗。在金鐘，通往政府總部及立法會大樓的天橋有「特務警察」戒備，天橋上也加裝了鐵絲網。

## 經過

### 遊行開始前

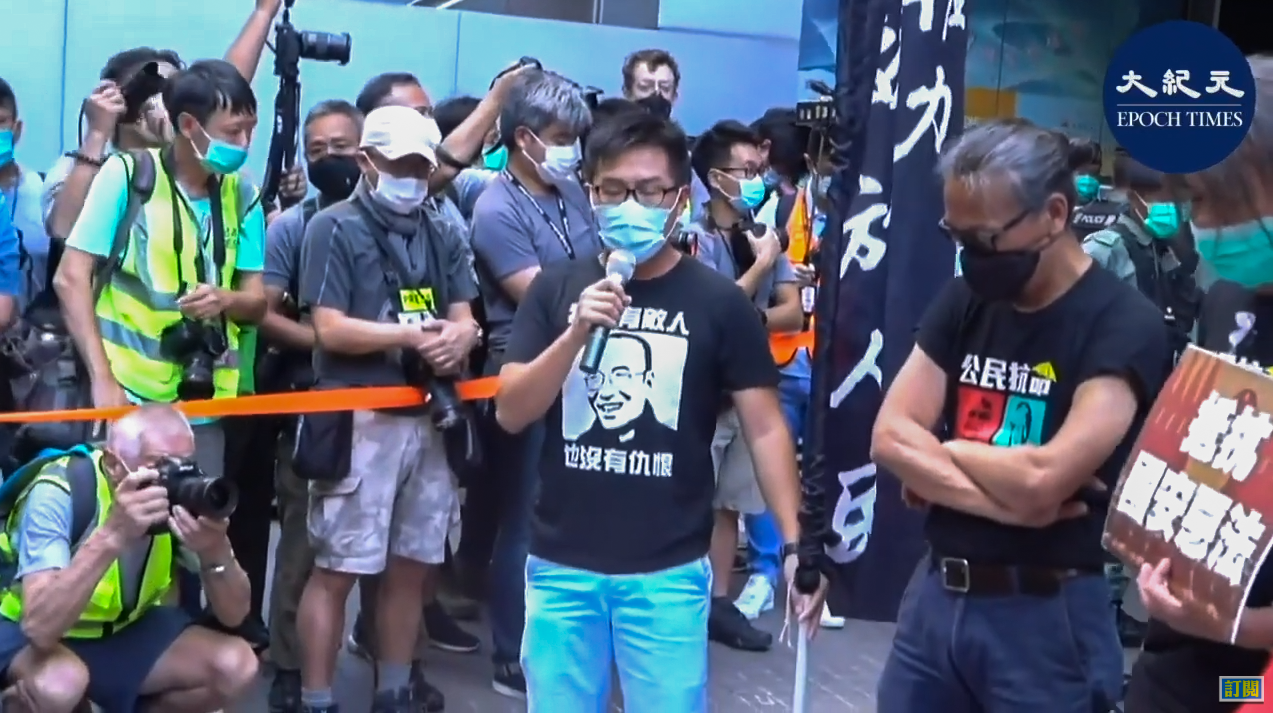
社民連成員在灣仔遊行期間，被大批防暴警察包圍

7月1日早上7時，社民連梁國雄、古思堯、吳文遠等人發起遊行，原訂由修頓球場遊行至金紫荊廣場。遊行開始前，有多名穿上黑衣的市民被截查。警員接到消息稱集會人士藏有包括鏹水在內的危險物品，遂逐一查看遊行人士的隨身物品，但最終並無搜出任何危險物品。警方在早上8時放行，並為遊行人士開路，示威者舉有「結束一黨專政」的旗幟。社民連一行人遊行至金紫荊廣場封鎖線外，焚燒請願信後散去。

### 銅鑼灣

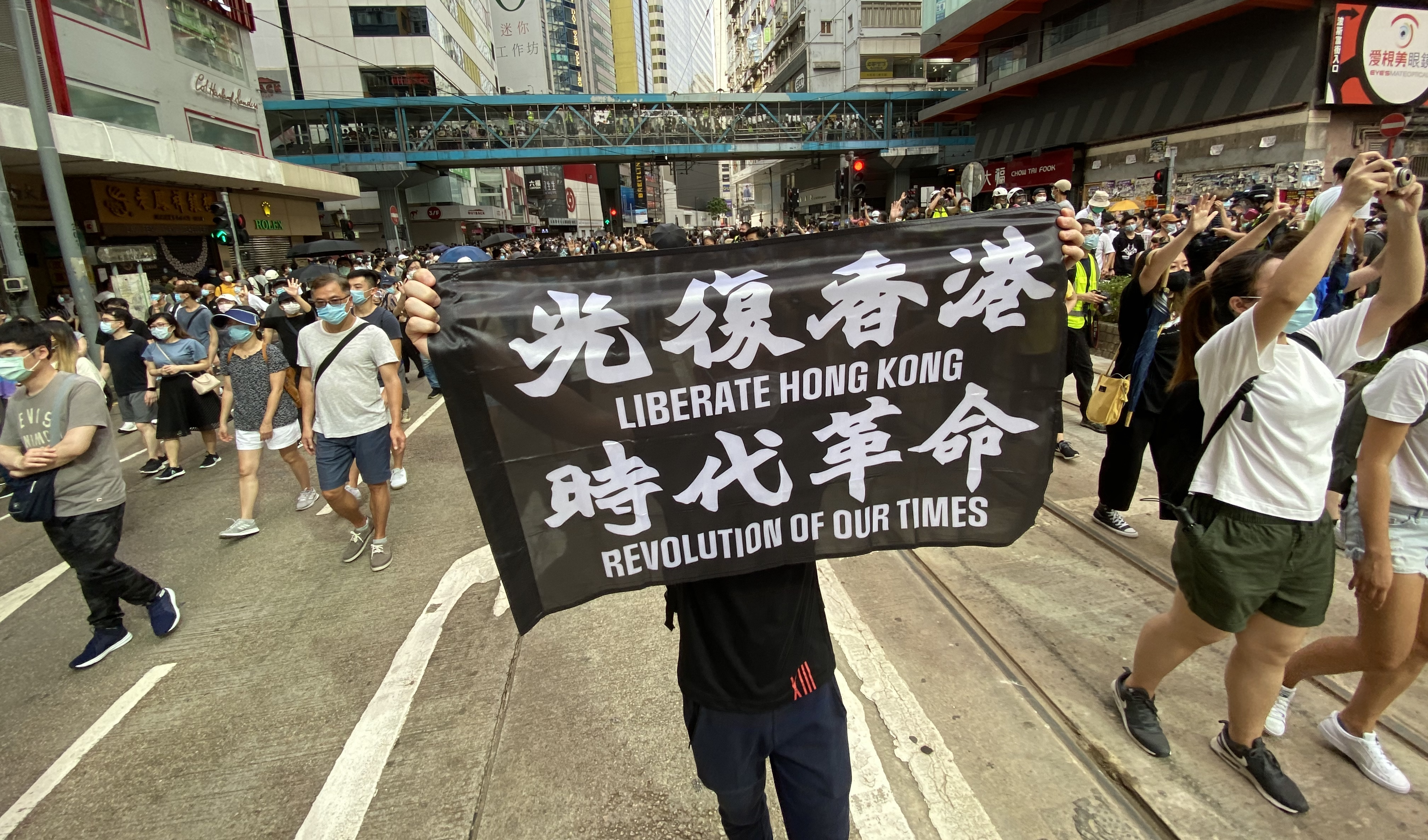
有市民舉起被指有香港獨立含義的「光復香港、時代革命」旗幟

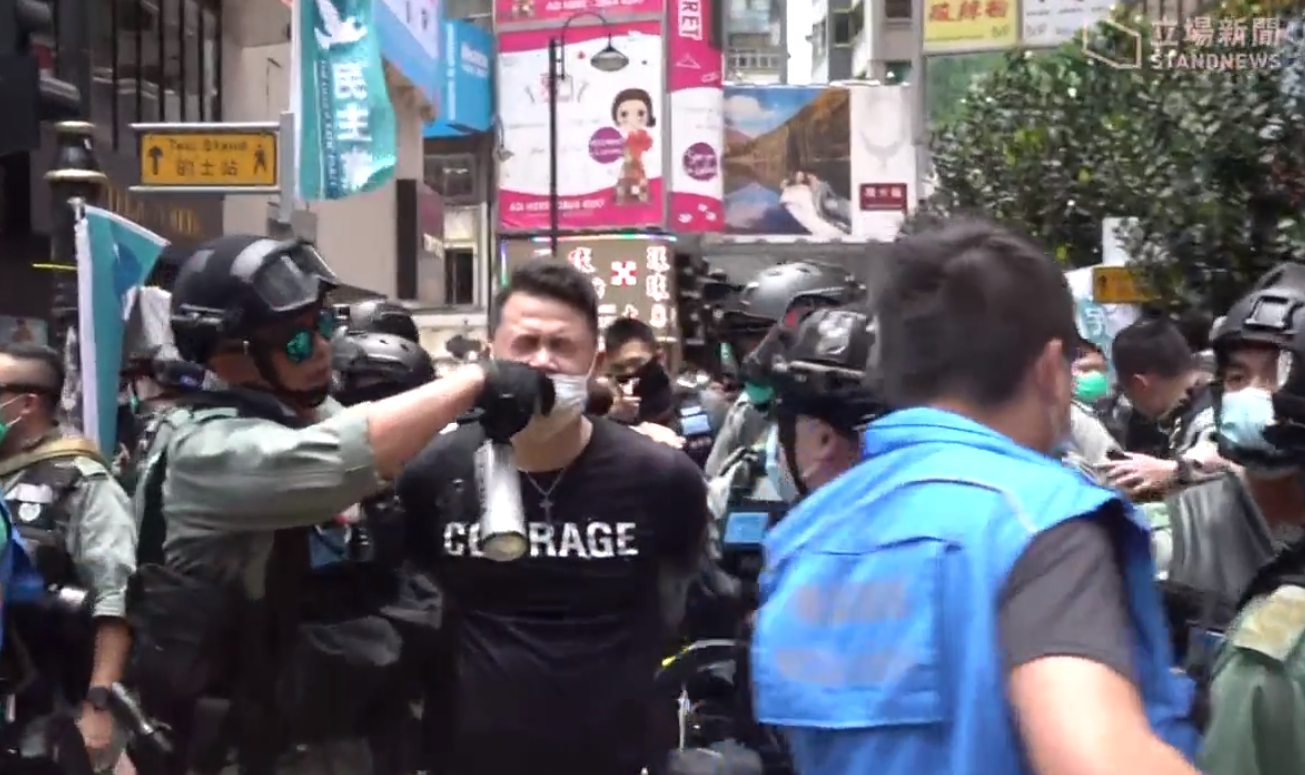
下午1時，民主黨立法會議員尹兆堅被警員壓在地上，之後更鎖上索帶拘捕

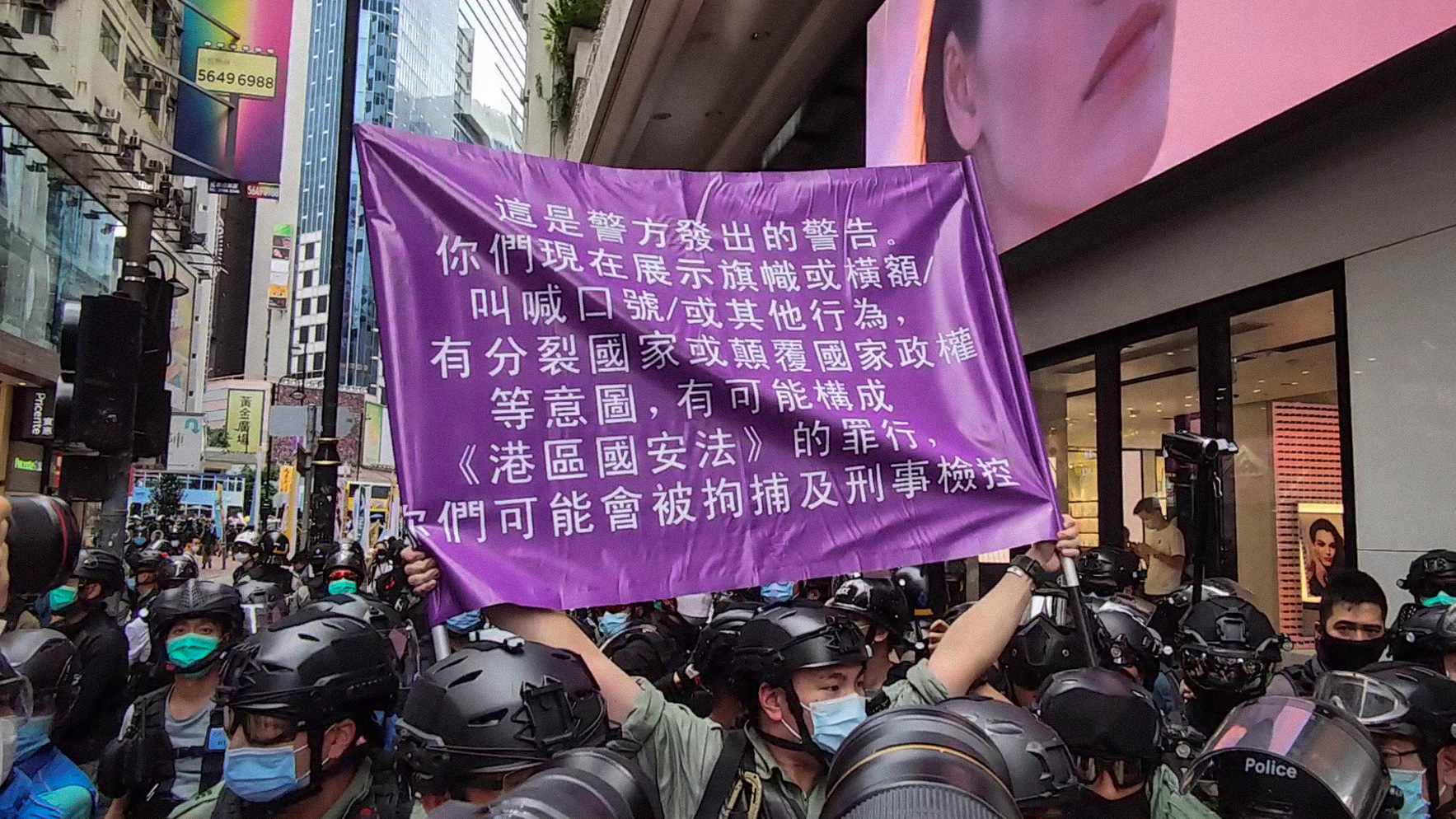
警方於《港區國安法》通過後首次舉起紫旗，指遊行人群可能違犯《港區國安法》

中午12時，銅鑼灣東角道已有近50名警員戒備。銅鑼灣「和你寫」街站以供市民寫信或字條鼓勵被囚抗爭者。有示威者在警員前舉起「和你寫」、「毋忘手足」的標語。此外，民主黨亦於銅鑼灣設立街站。警員於下午1時於東角道舉起藍旗，並向在場市民噴射胡椒噴霧。民主黨立法會議員尹兆堅被警員壓在地上，之後更鎖上索帶拘捕。警方又要求立法會議員林卓廷和區議員譚凱邦撤走街站，雙方一度理論。警方之後於記利佐治街和東角道一帶推進，並首次舉起紫色的警告旗，指現場的人展示旗幟，及高呼「光復香港」，有顛覆國家政權或分裂國家的意圖，可能犯國安法，會被拘捕檢控。之後多次施放胡椒噴劑，多名記者和市民被噴中，場面混亂。另外，一名示威者於百德新街被一幅寫有「香港獨立」字句的旗幟，被警方以涉嫌違反國安法被捕。
下午約1時30分，一批示威者走出崇光百貨對出的一段軒尼詩道，防暴警員後在馬路兩旁拉起封鎖線，封鎖部分行車線，之後全面封閉。港鐵銅鑼灣站D1及E出口封閉，警方稍後封閉百德新街、東角道及記利佐治街，同時要求集結群眾停止集結及立即離開。大批市民在波斯富街和百德新街被警方攔截不能離開，有市民被制服。其中在百德新街行人路，人民力量立法會議員「慢必」陳志全，「快必」譚得志和富商「劉公子」劉定成等數十人被捕。

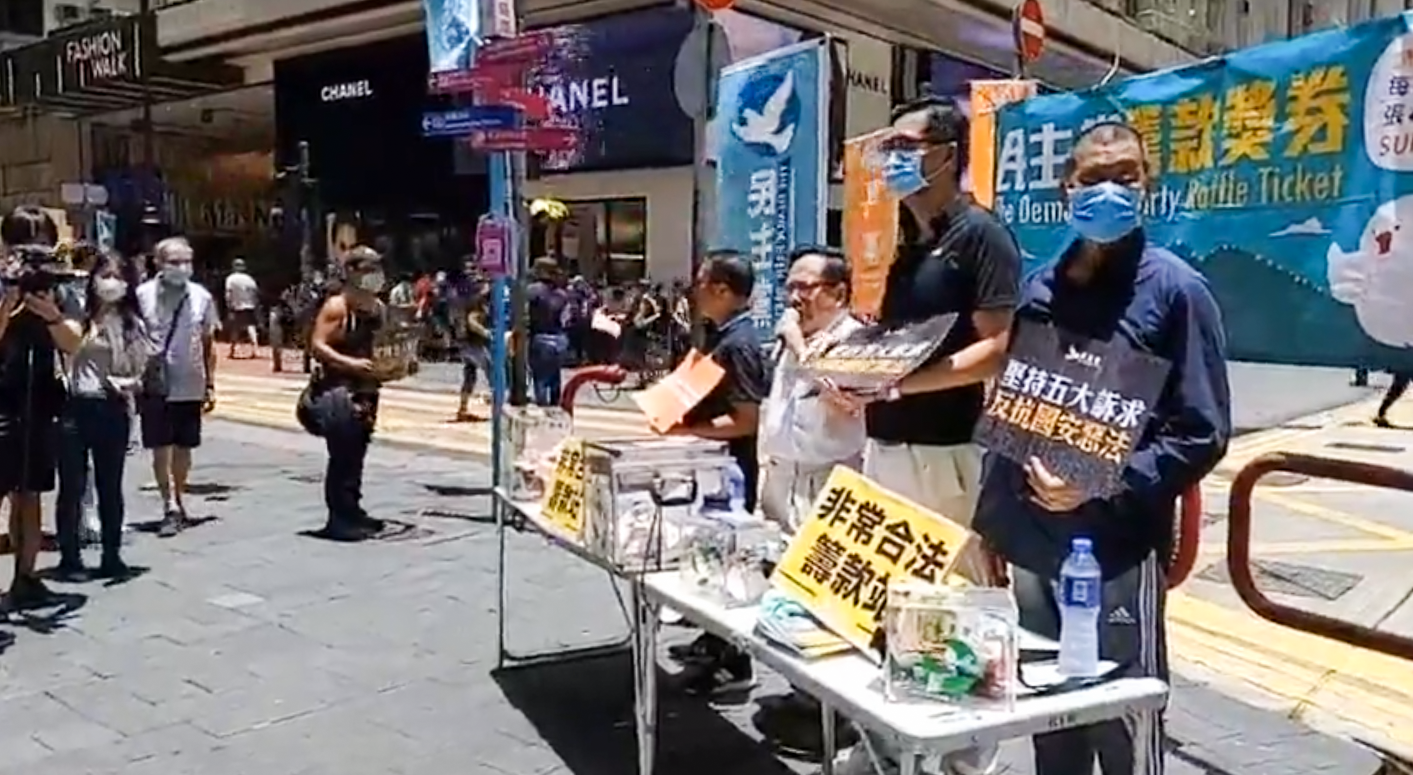
中午，黎智英現身民主黨籌款街站
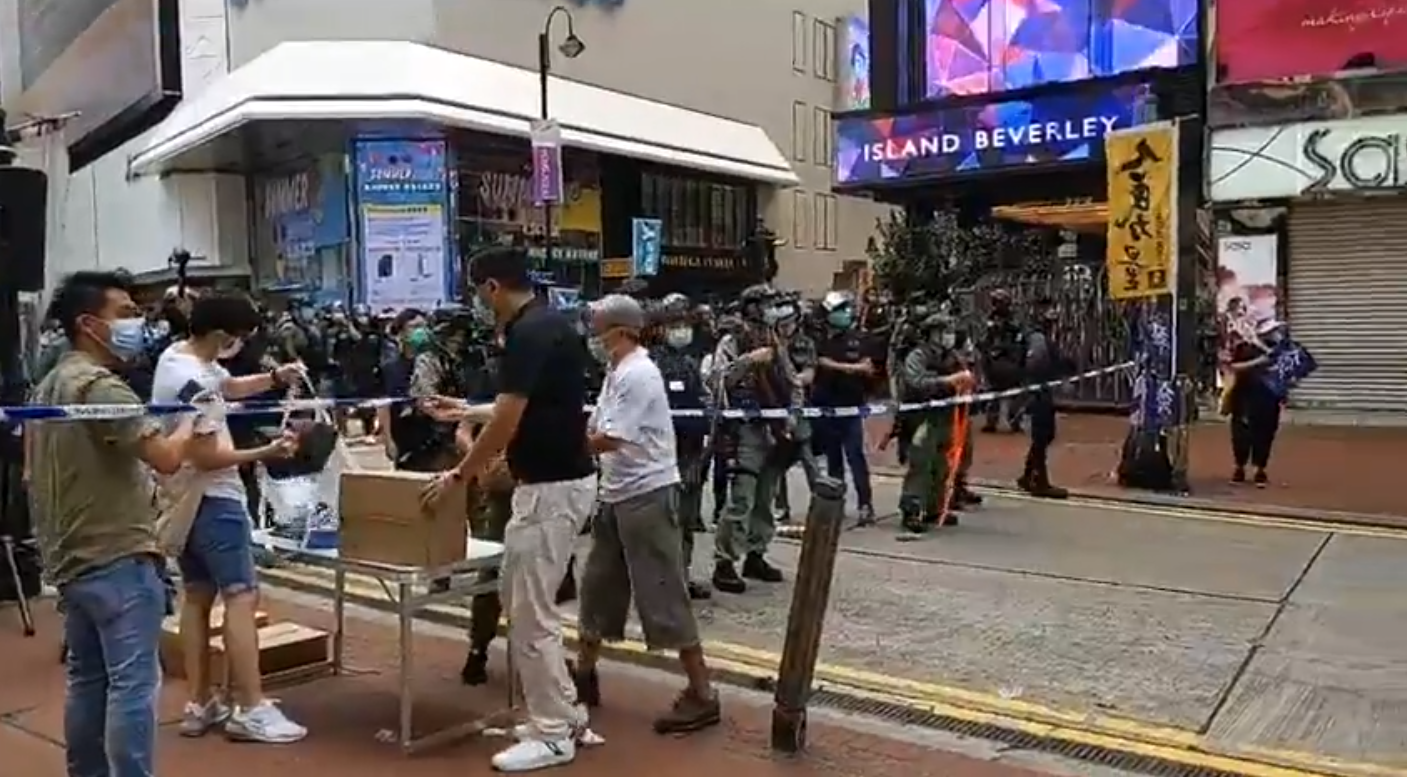
民主黨立法會議員林卓廷表示街站獲港府批文屬「合法籌款」，但被警員開咪警告控阻差辦公。最後自行搬走
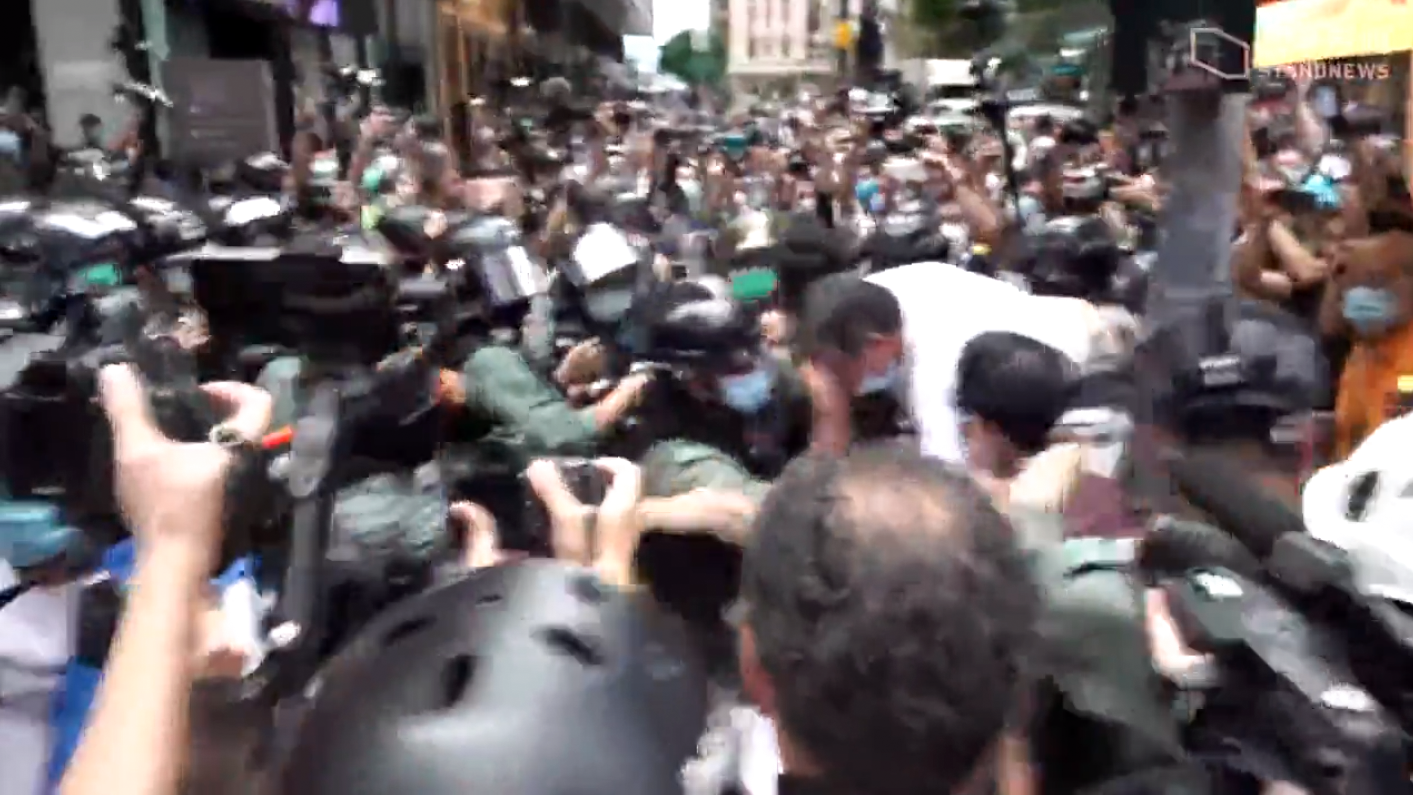
警員在記利佐治街突然多次施放胡椒噴劑，多名記者和市民被噴中，場面混亂
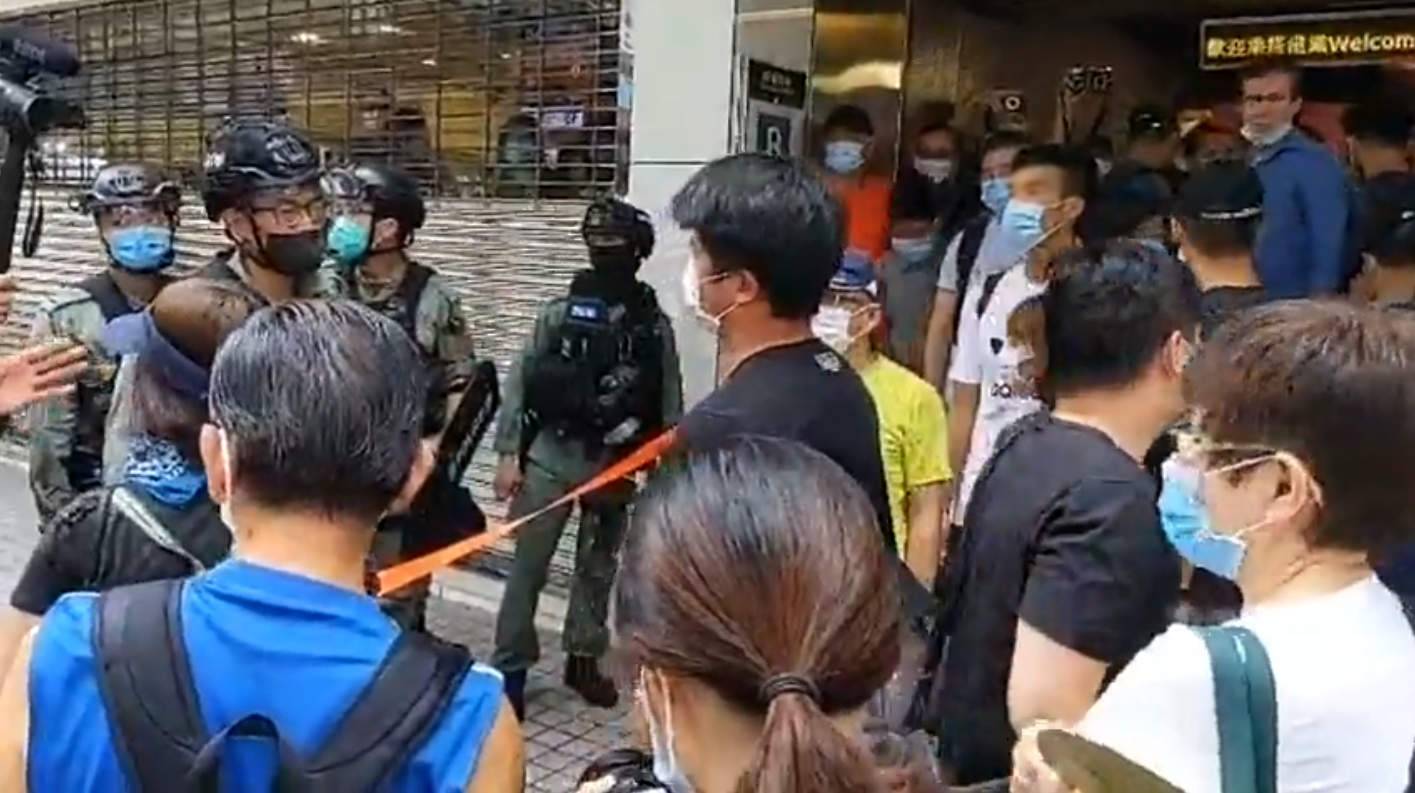
防暴警在軒尼詩道設封鎖線，市民無法前往其他地方
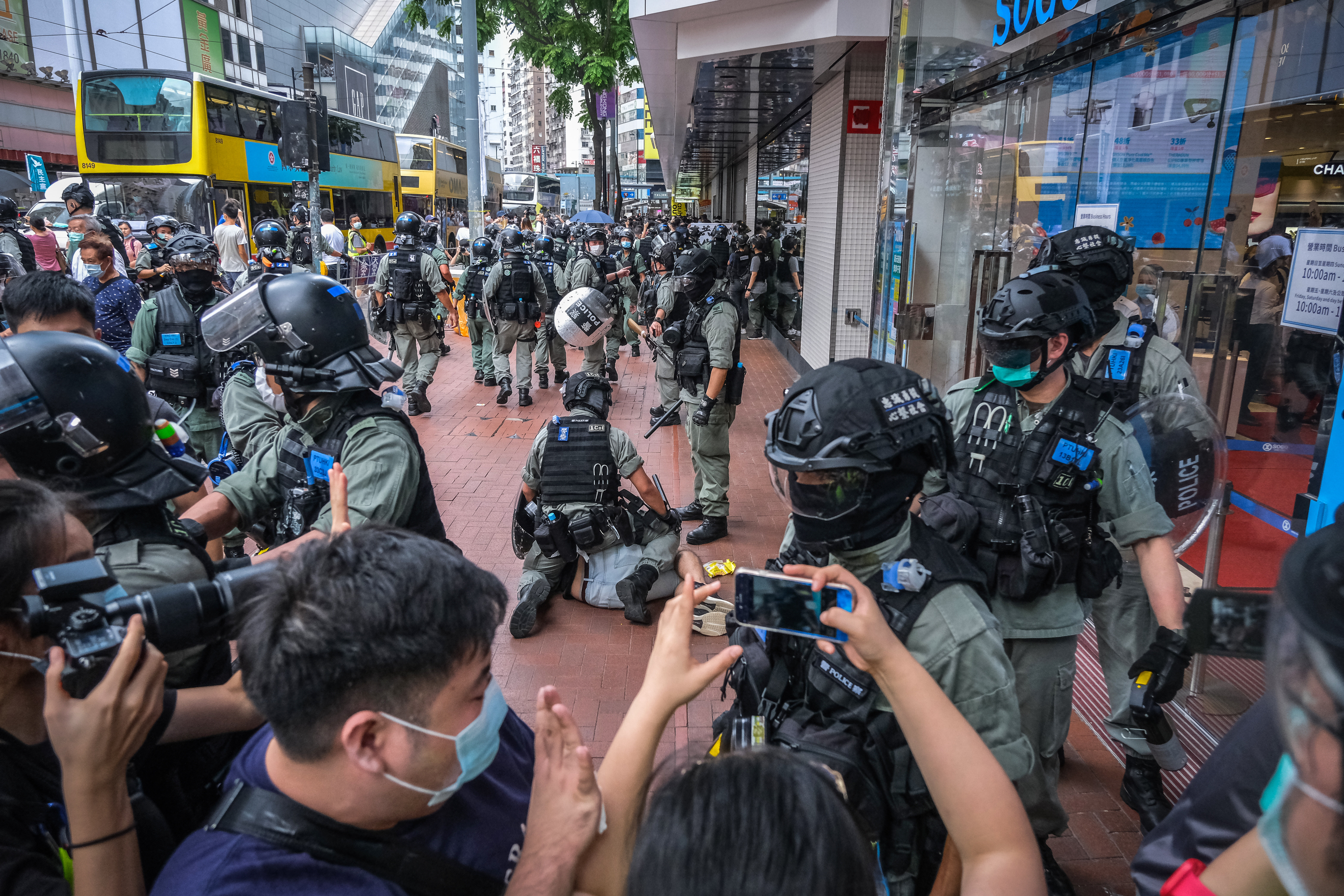
銅鑼灣軒尼詩道有人被制服
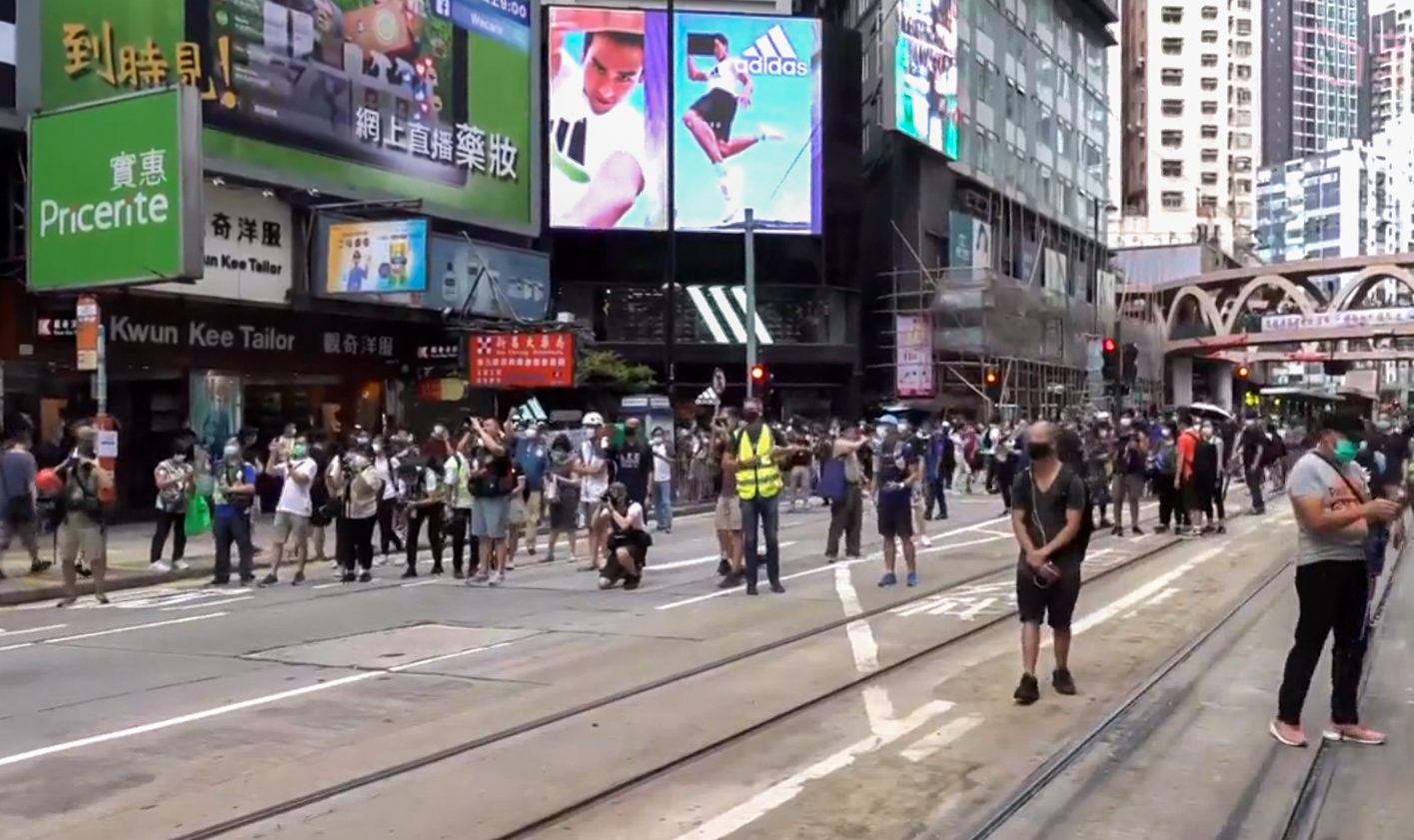
有示威者行出到怡和街
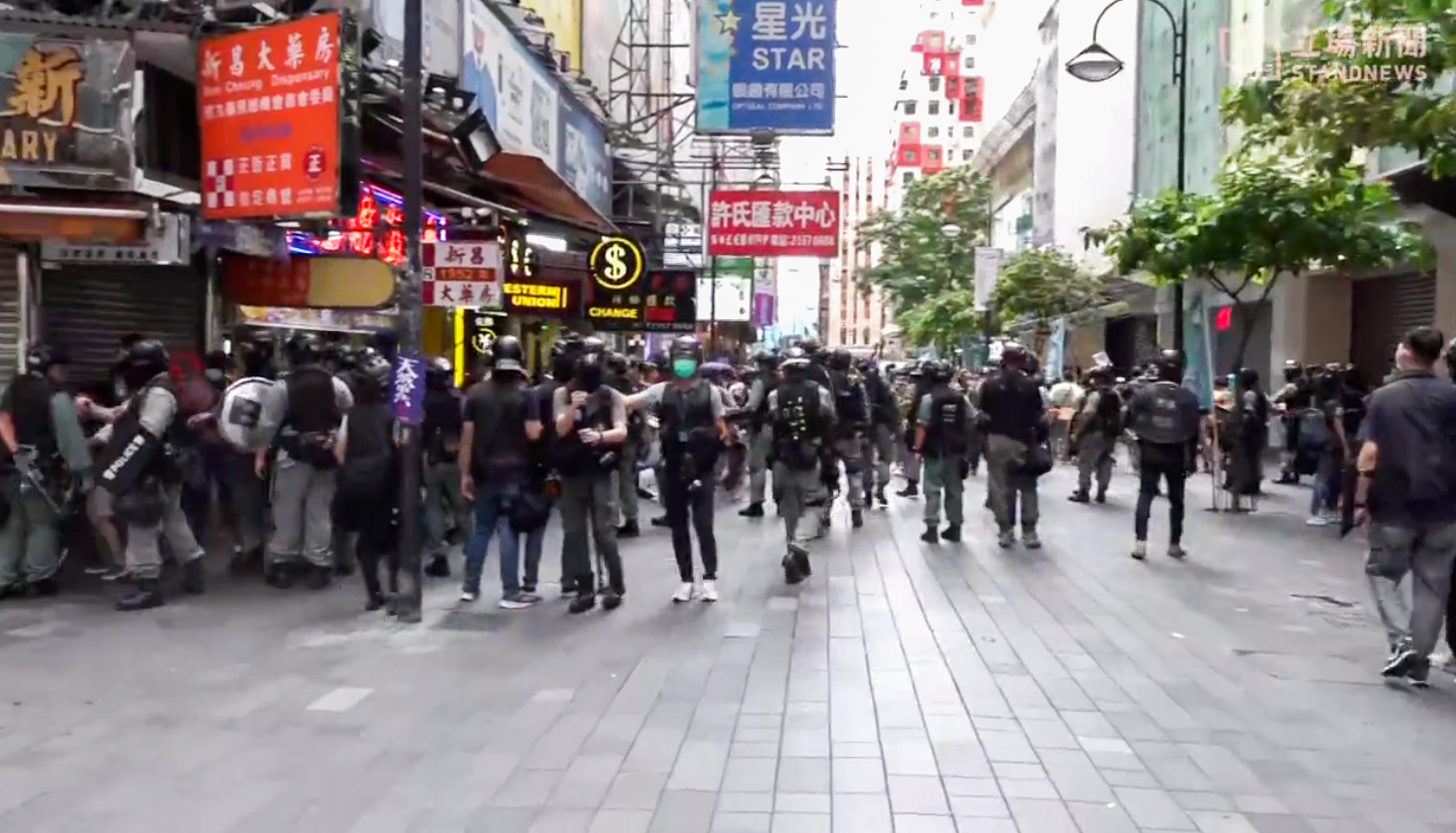
大批市民在百德新街行人路被警方攔截不能離開
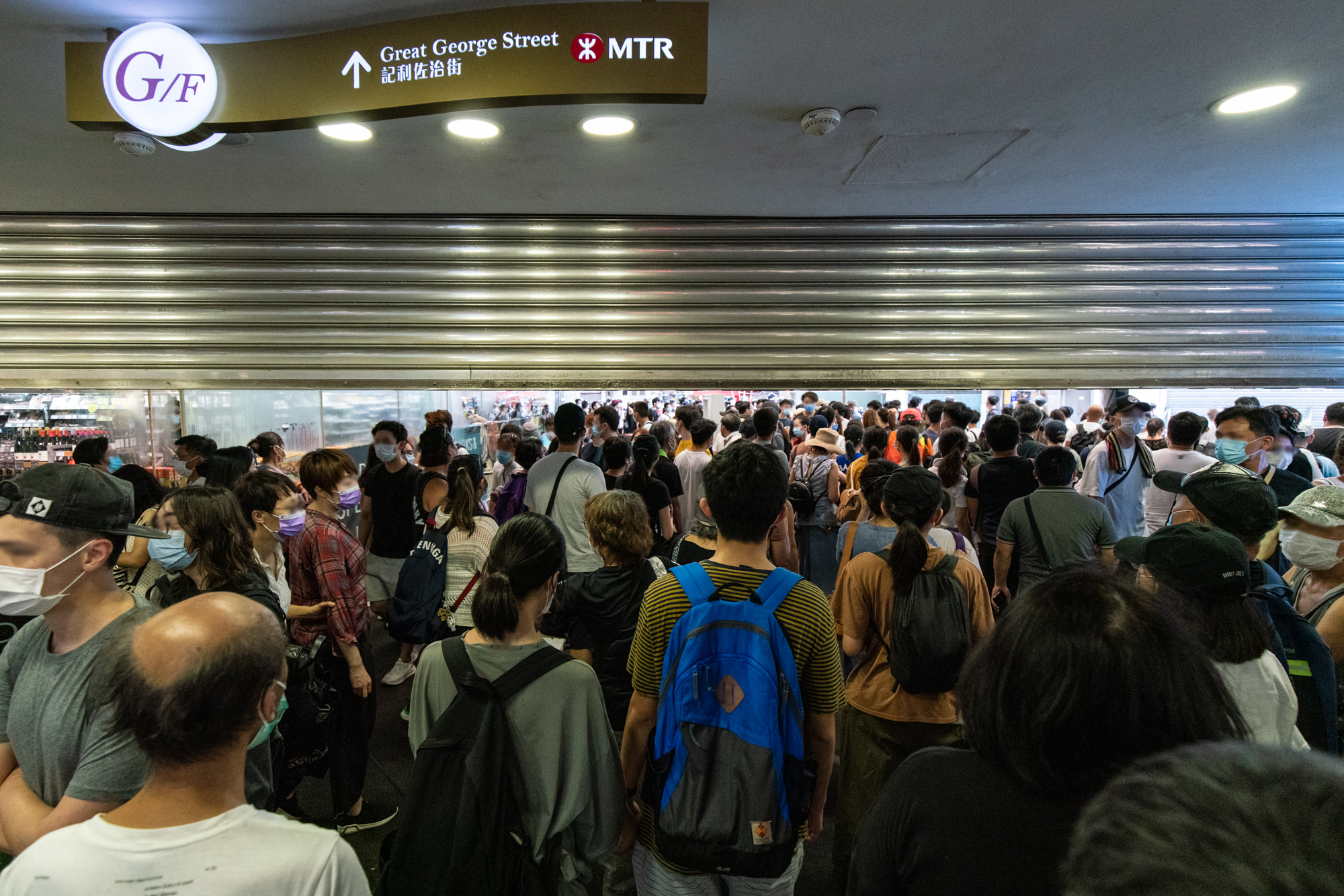
皇室堡出入口落閘

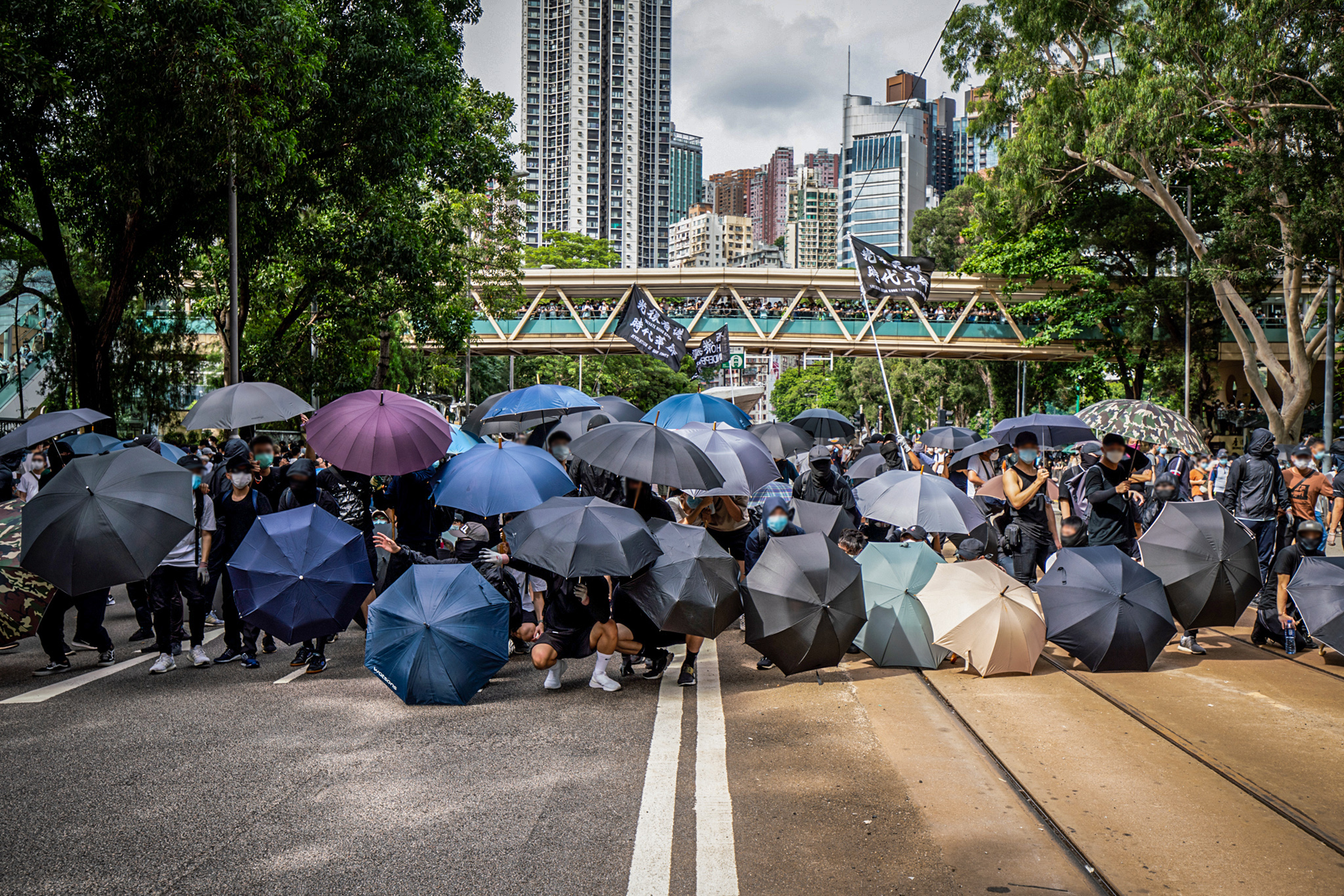
在香港中央圖書館與維園之間的高士威道，有示威者組成傘陣

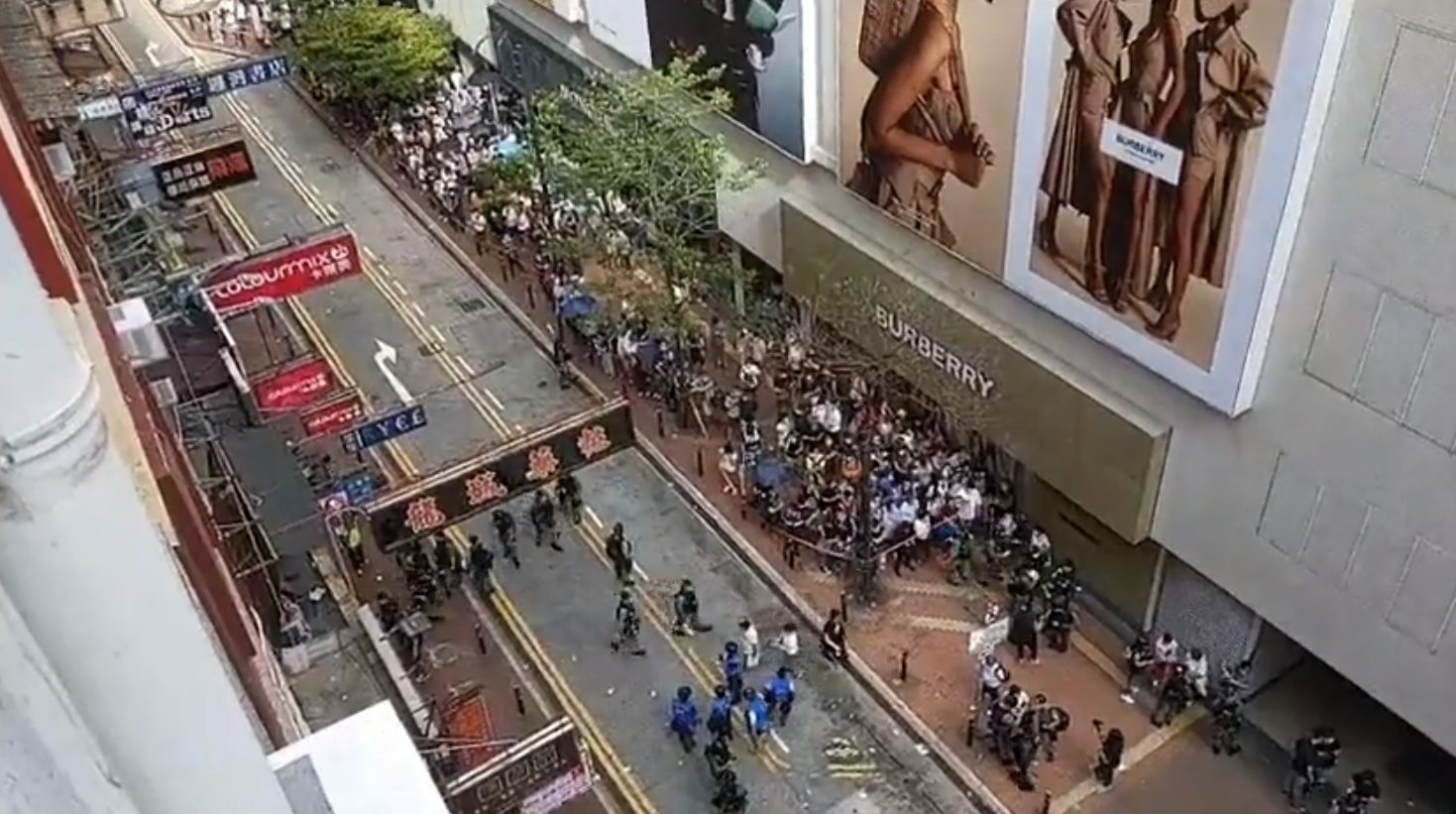
下午3時58分，崇光百貨外駱克道位置有近百人被警員包圍截查

大批市民未能經糖街向銅鑼灣方向前進，於維園外沿街車路向高士威道前行，沿途高叫「香港獨立，唯一出路」口號。下午2時許，警方於黃金廣場外向數名市民近距離施放胡椒噴劑，有市民要走入廣場內洗眼。此外，有示威者於聖保祿學校對出的馬路高叫「民族自強、香港獨立」及「光復香港、時代革命」等口號，警方一度舉起紫色警告旗。
下午3時，警方在鵝頸橋底再次發射水炮。。崇光百貨外東角道亦有一名女子持「香港獨立」標語，並帶有美國和英國旗，她其後被警方以違反國安法被捕。之後警員突然衝向示威者，並舉起黑旗，期間有長者被推跌。而一名便衣警員稱人群中有一人「煽動」，之後強行拉走該人，其間一名穿有反光衣的女子被推倒，在場記者扶起該名記者期間，警員卻用胡椒噴劑指向及趕走在場的記者。而警方的水炮車在3時15分，在銅鑼灣軒尼詩道發射水炮，記者被噴中後不停咳嗽。下午3時58分，崇光百貨外駱克道位置有近百人被警員包圍截查，有小朋友在成人陪同下被截查後獲得放行。警方設大範圍封鎖線，禁止記者走近拍攝。
另外，時代廣場一帶有數百名示威者聚集，在場人士高叫口號，亦有人揮動「光復香港」旗幟；示威者原打算向鵝頸橋方向前進但被攔截，之後循霎西街方向前進。
在中央圖書館與維園之間的高士威道，有示威者組成傘陣，並以雜物堵路。下午4時23分，水炮車及裝甲車駛至香港中央圖書館對開一段高士威道。100名防暴及速龍小隊警察從維園外衝向示威者。防暴警察在中央圖書館對開上前制服其中一名男子，其他示威者隨即上前試圖阻止，期間警員與示威者發生衝突。示威者以雨傘及磚頭攻擊防暴警，一名戴深藍色鴨咀帽、黑口罩的男子上前，隔着欄杆走近警員，手持疑似尖器刺向警員左上臂後方，警員随后倒地，紅衣男則乘亂逃去。该警员左手近肩膊位置遭短刀插中受傷流血，其後被抬上救護車送院。同一時間，警員在中央圖書館對開截查多名市民。到4時44分，水炮車再次於皇仁書院對出高士威道發射水炮，在場警員配備胡椒球槍。
此外，警方於下午4時40分左右於崇光百貨對出軒尼詩道舉起橙旗及藍旗，隨後向示威者發射數十發胡椒球彈。

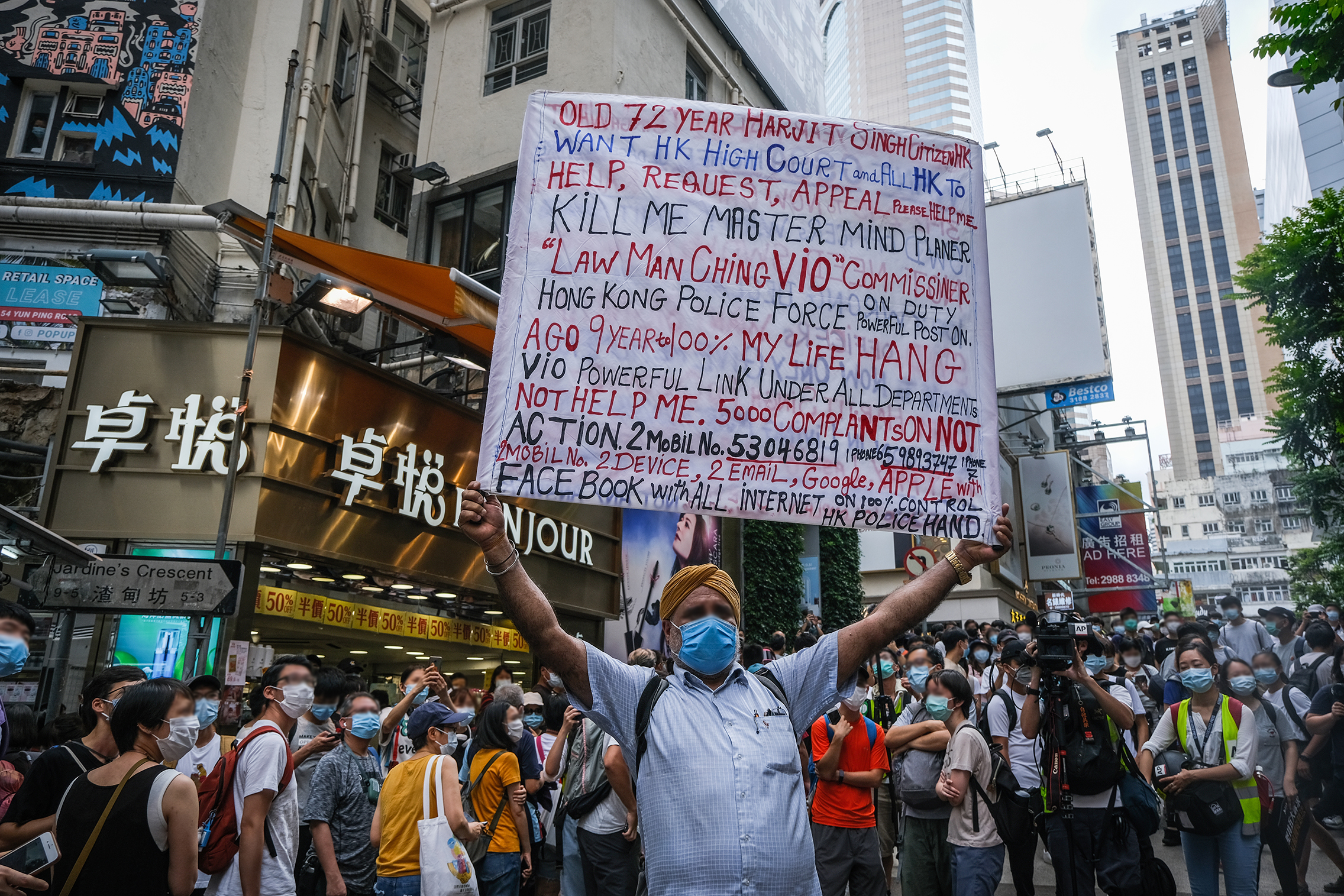
啓超道有印度裔人士展示標語
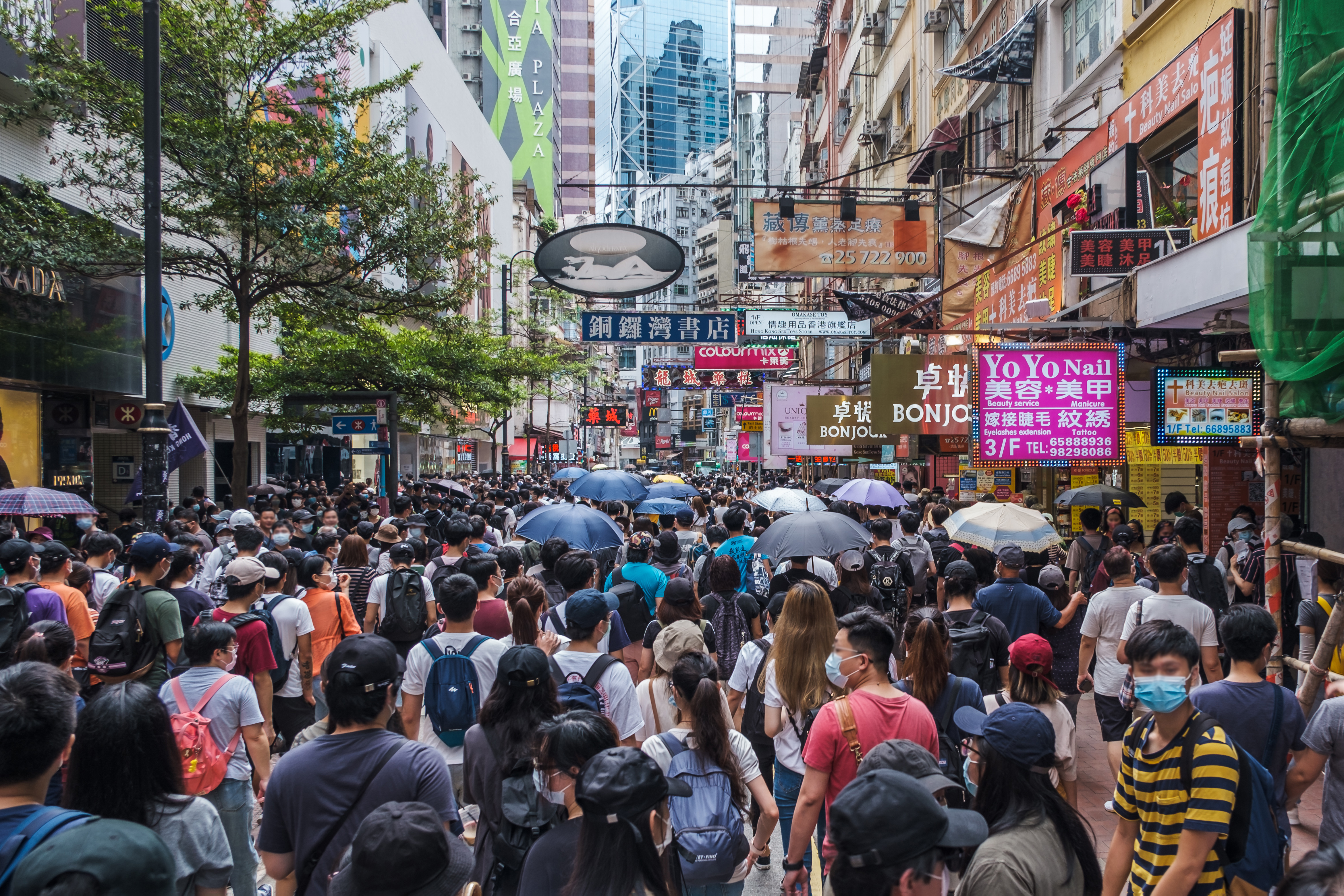
2時30分，駱克道有不少人起步
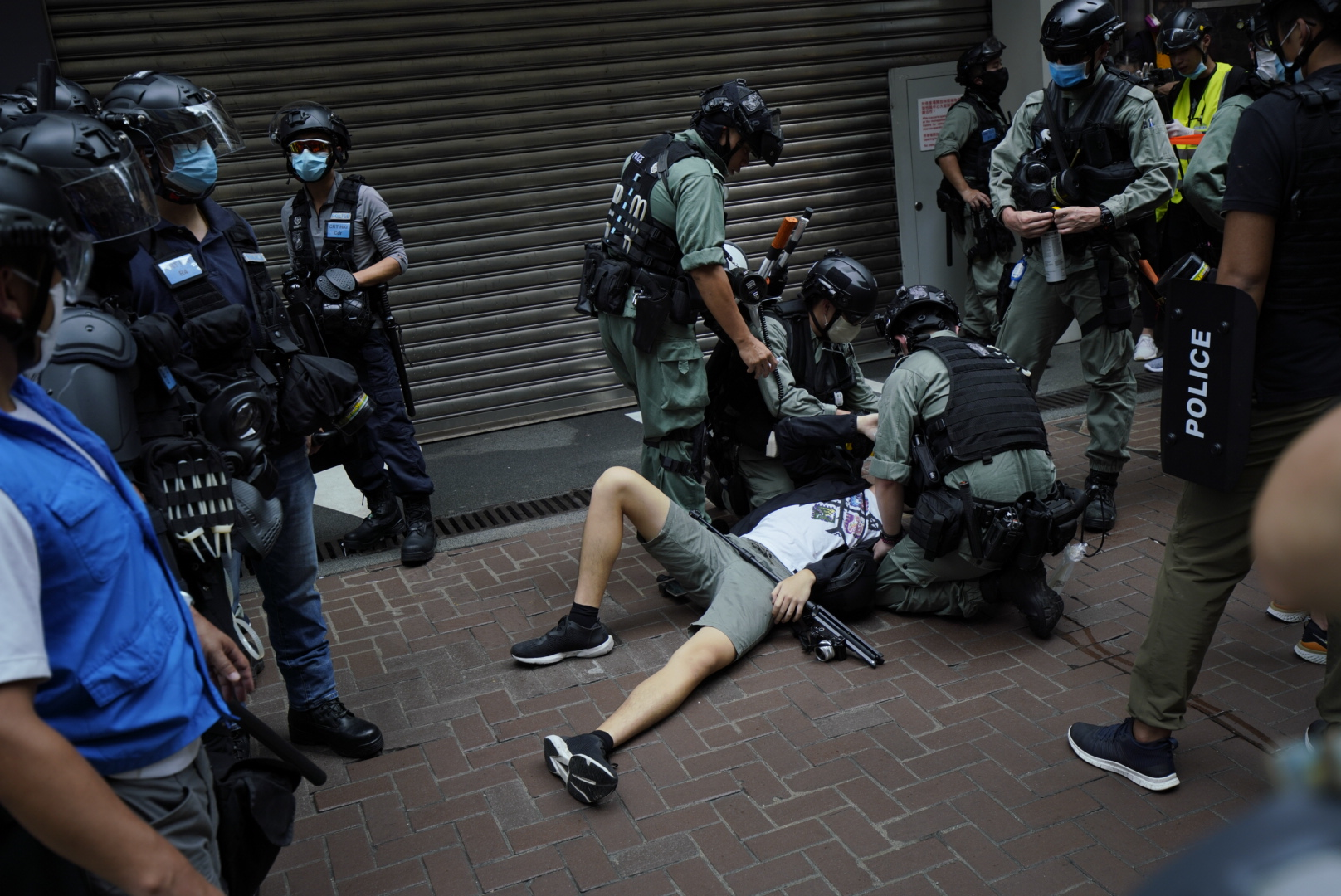
有人被多名防暴警制服
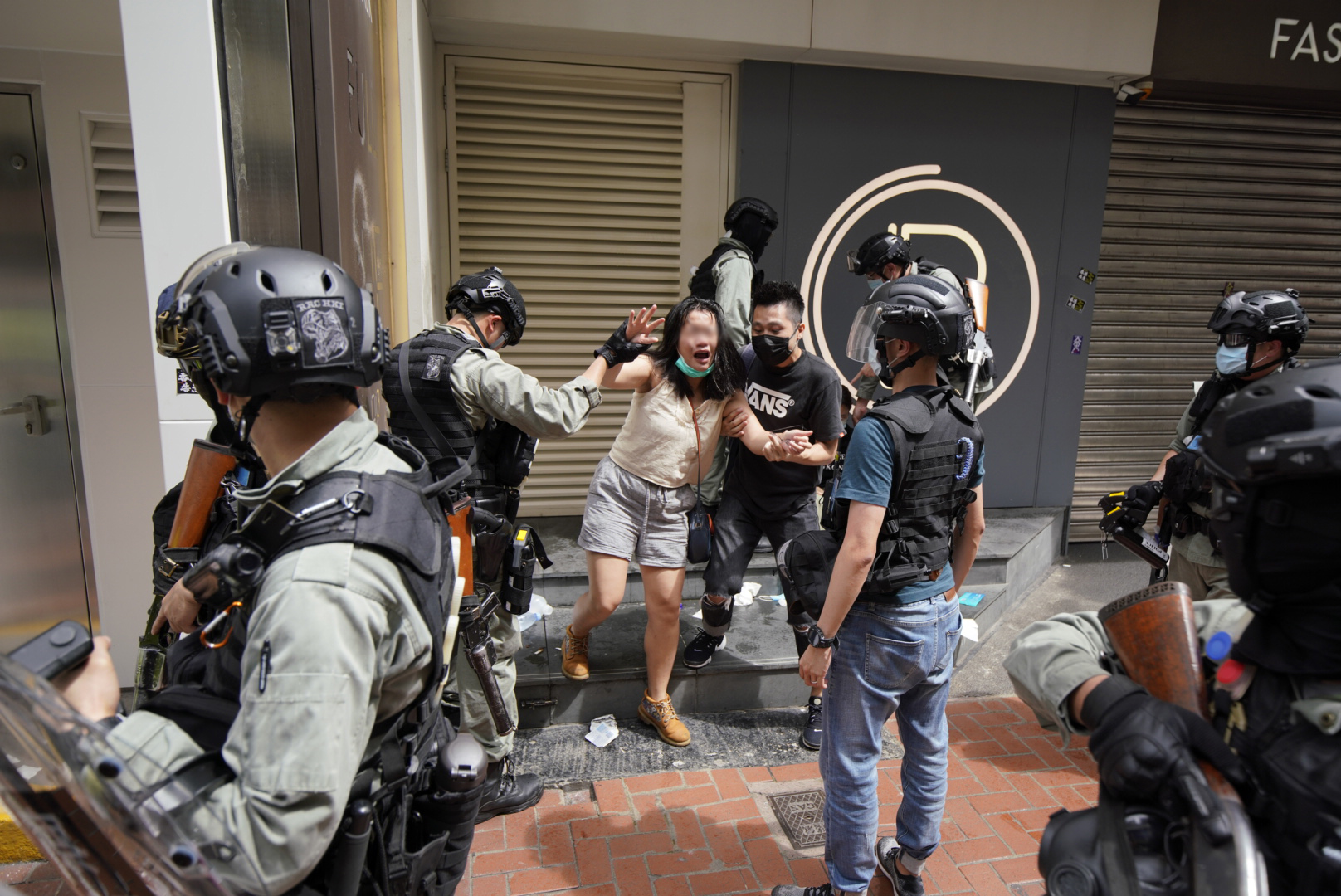
有女性在恒隆中心被防暴警和便衣制服
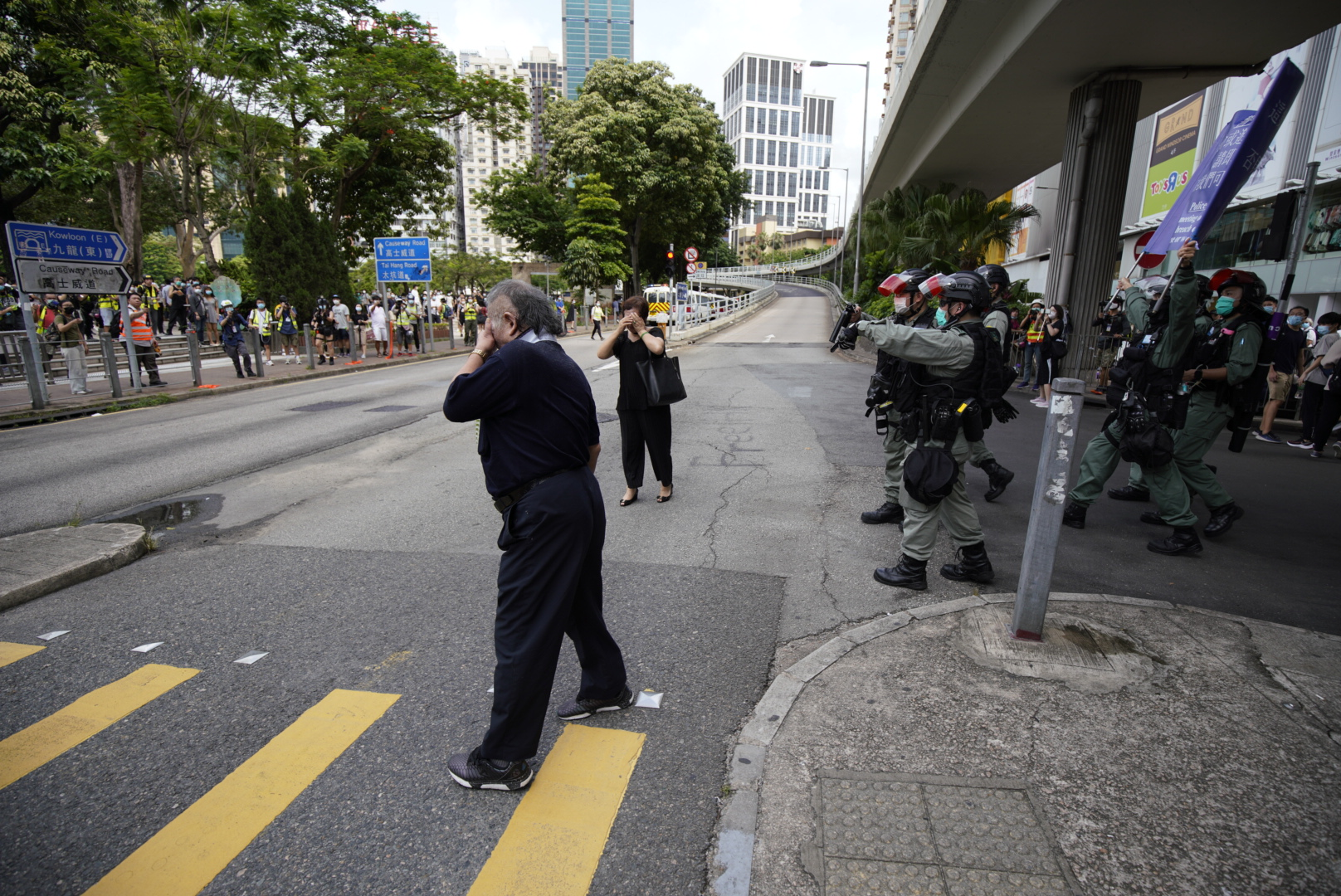
3時09分，兩名長者因防暴警員施放胡椒噴劑而感到不適
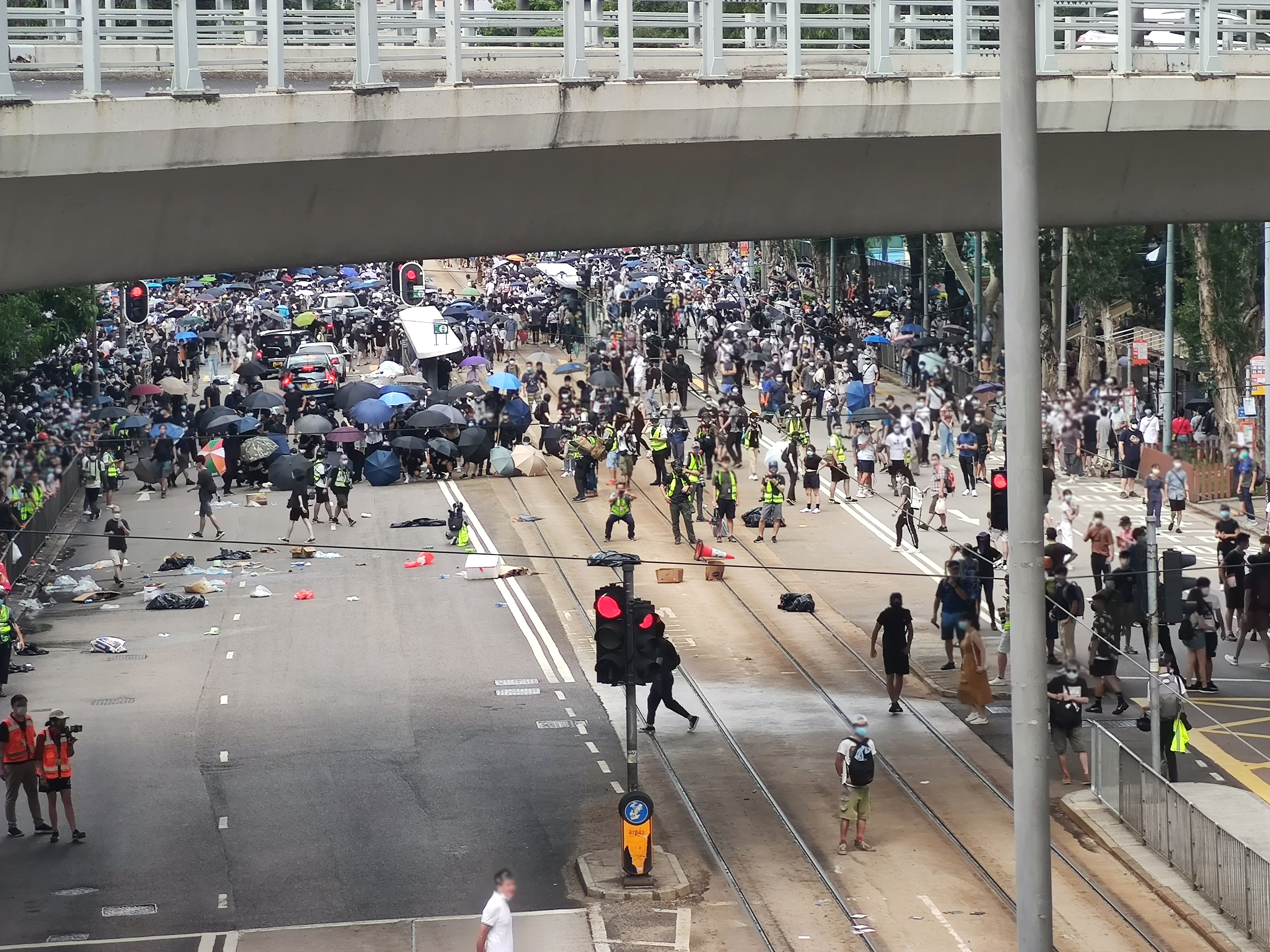
高士威道的示威者佔據整條行車線
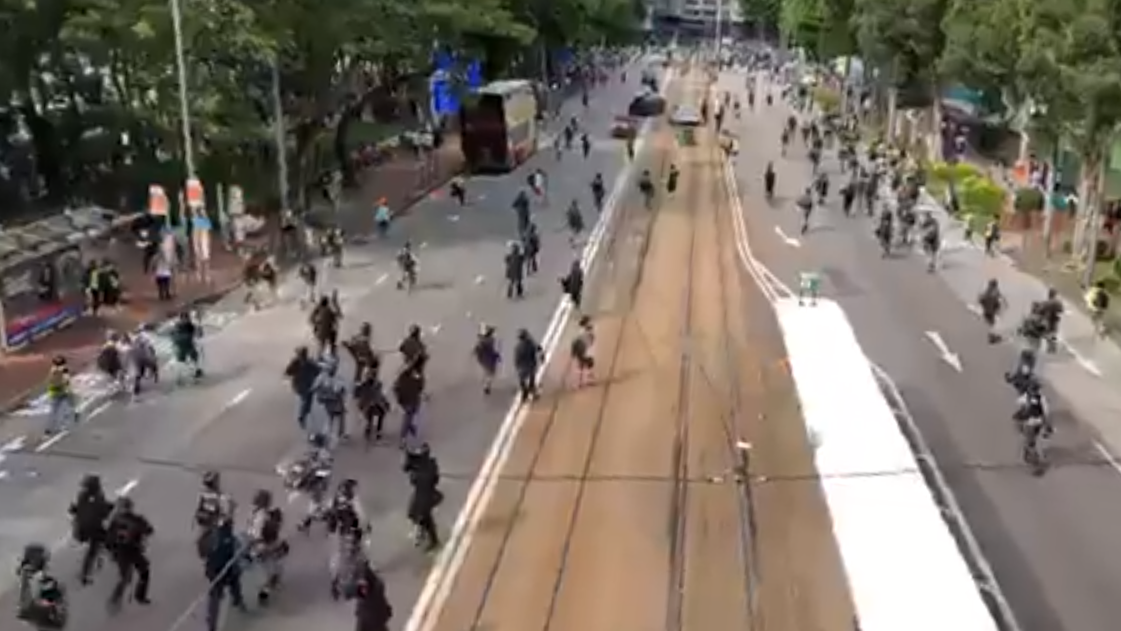
百多名防暴及速龍小隊在高士威道進行驅散
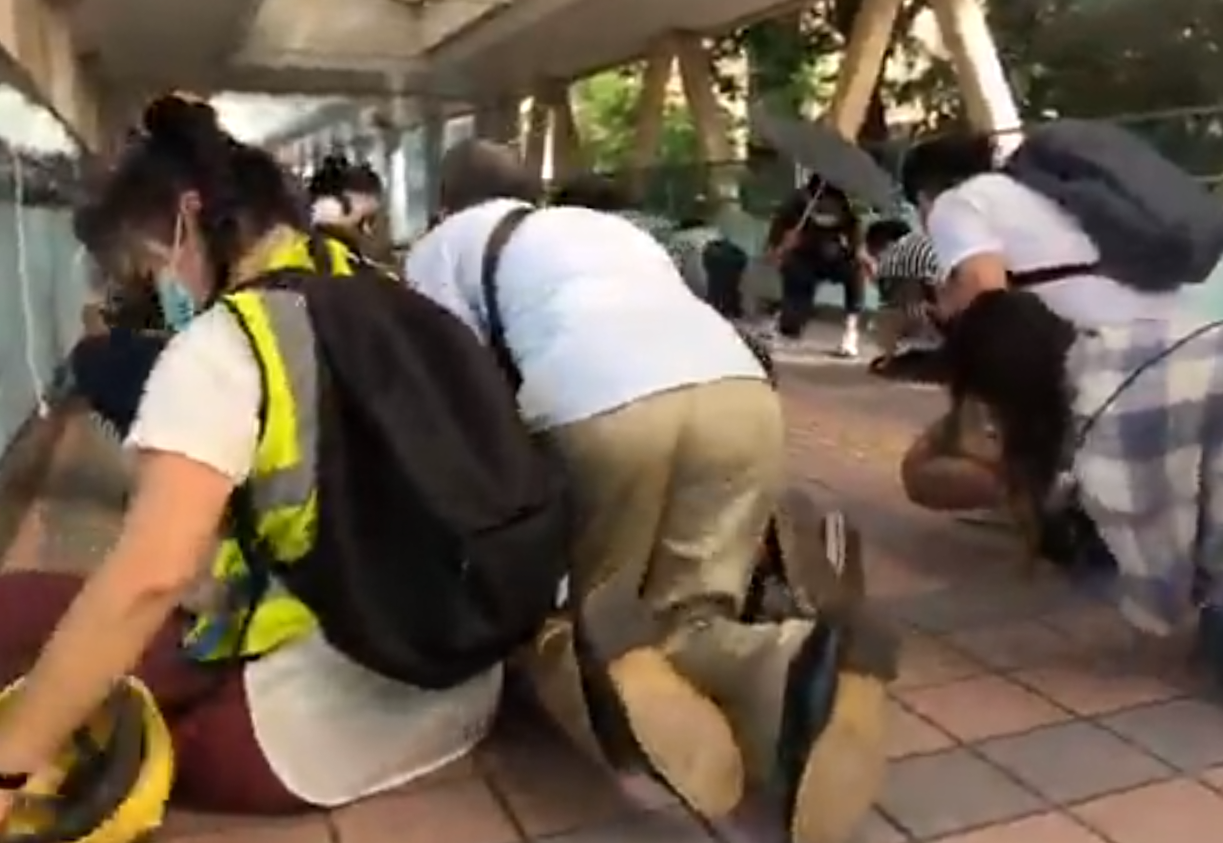
警方在驅散高士威道期間，多次向天橋的民眾和記者發射胡椒球槍。市民只能慌忙趴下，有不少人其後感到不適

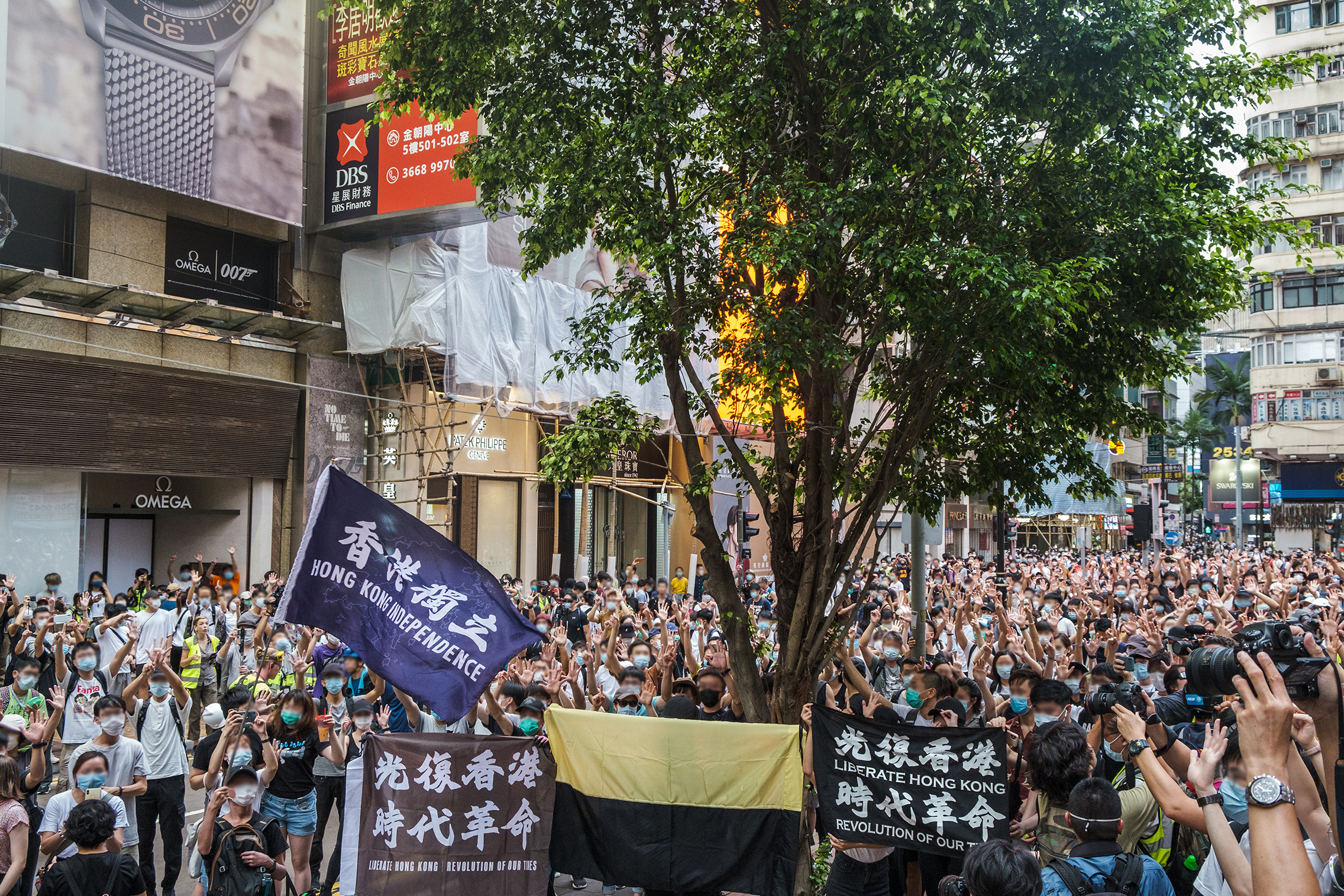
銅鑼灣羅素街有不少市民高舉「五一」手勢和展示旗幟

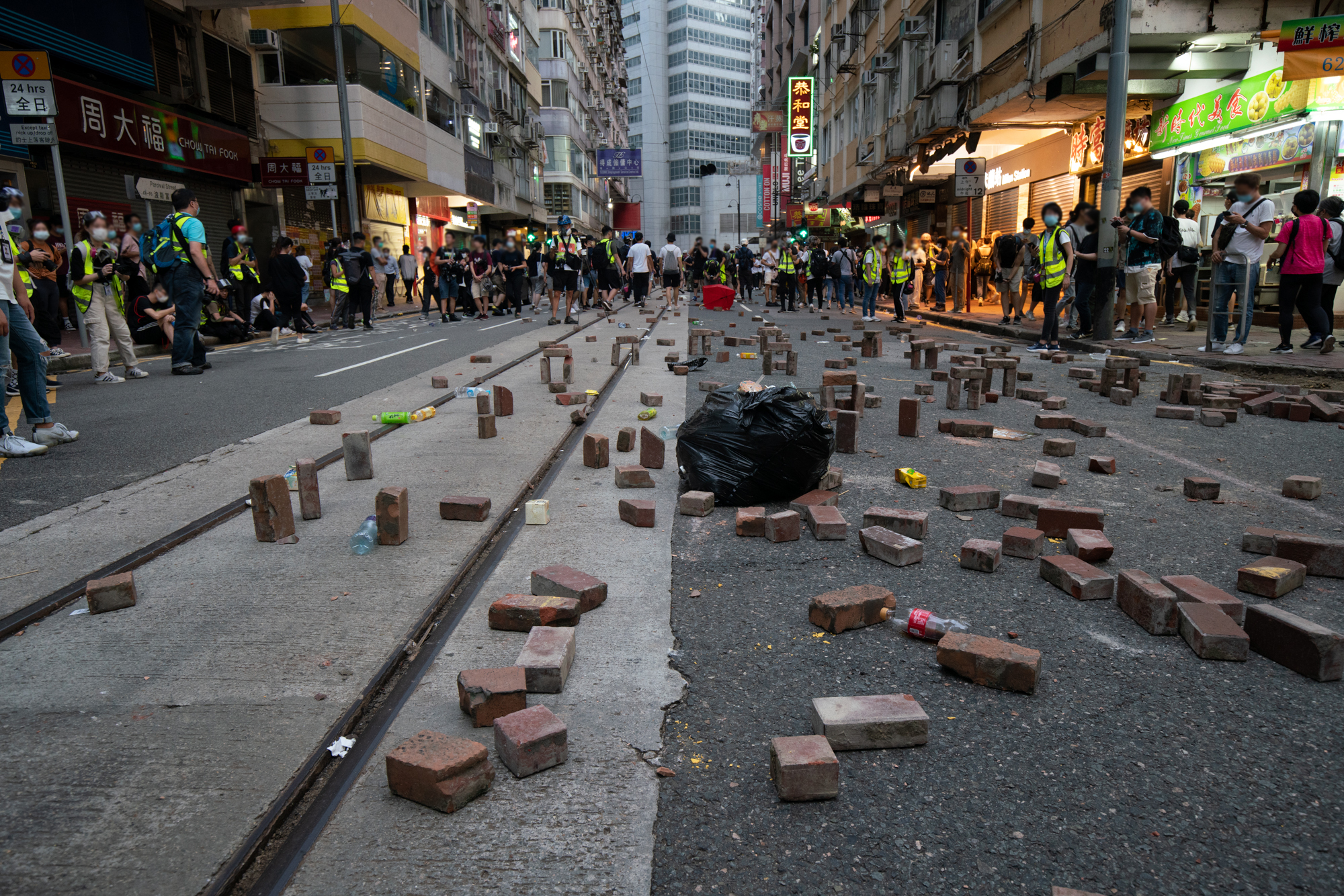
傍晚，有人在波斯富街用磚頭堵路

約5時，警方突然在波斯富街向大量人群掃射最少20發胡椒球，然後衝入登龍街制服最少一男一女。時代廣場外有示威者投擲物品後，防暴警察在羅素街向天發射4次胡椒球槍，同時有警員在廣場外截查身穿反光衣的記者。隨後亦於利舞臺制服一名身黑衣的示威者。約5時，速龍向羅素街快速推進，發射約10發胡椒球槍驅散在時代廣場聚集的市民，並拘捕一名身穿黃背心記者。。5時20分，防暴警於波斯富街施放催淚彈，美心西餅店舖櫥窗亦被破壞。而多名防暴警察在下午5時37分，再次衝向時代廣場追捕市民，向時代廣場連卡佛的玻璃門發射胡椒球槍，同時有警員一度進入商場室內範圍。大批市民走入場內暫避，事後玻璃門留下胡椒球槍的彈痕。
到晚上11時45分，網媒PPPN international拍攝到有外籍人士於銅鑼灣站出口，近英光大廈外赤裸展示堅持五大訴求標語後被捕，送上警車。

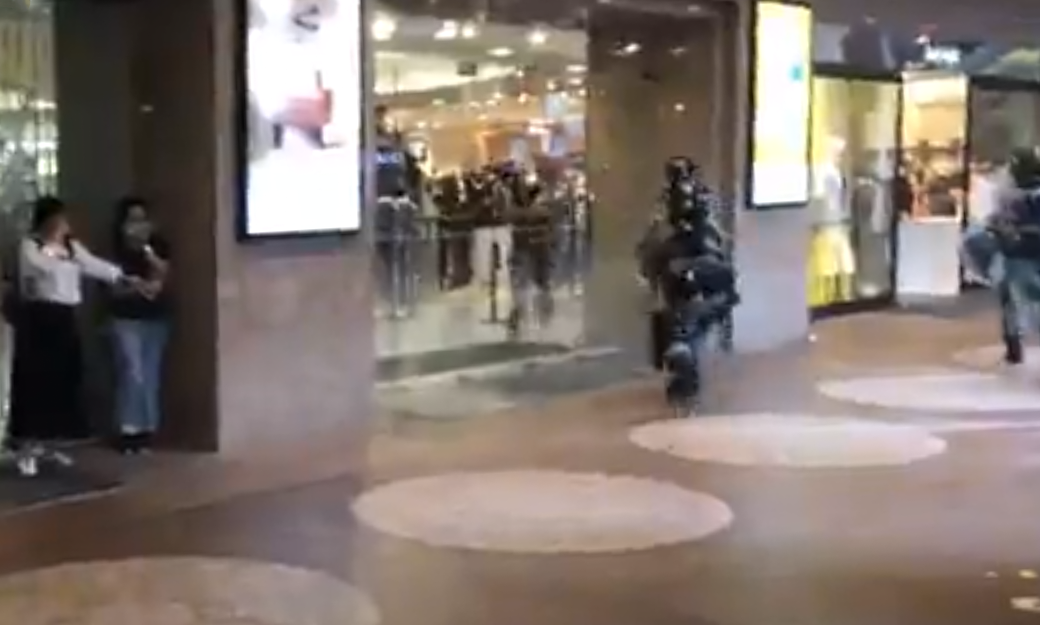
下午5時37分，多名防暴警察向時代廣場連卡佛的玻璃門發射胡椒球槍，同時有警員一度進入商場內
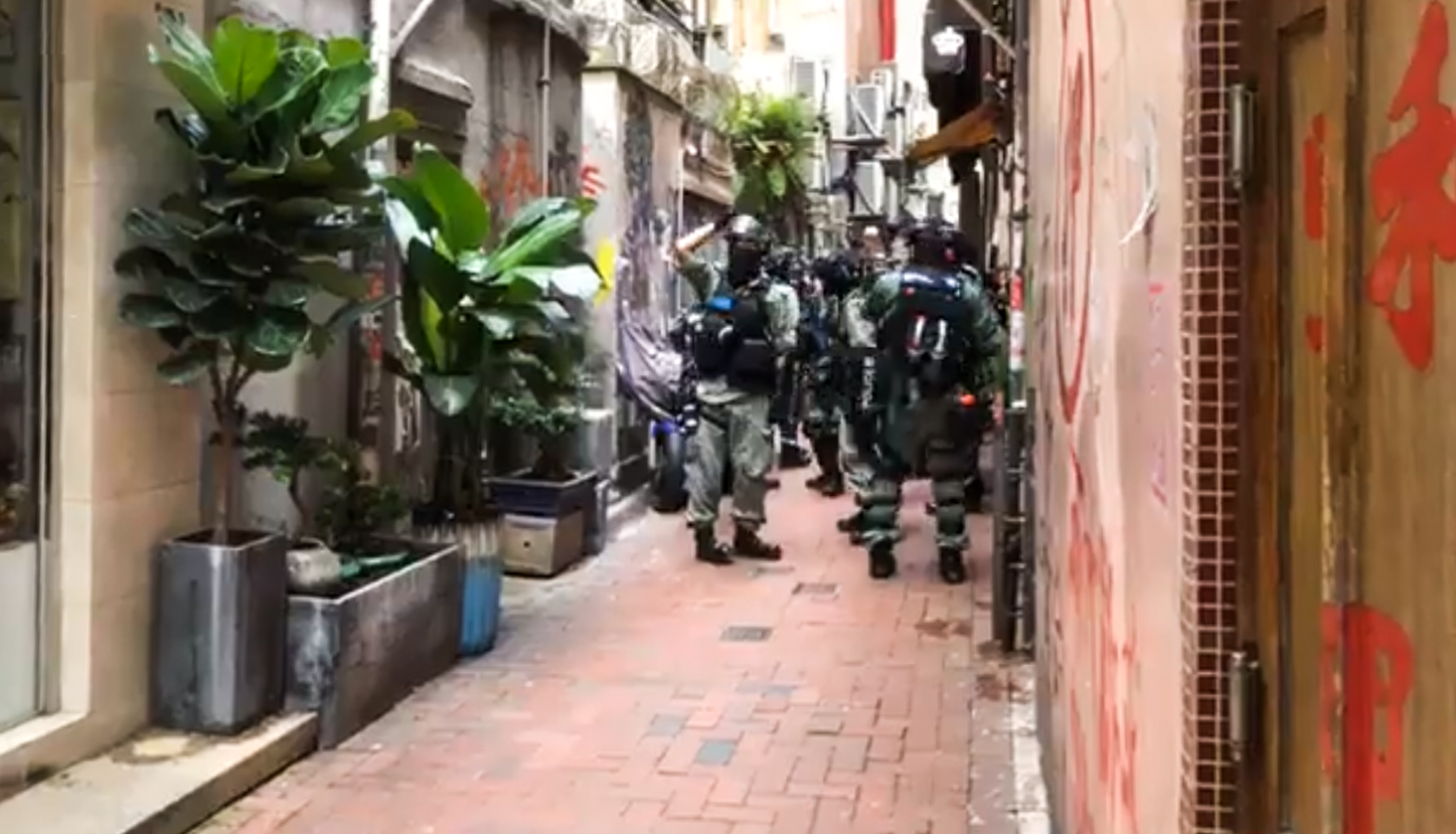
防暴警察在來往羅素街和登龍街的後巷進行截查
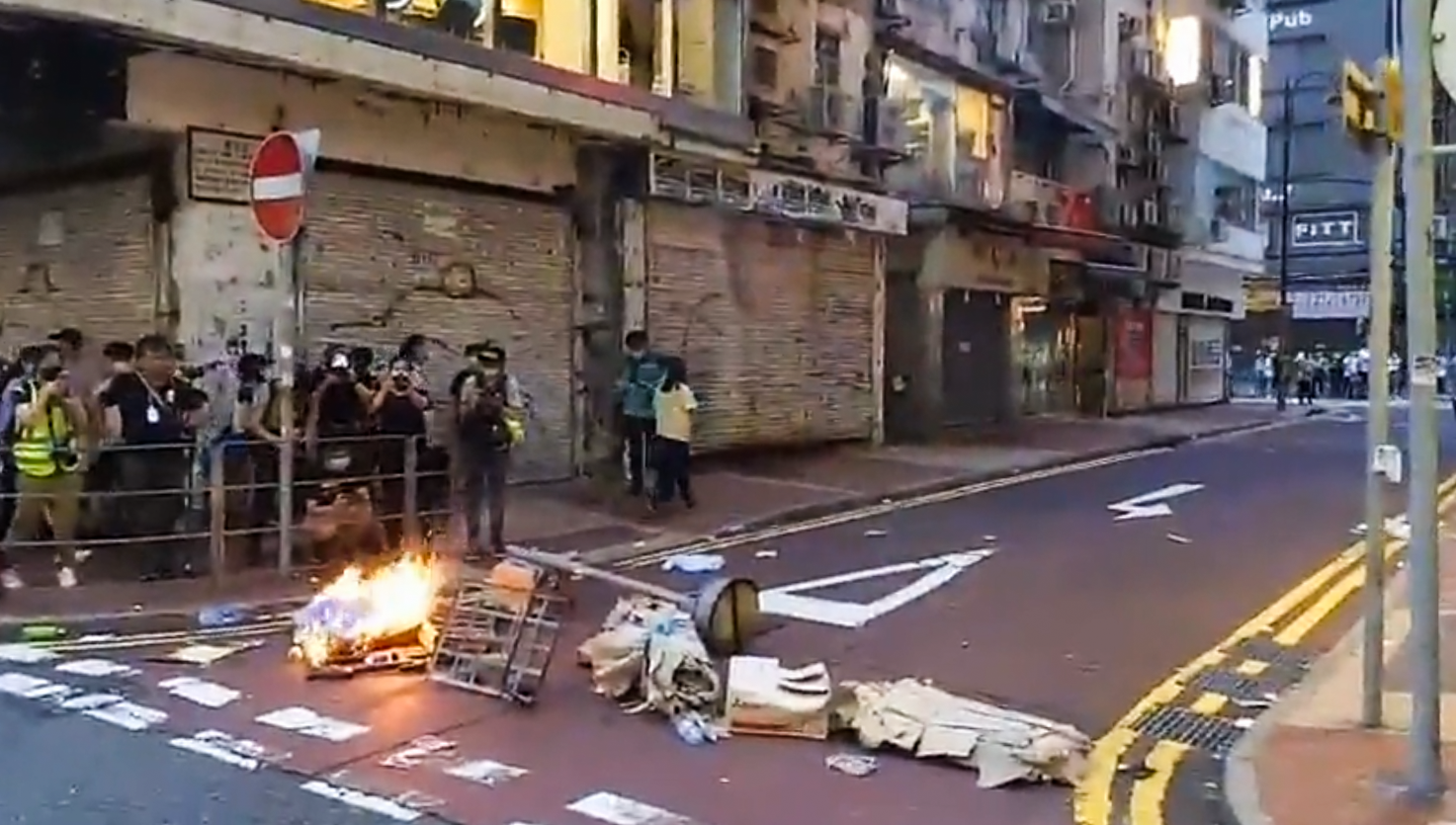
有人在波斯富街和富明街交界焚燒木梯和手推車等雜物
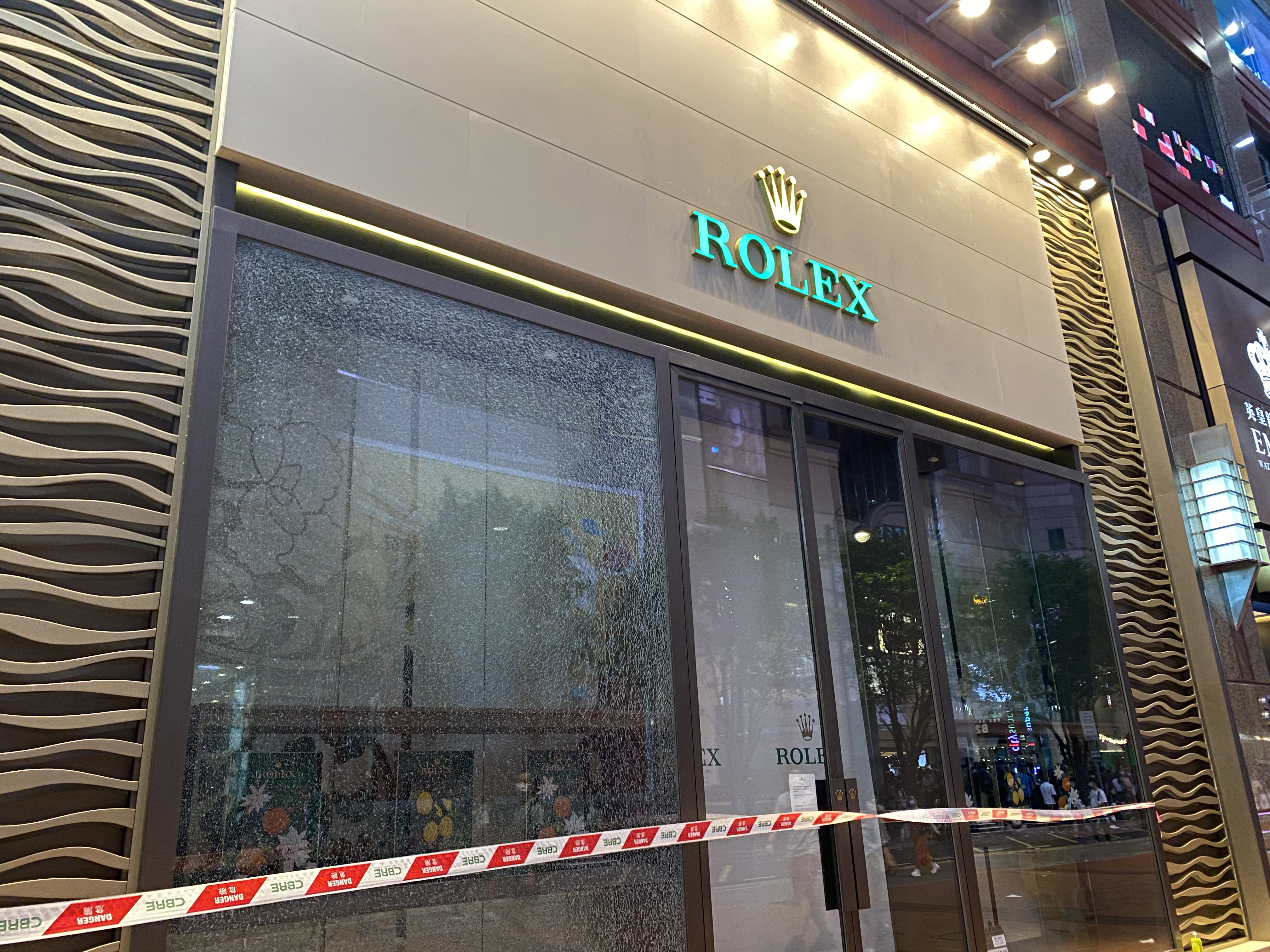
羅素街一間鐘錶店的玻璃有警方發射胡椒球槍造成的破壞彈痕
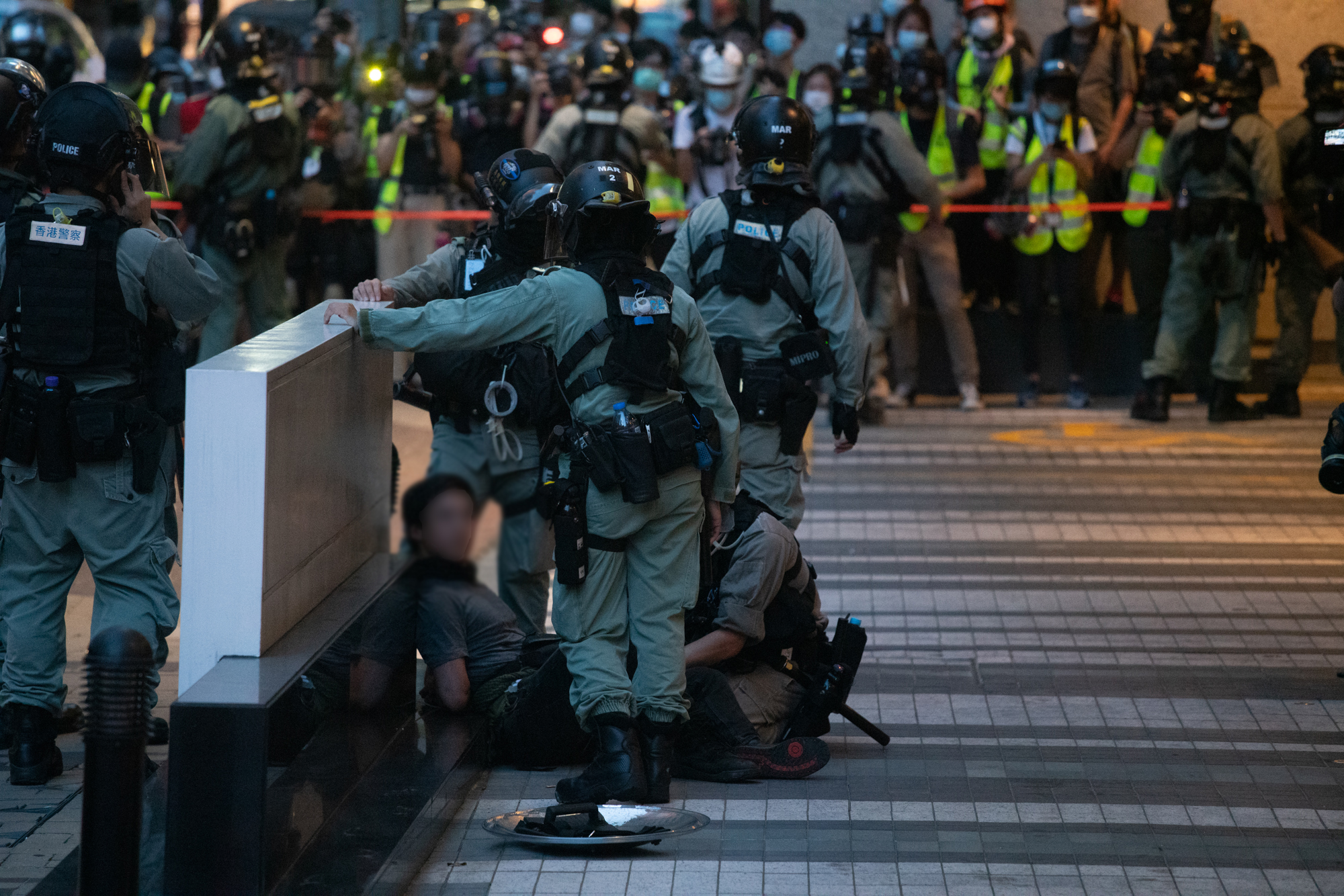
晚上7時08分，香港銅鑼灣皇冠假日酒店外有人被制服

### 灣仔

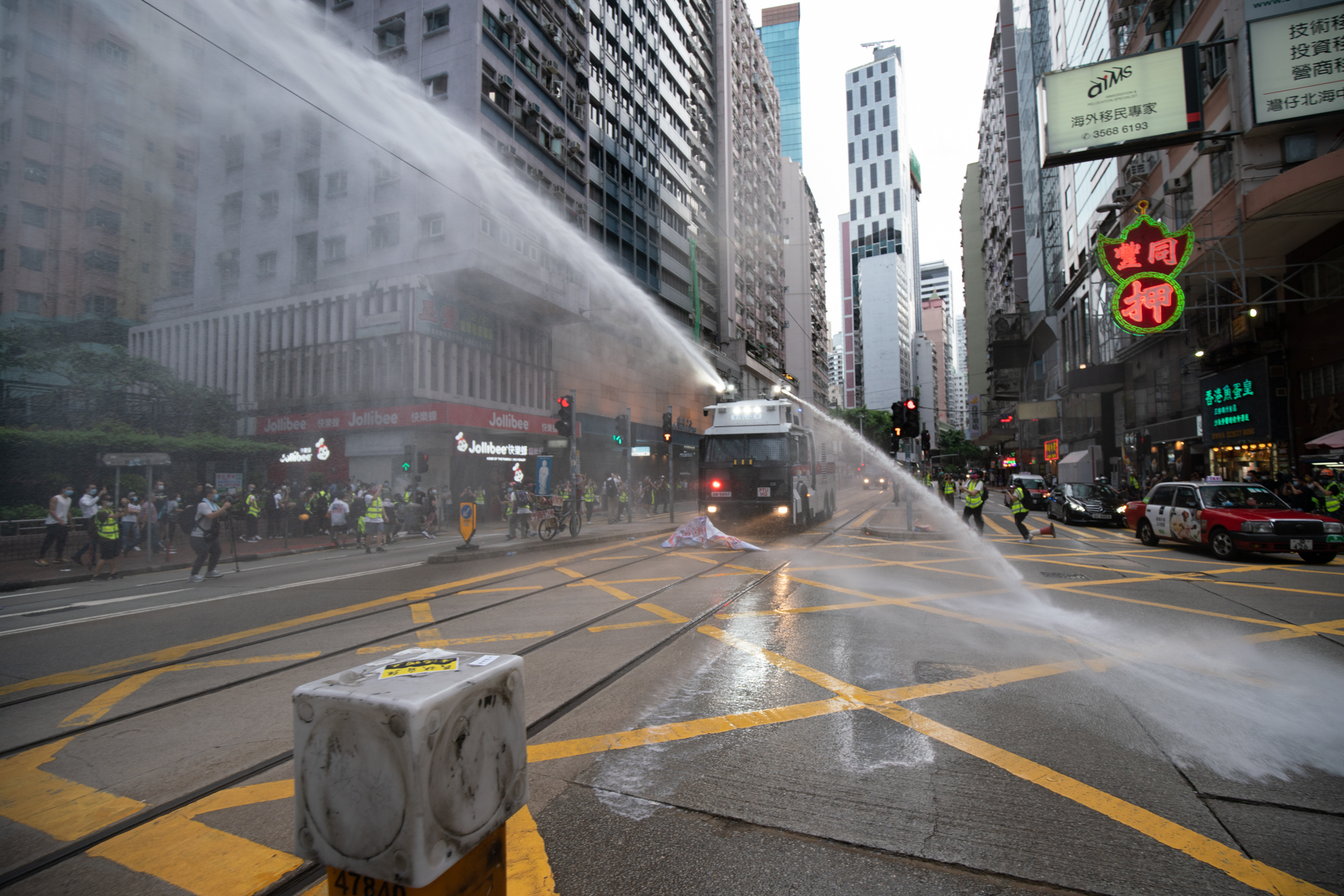
傍晚，水炮車於灣仔軒尼詩道向人群發射水柱

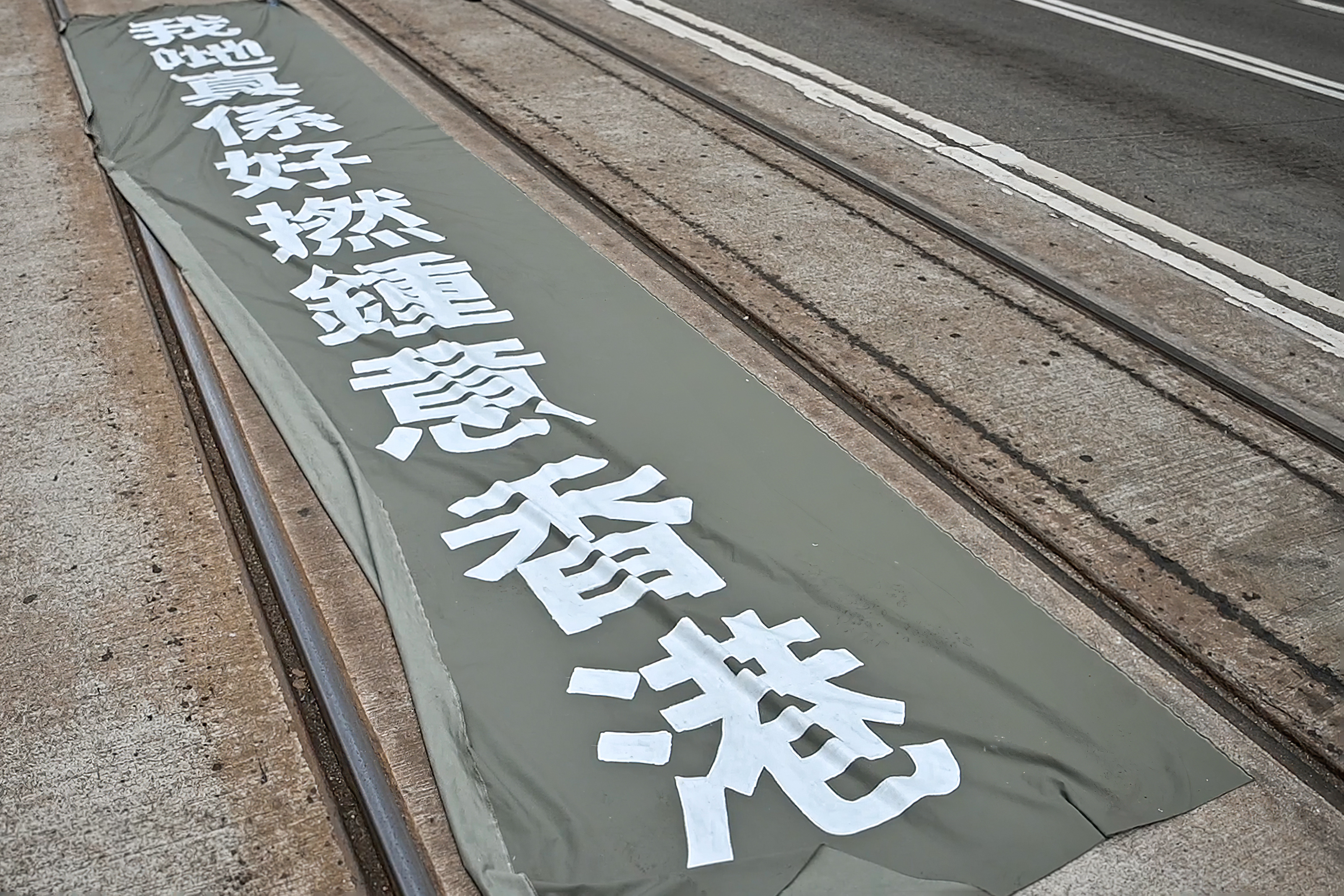
有人在灣仔北海中心對開電車路上攤開一大型直幡，寫著「我哋真係好撚鍾意香港」

下午2時許，警方水炮車於軒尼詩道近天樂里及鵝頸橋底位置，兩度發射水柱驅散人群。另外，一批市民於5時55分遊行至杜老誌道。
在3時許，大批警員在灣仔警察總部對開設封鎖線，不准人群前往金鐘。而警員同時在灣仔一帶進行封鎖，令向灣仔前行的人群退回到銅鑼灣方向。在軒尼詩道灣仔消防局對出最少3人被捕。在3時10分，有市民在軒尼詩道撒溪錢，並大叫「一國兩制死咗啦」。下午3時50分，防暴警員及速龍小隊成員到灣仔道近天樂里舉起藍旗，驅散大批人群，並多次發射胡椒球彈。下午4時，在警方在軒尼詩道近入境事務大樓展示黑旗警告發射催淚煙。下午3時57分，在杜老誌道的防暴警察一字排開，之後沿軒尼詩道向鵝頸橋方向推進。而在皇后大道東逗留的警員舉起藍旗，向修頓球場方向推進。
下午4時半，警方在鵝頸橋底搜查十多人，並多次舉起藍旗。而市民在堅拿道西高舉「五一」手勢和高叫「香港獨立，唯一出路」，警方舉紫旗警告，並表示「停止叫口號，你的行為已經構成試圖顛覆及分裂國家」。
下午近5時，水炮車於灣仔菲林明道向人群發射水柱，多名記者走避不及誤中，一攝影記者倒地，由義務急救員及市民抬走，亦有多人走到附近商店走避，情況一度混亂。到傍晚6時，一批市民在灣仔菲林明道被捕，警員要求被捕人士脫去口罩，對着攝影機講出個人資料後，才可登上警方旅遊巴。而譚臣道亦有一批被截查的市民被帶走。到6時15分，水炮車在灣仔軒尼詩道、杜老誌道一帶射水驅散人群，有記者遭水炮射中，而馬路上仍有汽車行駛中。防暴警沿軒尼詩道往銅鑼灣推進。到6時46分，有人在灣仔軒尼詩道杜老誌道交界以磚及雜物堵路。

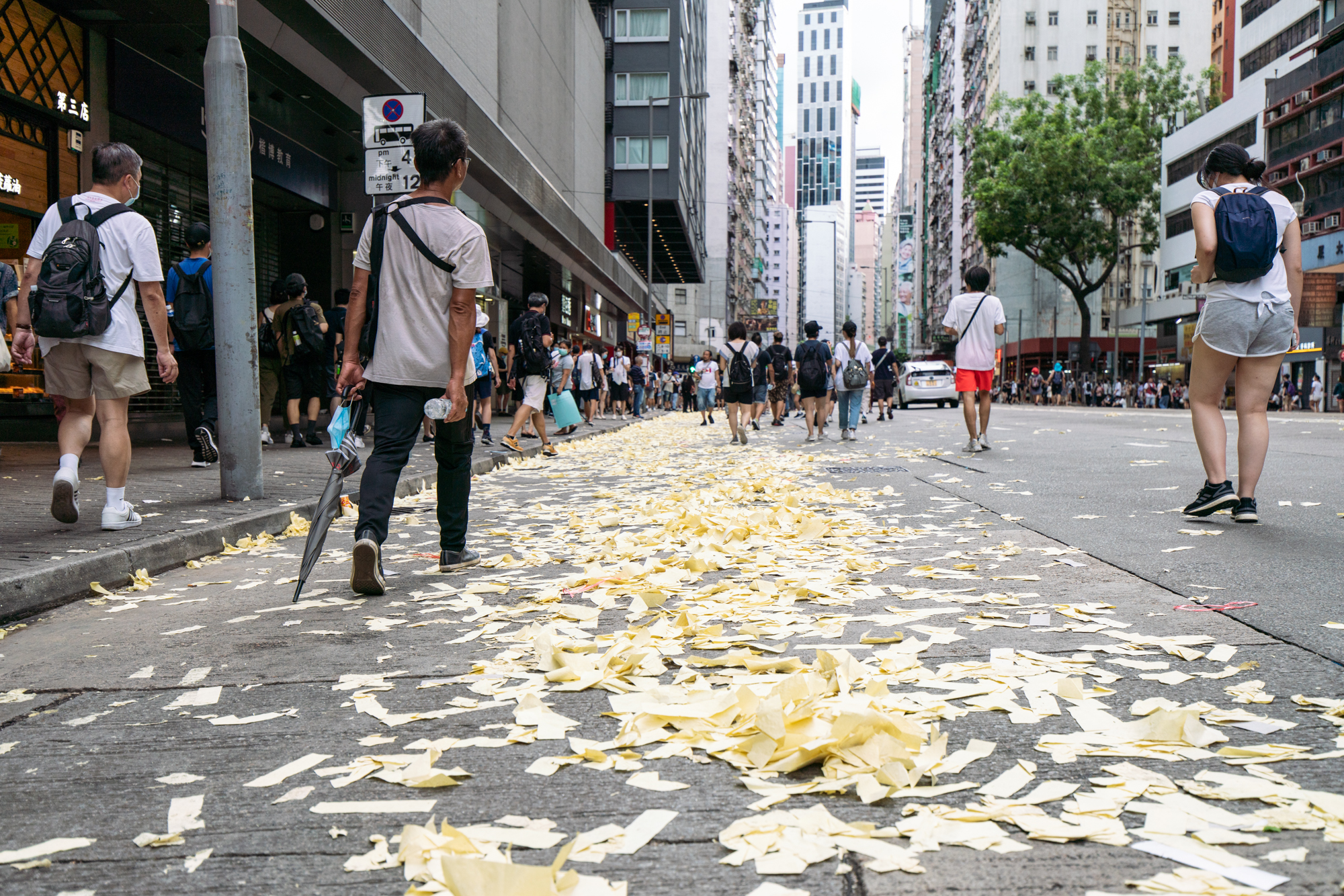
軒尼詩道地面留下不少衣紙
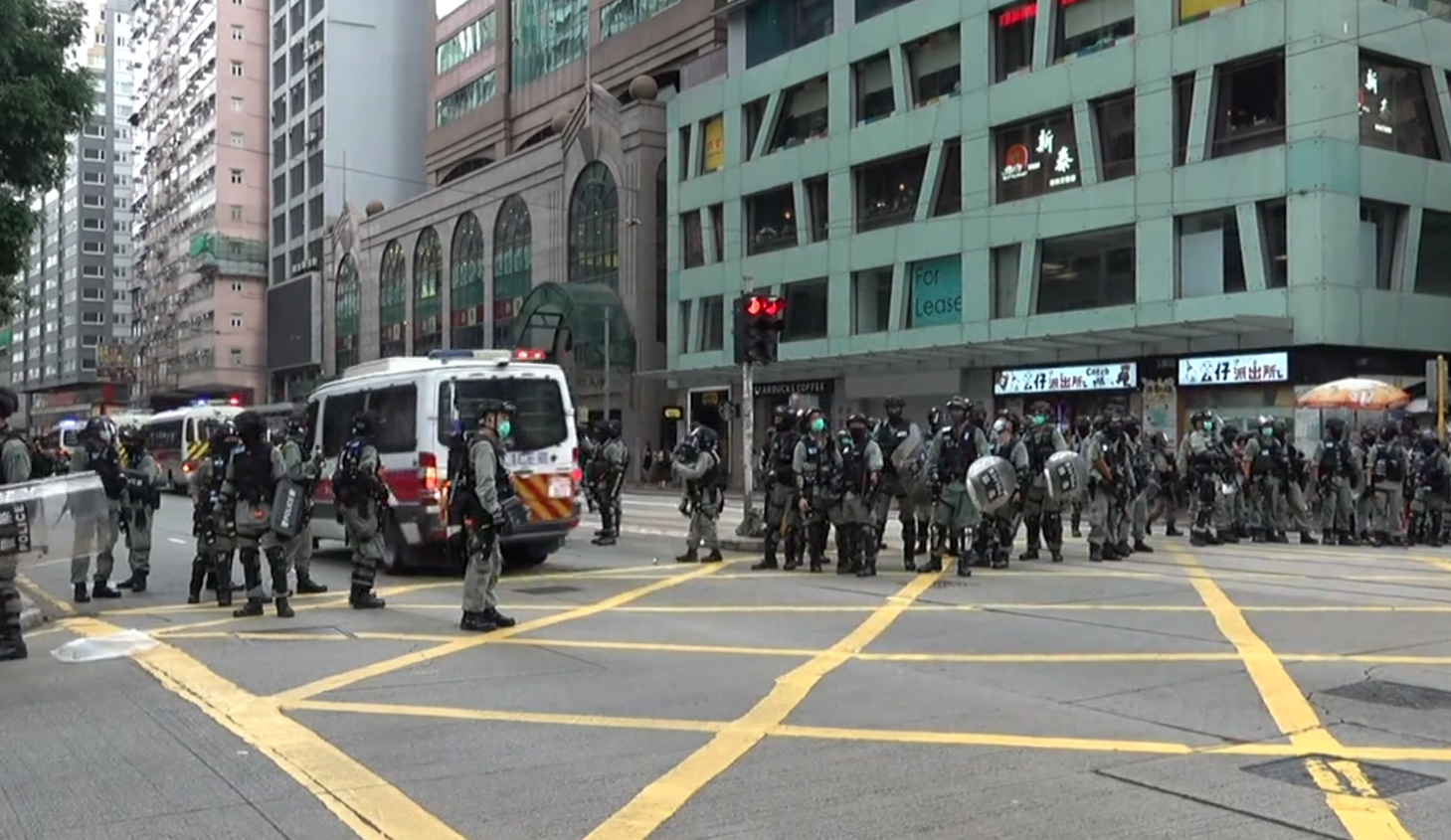
大批警車在軒尼詩道戒備
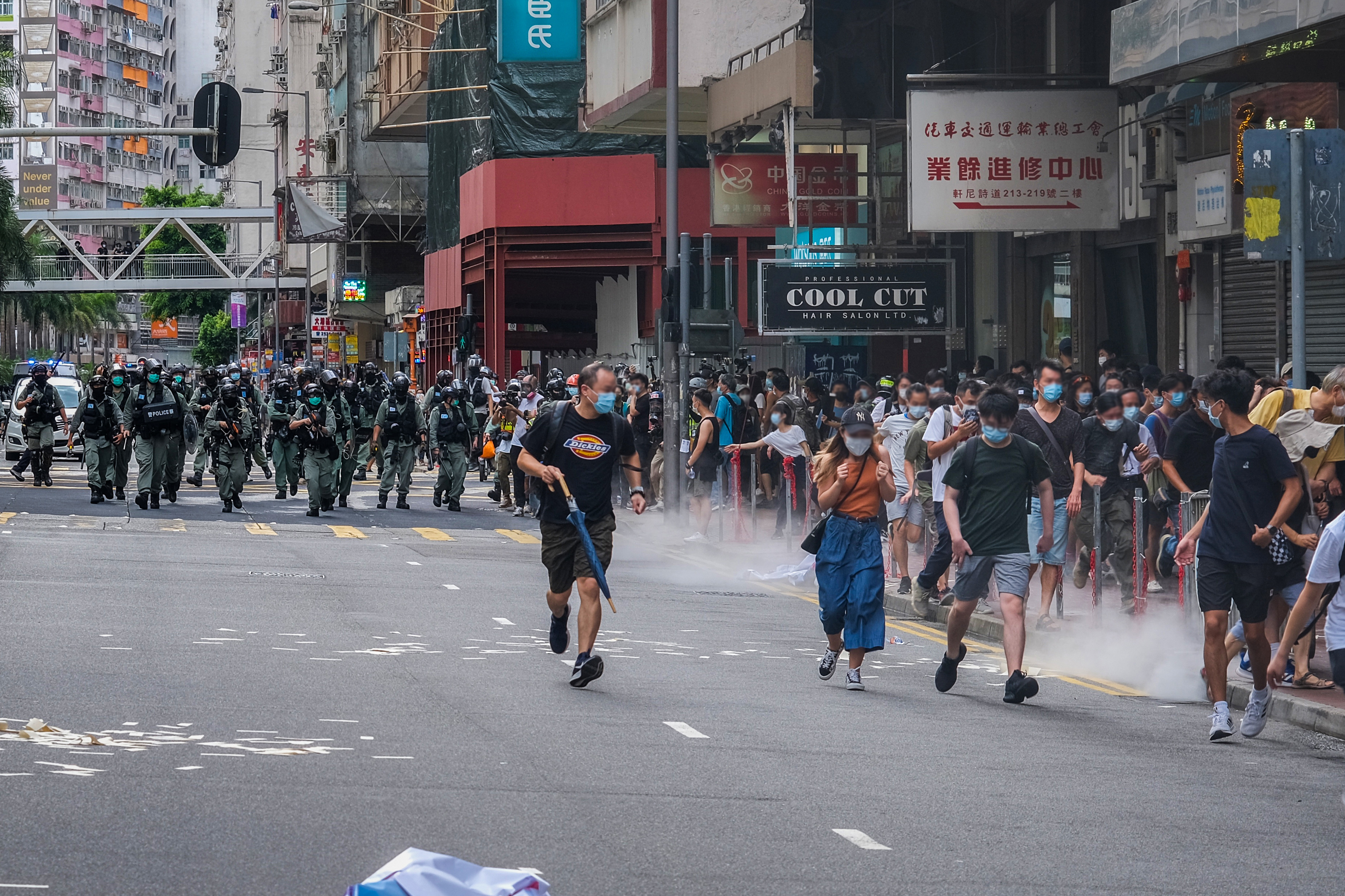
下午4時許，大批防暴警到軒尼詩道發射多發胡椒球槍驅散
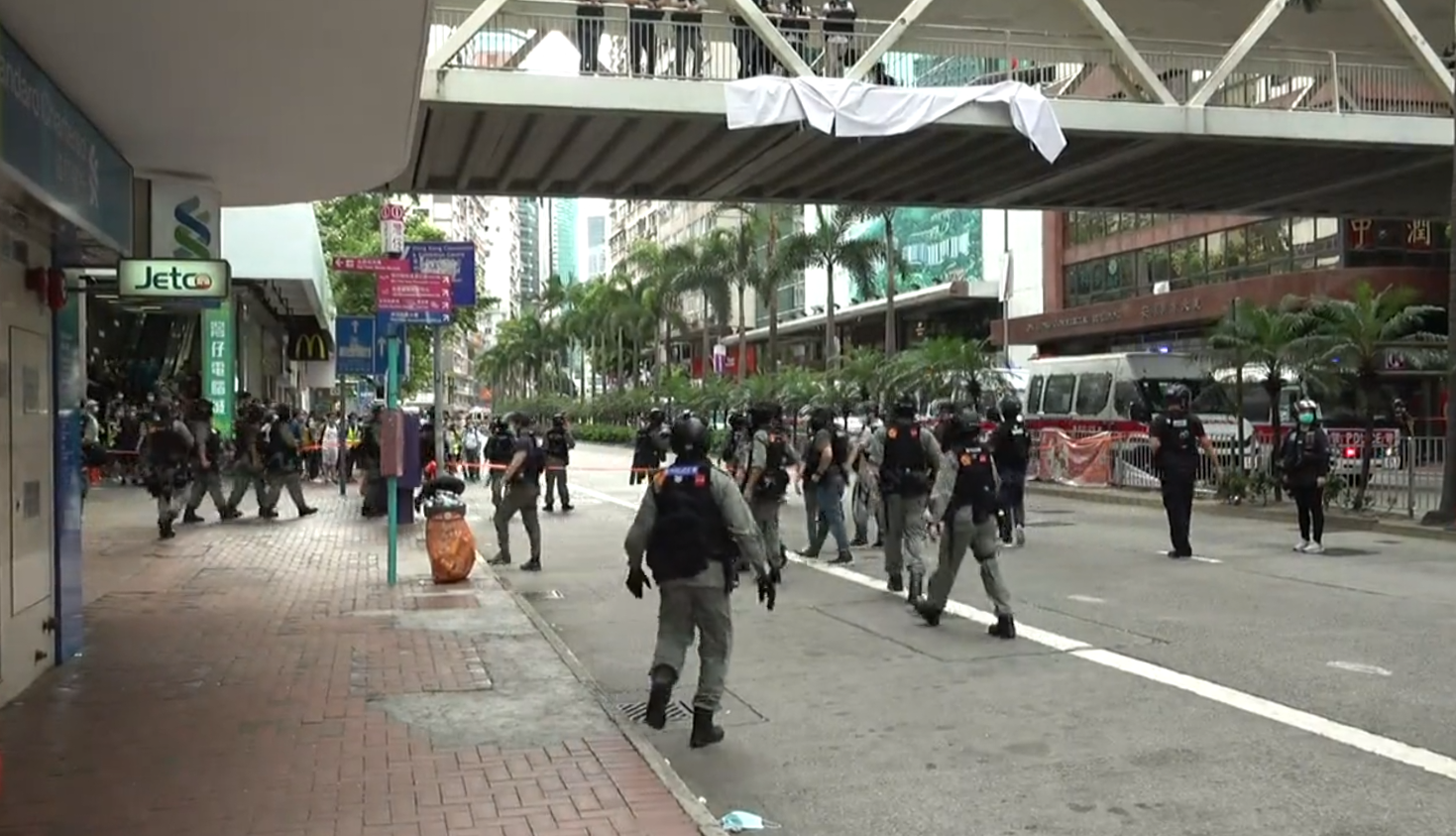
防暴警察到軒尼詩道發射驅散，而天橋被封閉，只限警員使用
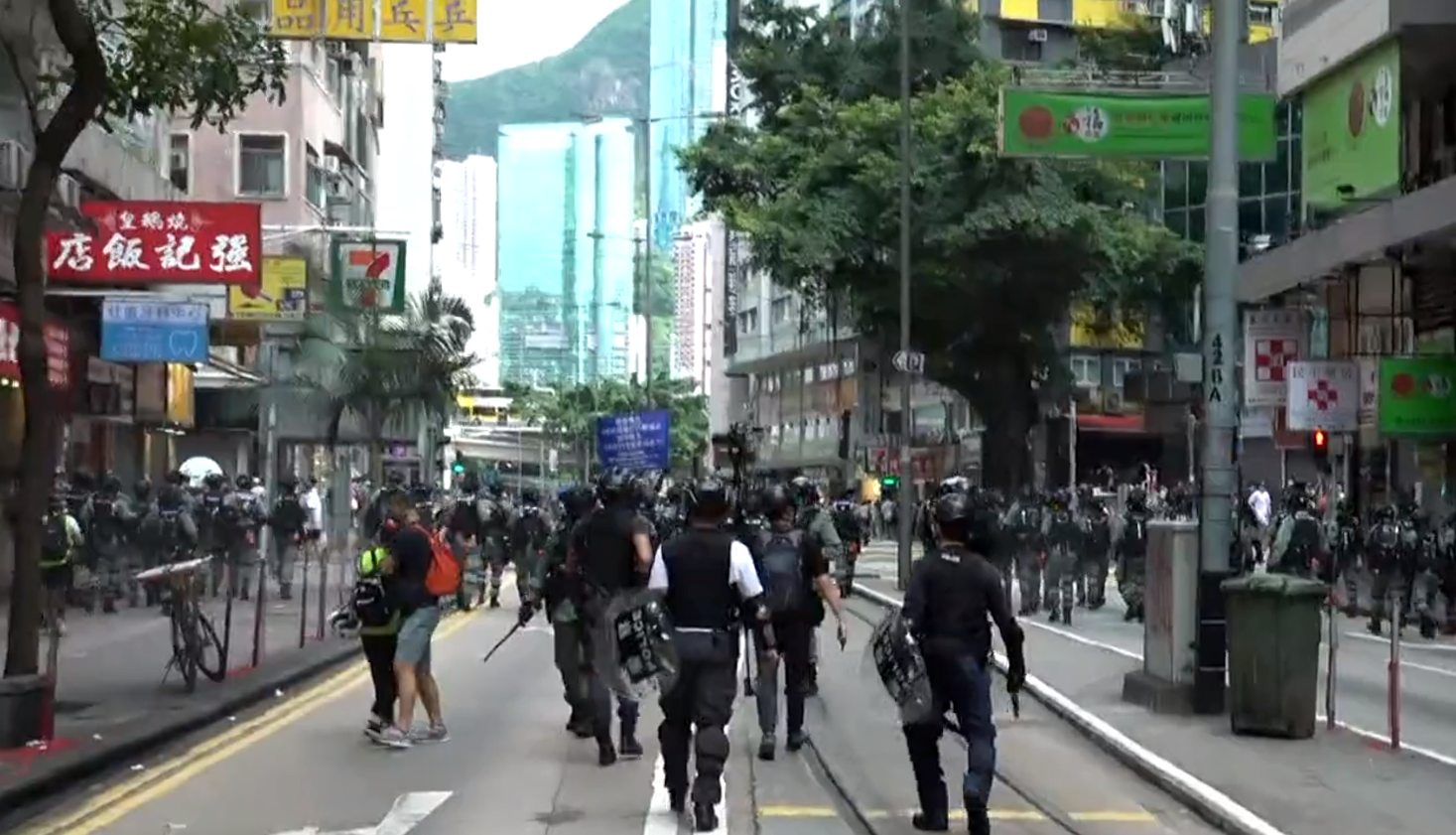
多名防暴及速龍小隊在天樂里進行驅散
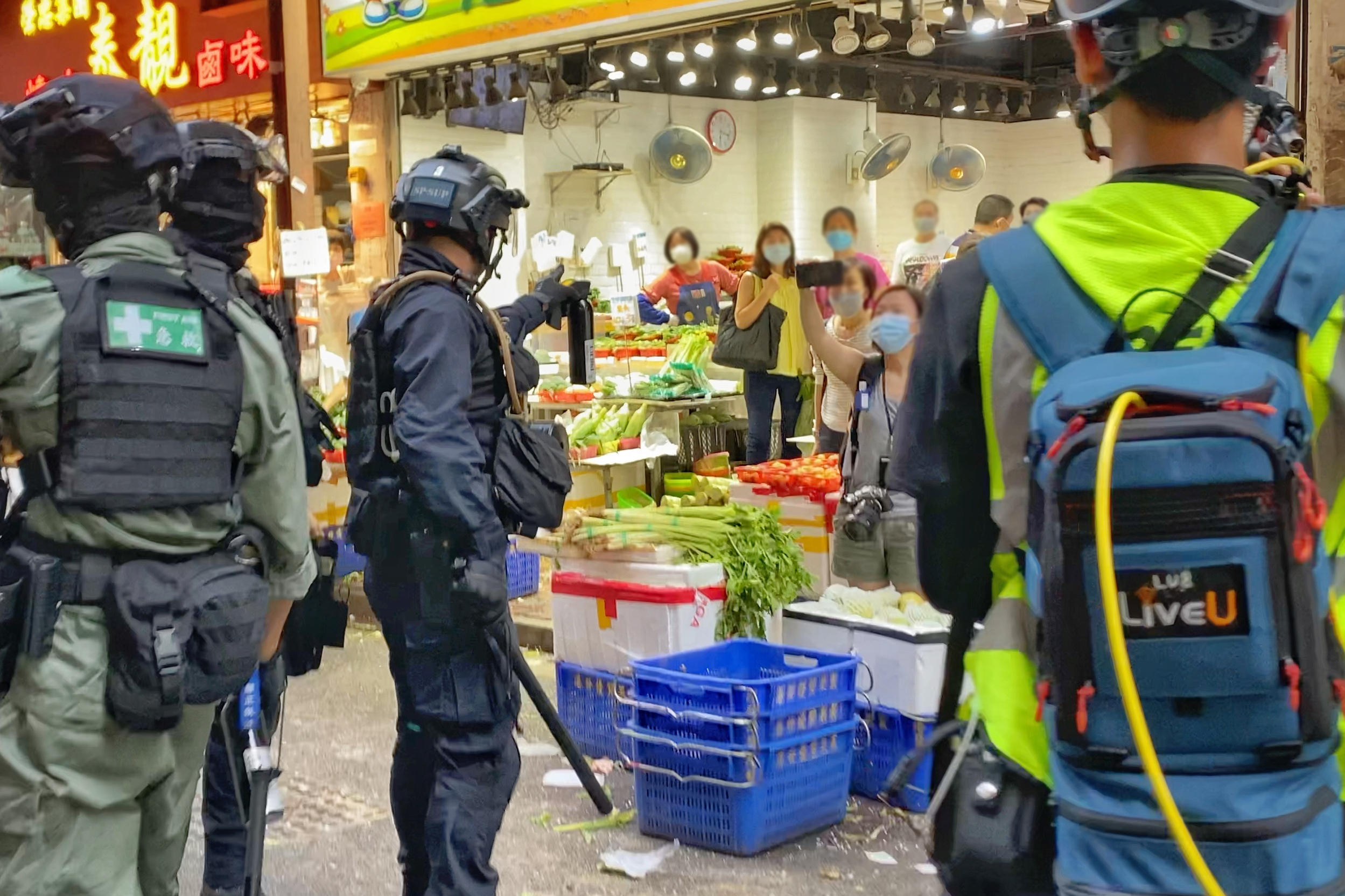
速龍小隊舉胡椒噴霧指罵街市檔位內的市民
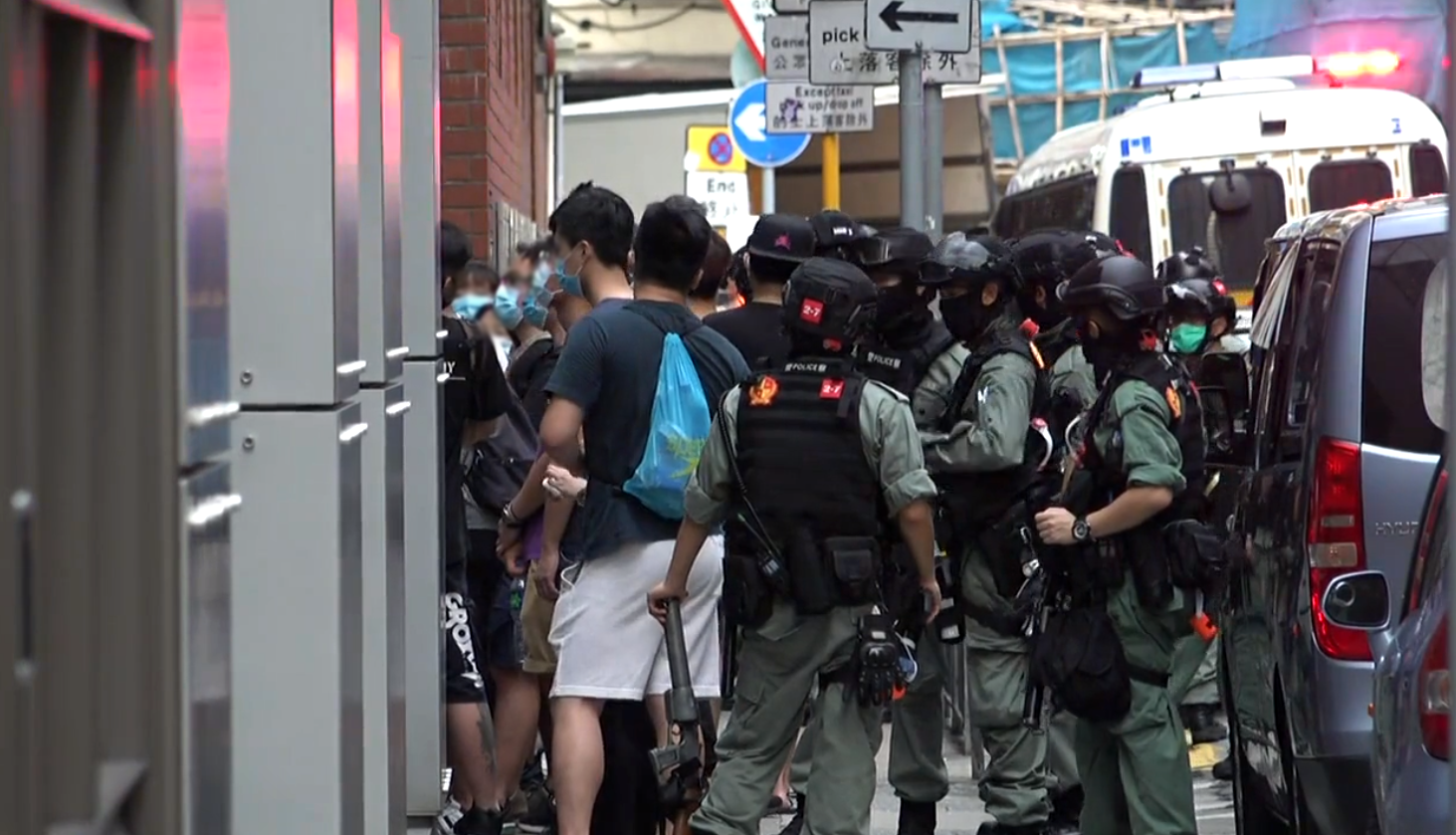
多名警員在灣仔軒尼詩道官立小學外截查多人，之後全部被捕
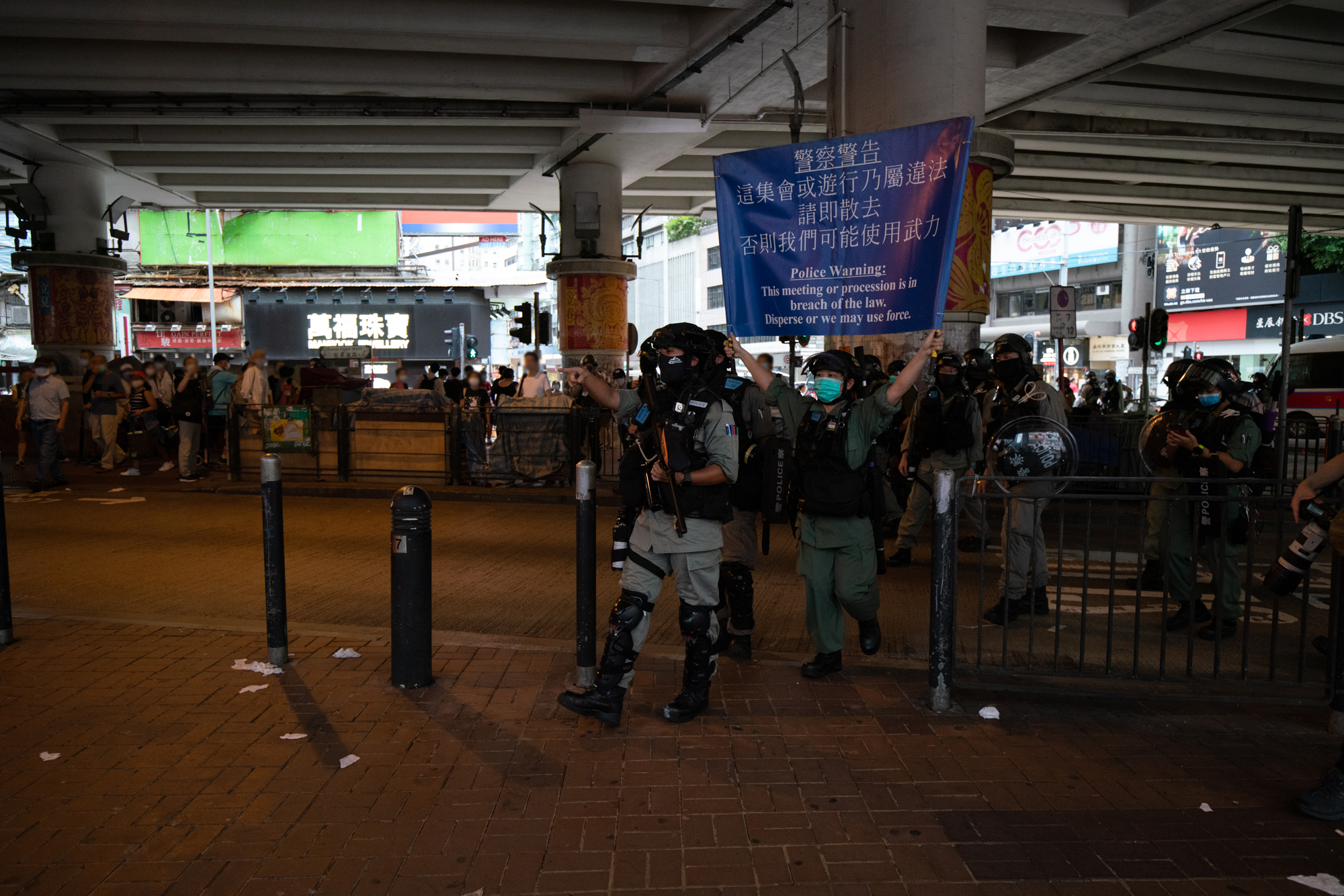
防暴警察在鵝頸橋底舉起藍旗

### 天后和炮台山

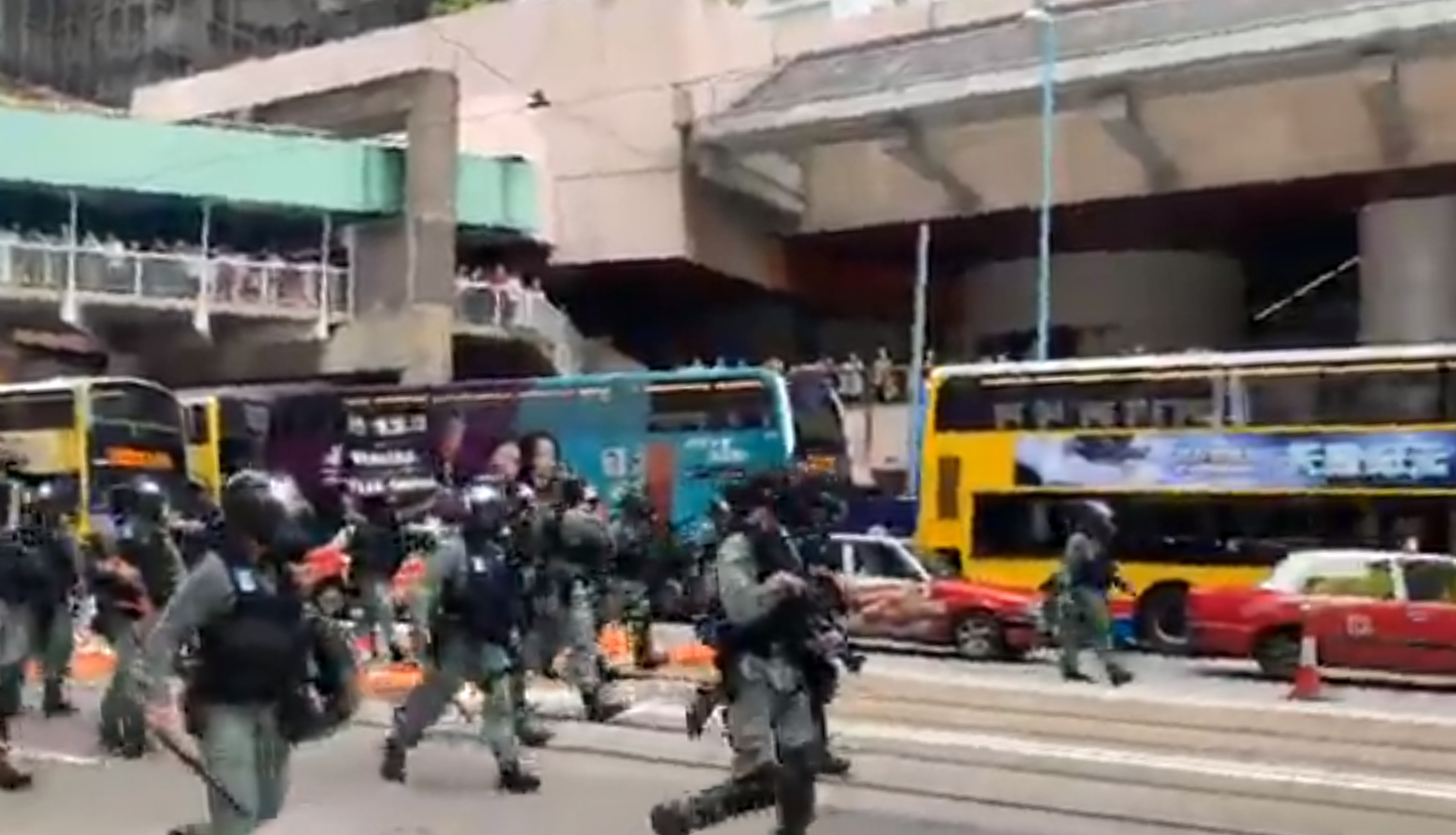
下午3時許，約30名防暴在炮台山英皇道行車線中間戒備，其後展示黑旗進行驅散

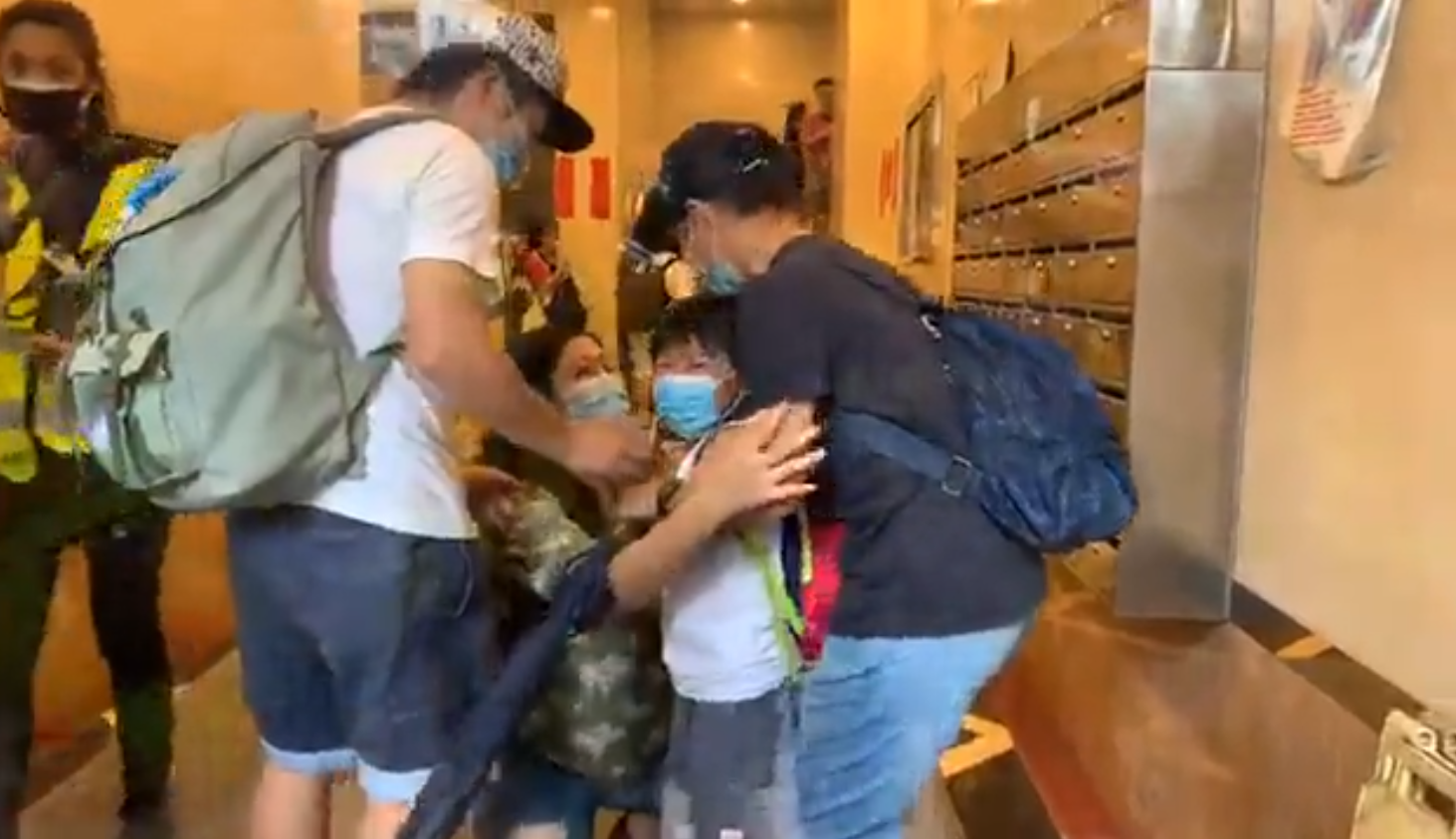
有孩童看見防暴警員後受驚哭起來

下午3時05分，逾百市民在天后站對開的遊行人士沿英皇道，向炮台山方向進發，不少市民均有舉傘，高呼反修例運動口號。現場一度出現人車爭路。其後遊行的市民到達炮台山站對出，有人在該處設路障。約30名防暴在英皇道行車線中間戒備，其後展示黑旗進行驅散。警員往銅鑼灣方向推進，其間有人在炮台山站天橋向地面投擲鐵罐，防暴警向天橋發射數發橡膠子彈。大批人往銅鑼灣方向後退。
到4時30分，50名警員在天后站對開的英皇道往西行推進，並清除路障，市民退入內街。水炮車在維園外向興發街方向發射水炮驅散人群。
下午5時，大批防暴警在電器道戒備，數名穿上反光衣，寫有「記者」字眼的記者被警員截查。而天后英皇道Starbucks咖啡店的外牆玻璃被人破壞，油街有人縱火焚燒雜物。
下午5時20分，在英皇道的防暴警察突然進行追截，大批示威者隨即逃離。下午5時30分，水炮車駛至港鐵天后站對開英皇道，防暴警警告在行人路上的記者離開，否則會使用武力。而警察公共關係科警司（傳媒關係）高振邦亦身在現場，警告身穿「黃背心」人士離開，否則使用水炮車。水炮車隨即發射水柱，數名記者被射中。而警方指「黃背心」人士阻礙警方執法。傍晚5時54分，天后站對出，近天后廟道的一段英皇道，有示威者以鐵馬及雜物堵塞。數分鐘後衝鋒車趕至現場，大批防暴警員下車清理路障。到6時15分，再有示威者在天后站對開擺放雜物築成路障，並組成傘陣。
傍晚6時53分，警員在天后留仙街轉到英皇道跑往炮台山方向追捕數名示威者，其中一名男子被警員於馬會投注站旁截停，警員認為他伸出腳試圖絆倒警方。

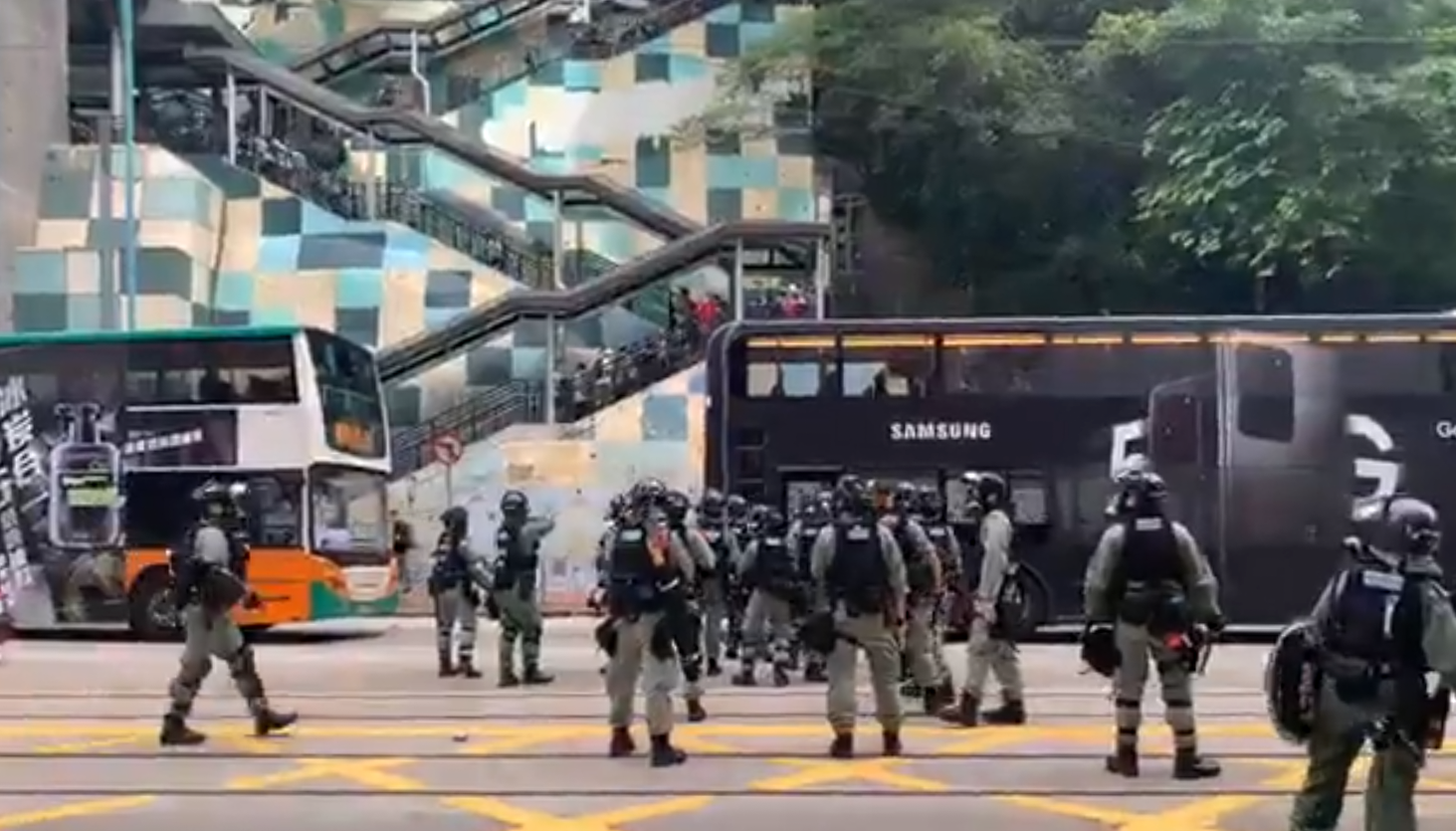
有人在炮台山站天橋向地面投擲鐵罐後，防暴警向天橋發射數發橡膠子彈
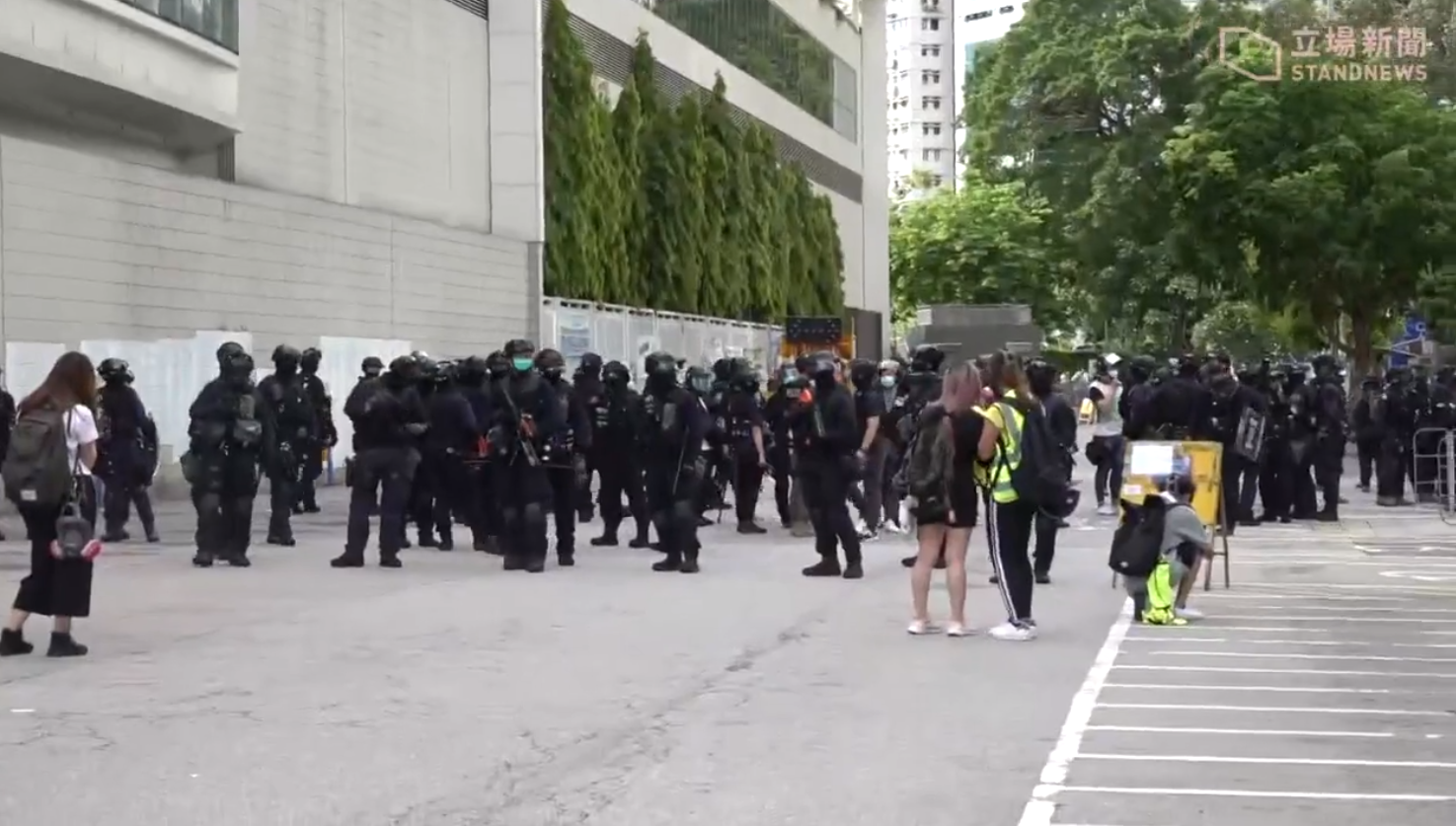
近百名速龍小隊在維多利亞公園游泳池外的停車場戒備
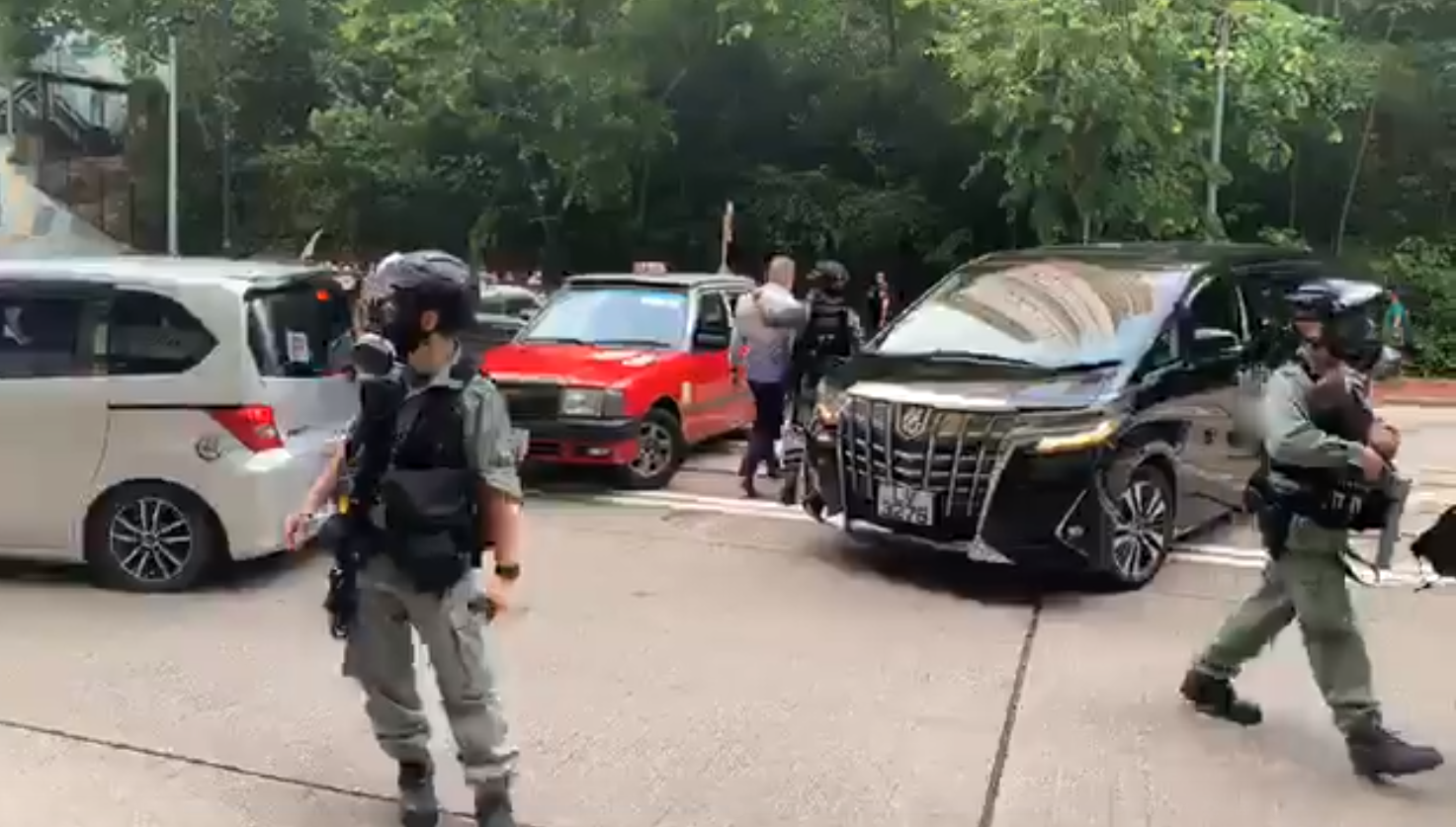
有老年人在英皇道被帶走
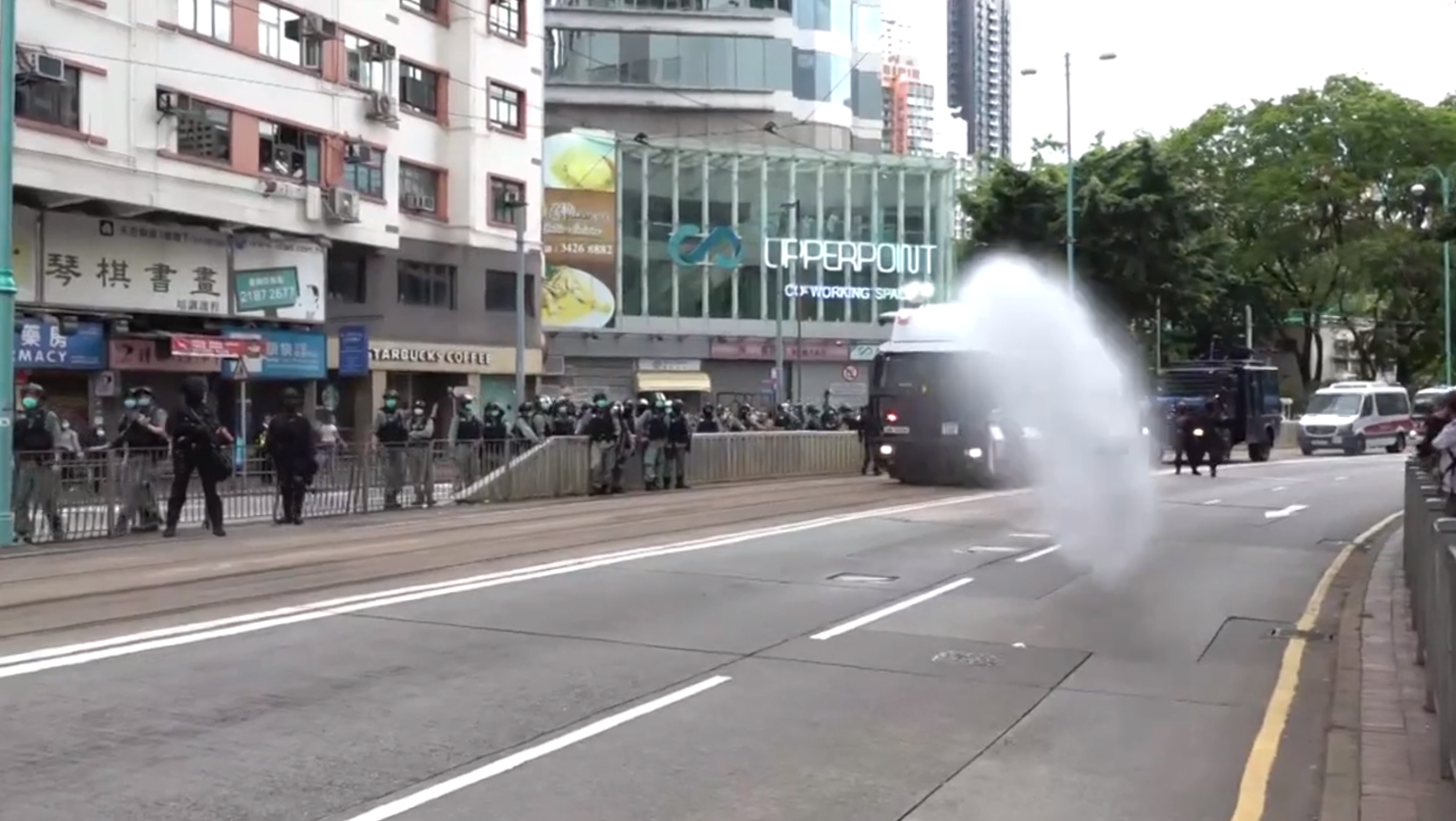
下午5時30分，水炮車駛至港鐵天后站對開英皇道，水炮車隨即發射水柱，數名記者被射中
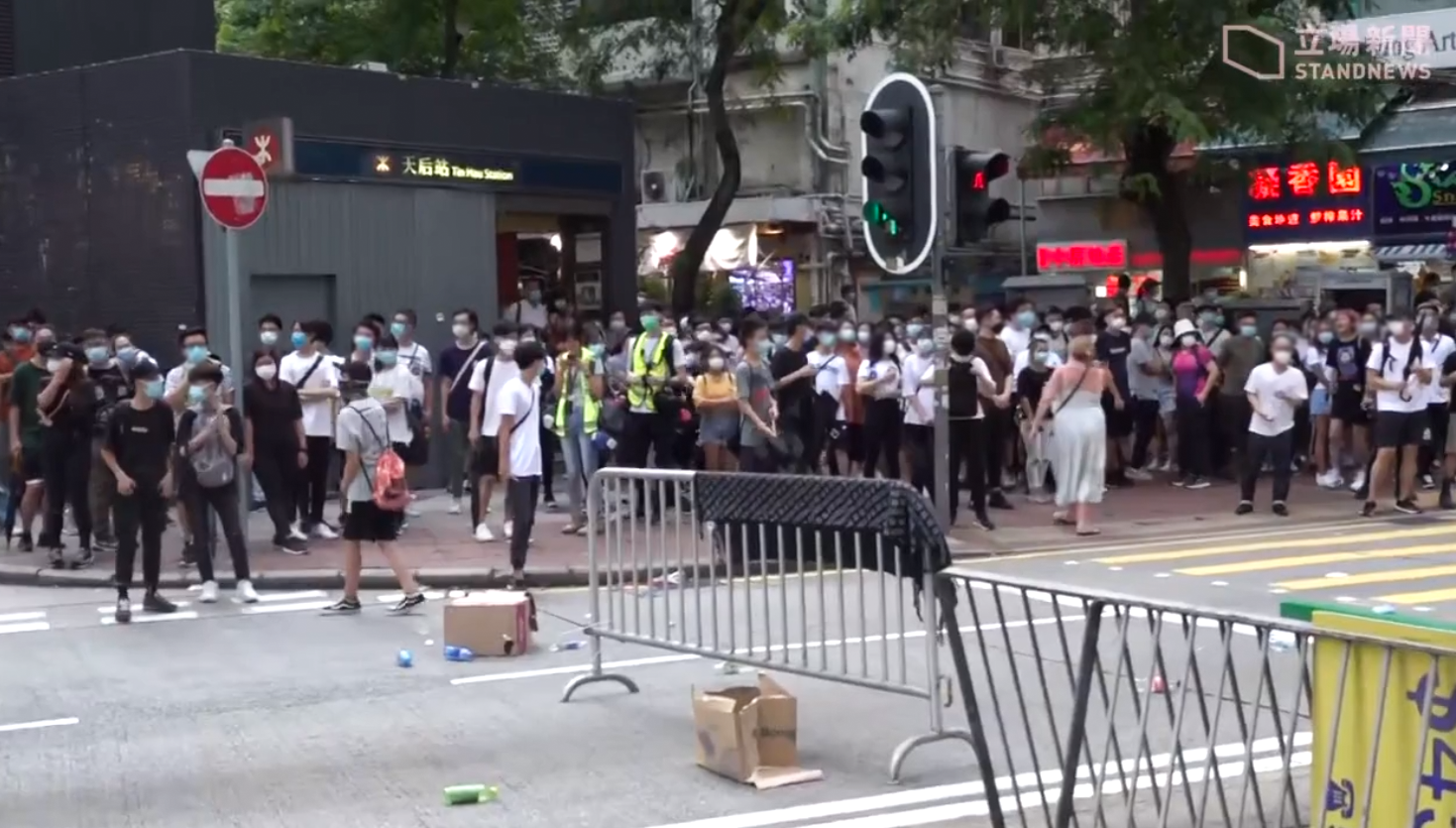
5時54分，天后站對出，近天后廟道的一段英皇道，有示威者以鐵馬及雜物堵塞
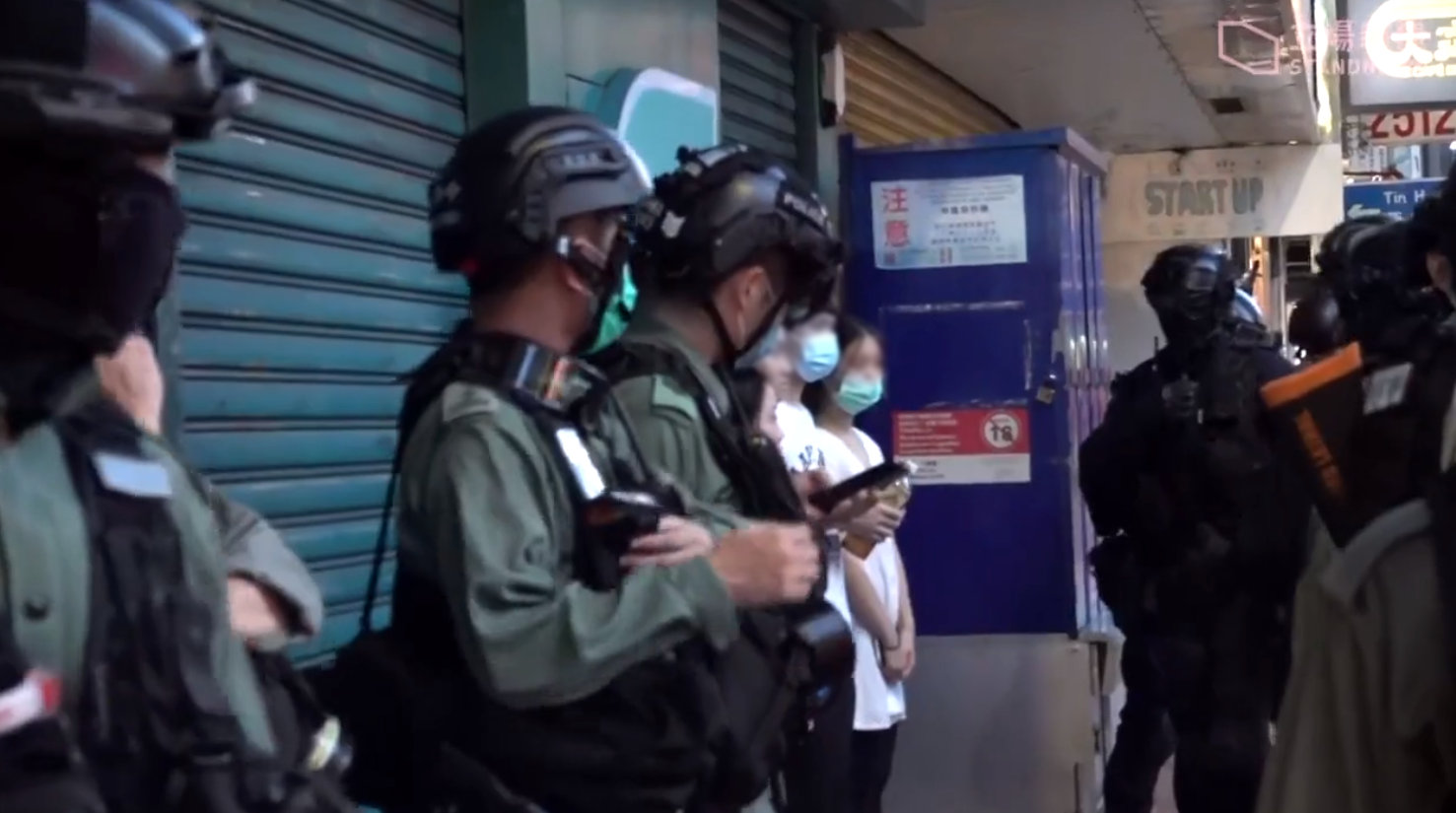
英皇道有年輕人被截查
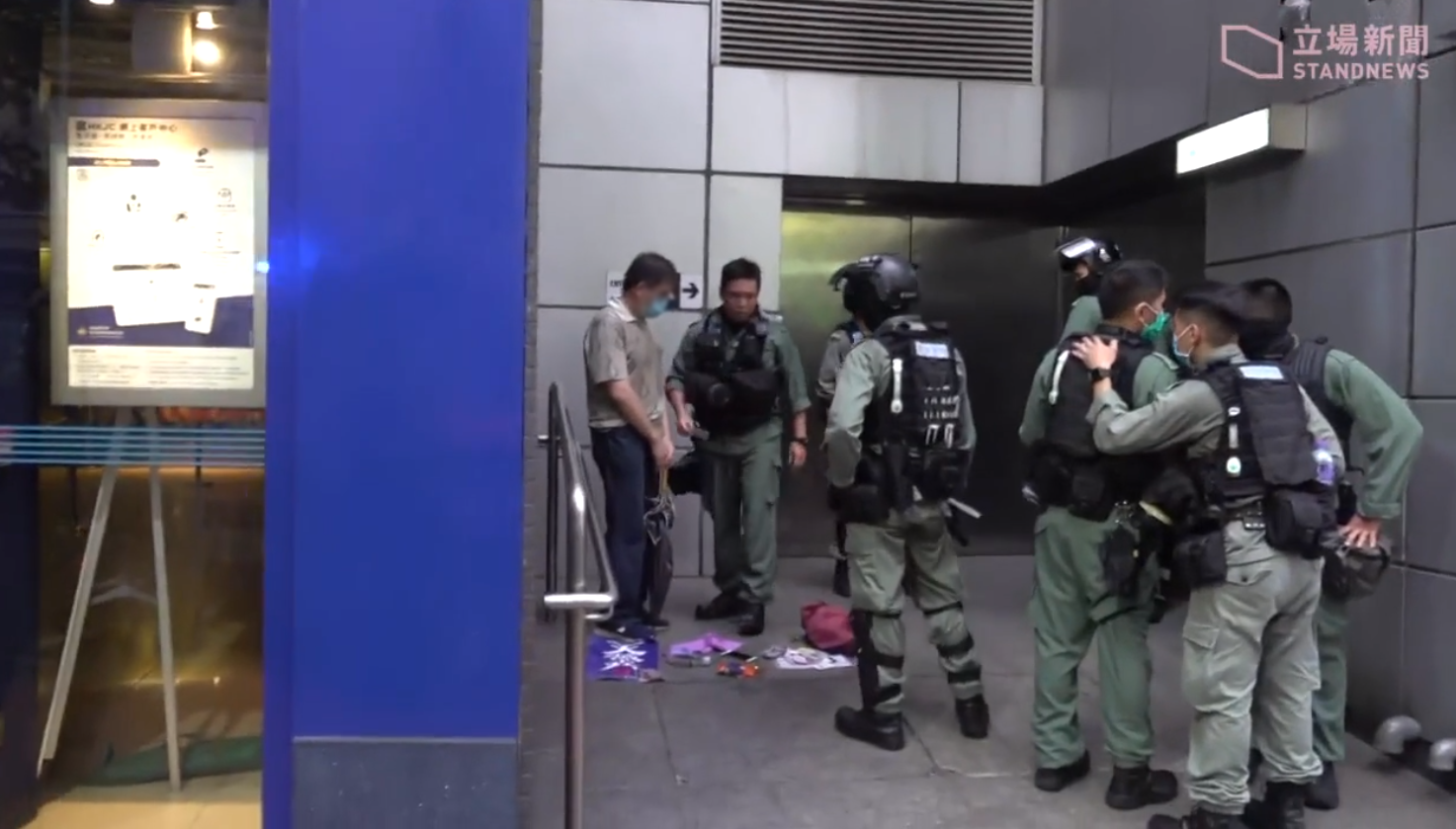
傍晚，一名男子被警員於馬會投注站旁截停，警員認為他伸出腳試圖絆倒警方
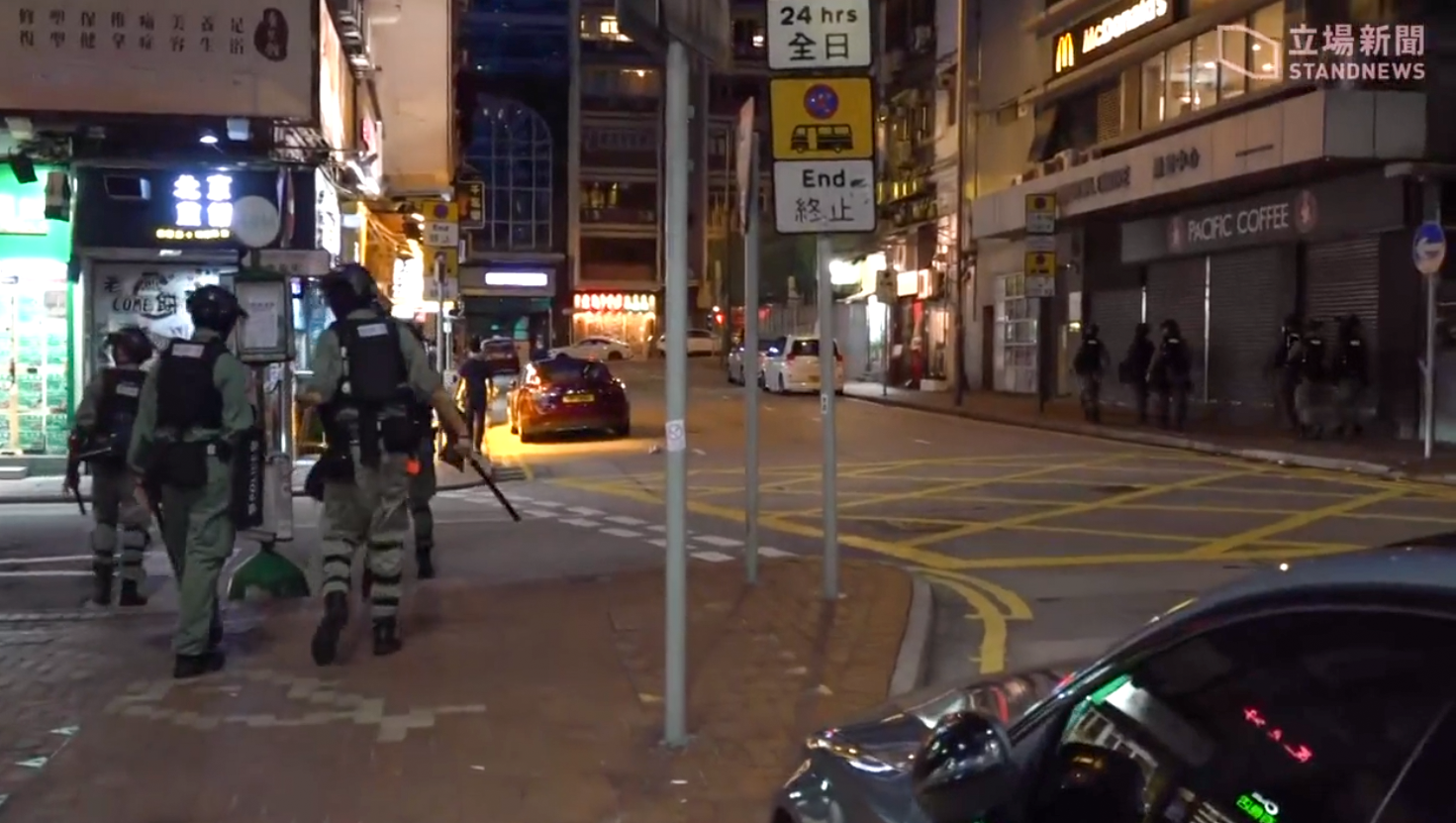
入夜後，防暴警在天后一帶巡邏

### 金鐘
下午3時30分，立場新聞拍攝到多名防暴警察在金鐘廊連接至太古廣場的行人天橋設置封鎖線，截查約50人，市民經截查搜身後才能離開。

## 時代廣場衝突
下午6時許，大批示威者在時代廣場對出趁外媒直播期間，高叫口號，並展示香港獨立旗幟。大批防暴警沿波斯富街推進，並舉起藍旗，警告在場人士立即離開。之後警方防線推進，有警員一度發射胡椒球槍，其後再度後退。同一時間有示威者於時代廣場外築傘陣，之後再有示威者以磚頭等雜物堵塞波斯富街，近利舞臺附近馬路亦有紙皮車燃燒。速龍小隊隨即到場，消防員亦到場撲滅火種。亦有示威者向附近的美心西餅店投擲汽油彈，消防員到場救熄火種。晚上7時30分左右，警方包圍時代廣場，並拉起封鎖線，舉起藍旗警告，指時代廣場外一帶人士涉參與非法集結，勸喻示威者離開。防暴警和速龍小隊成員隨後衝入時代廣場正門前的扶手電梯發射數十發胡椒球彈，並在地下有蓋廣場制服多名示威者。數名男速龍將一名女子壓在地上。
其後50名防暴和速龍小隊成員突然從扶手電梯衝入商場，在商場的中庭發射胡椒球彈，有患哮喘的母親稱警員在場內射胡椒球彈，令她一度呼吸困難，幸兒子無大礙。而商場內的遊人紛紛逃走，部分商店隨即拉閘。
警方舉起藍旗，同時將2樓往地面的扶手電梯封閉，在商場內截查和拘捕45人，其中沙田區議員李志宏、趙柱幫和石威廉於時代廣場被捕，被指涉干犯非法集結，被押上旅遊巴。。警方離開商場時更拉上電閘，一度不讓記者離開。
警方表示在傍晚約6時，有示威者將大量印有不同警員個人資料的紙張散落時代廣場2樓大堂地上，警方重申對警員、特務警員及其家屬起底和滋擾的臨時禁制令仍生效，表示會保留追究違反禁制令者的權利。

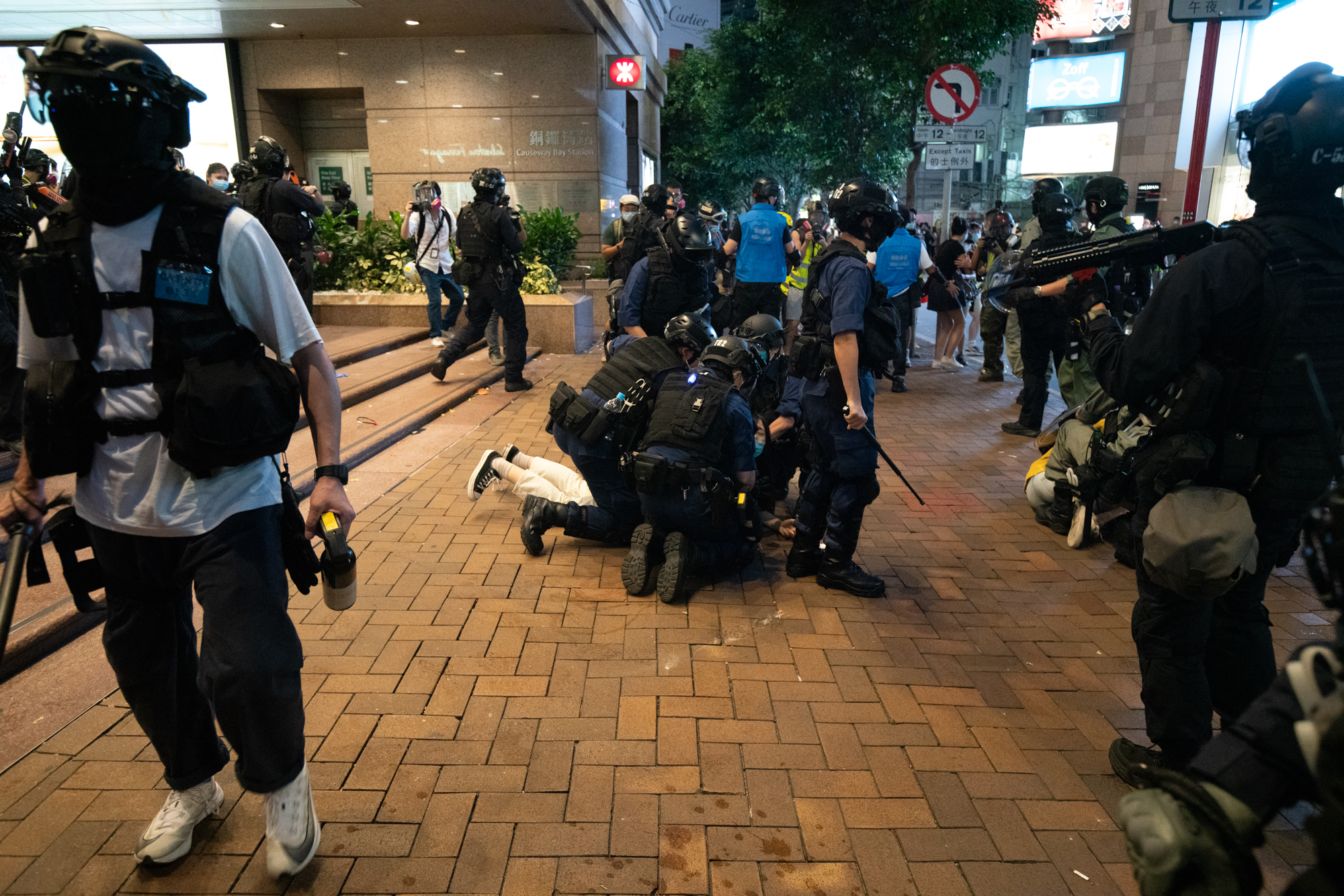
速龍小隊成在地下有蓋廣場制服一名女子推跌在地上
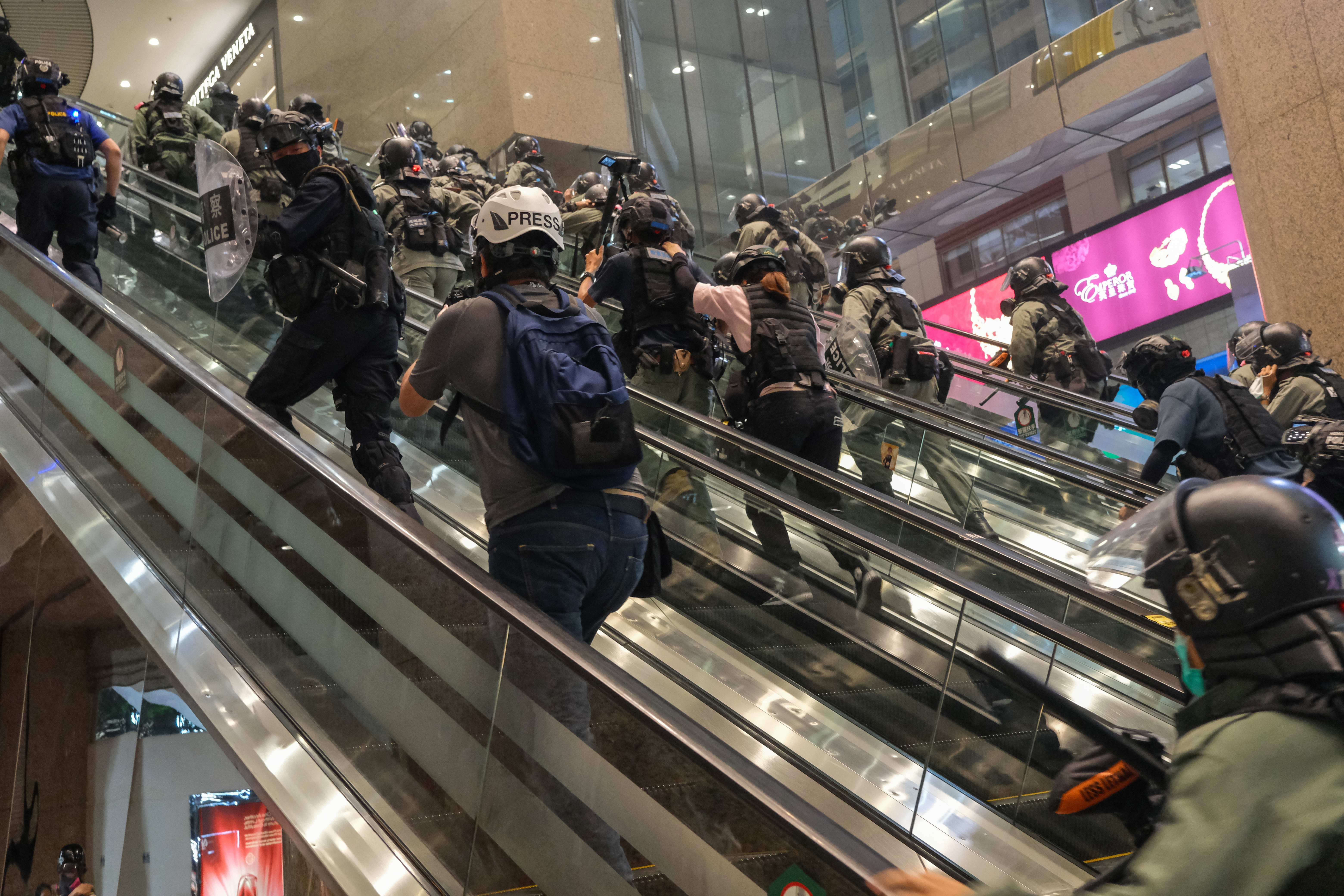
50名防暴和速龍小隊成員突然從扶手電梯衝入商場
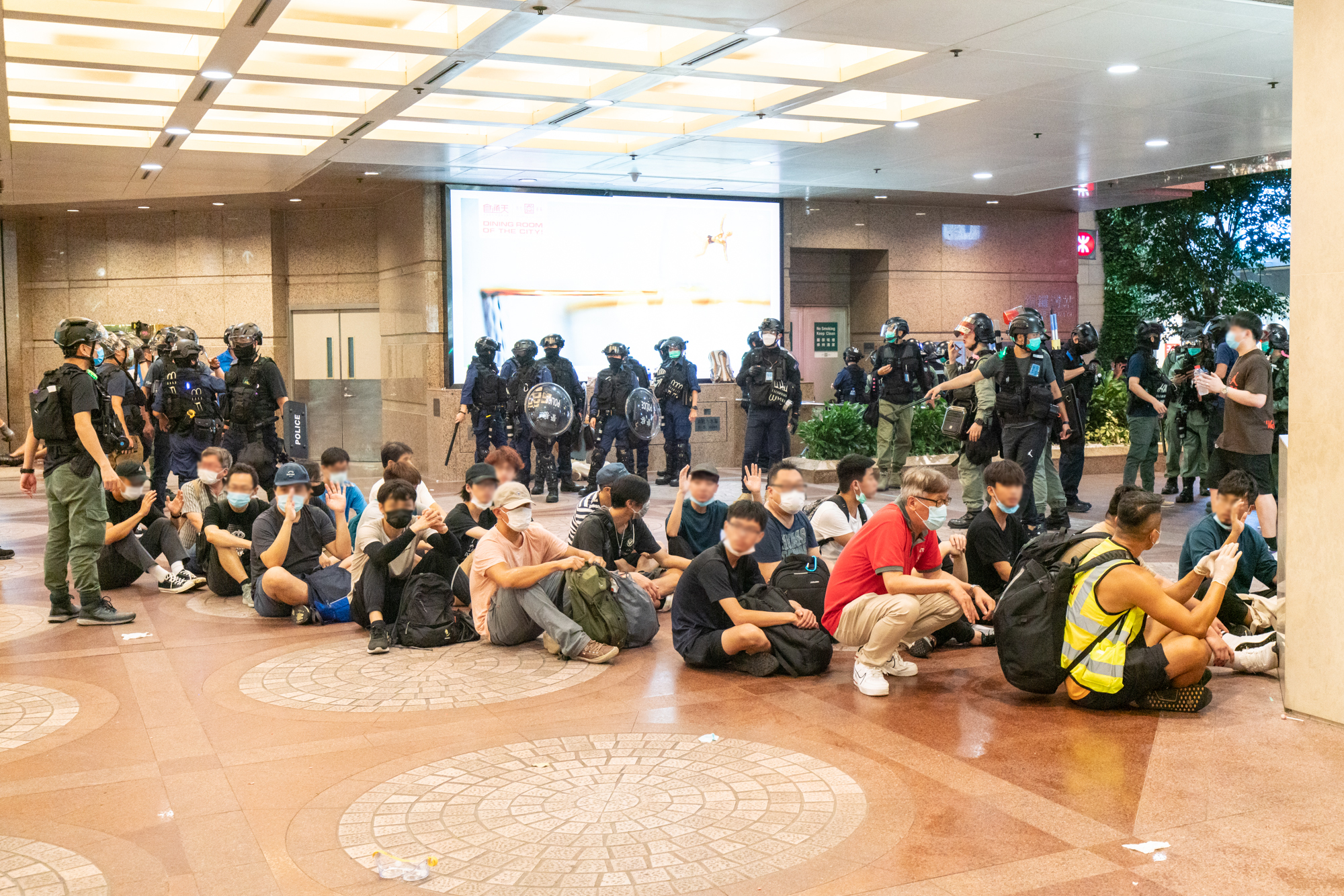
地下有蓋廣場多人被捕
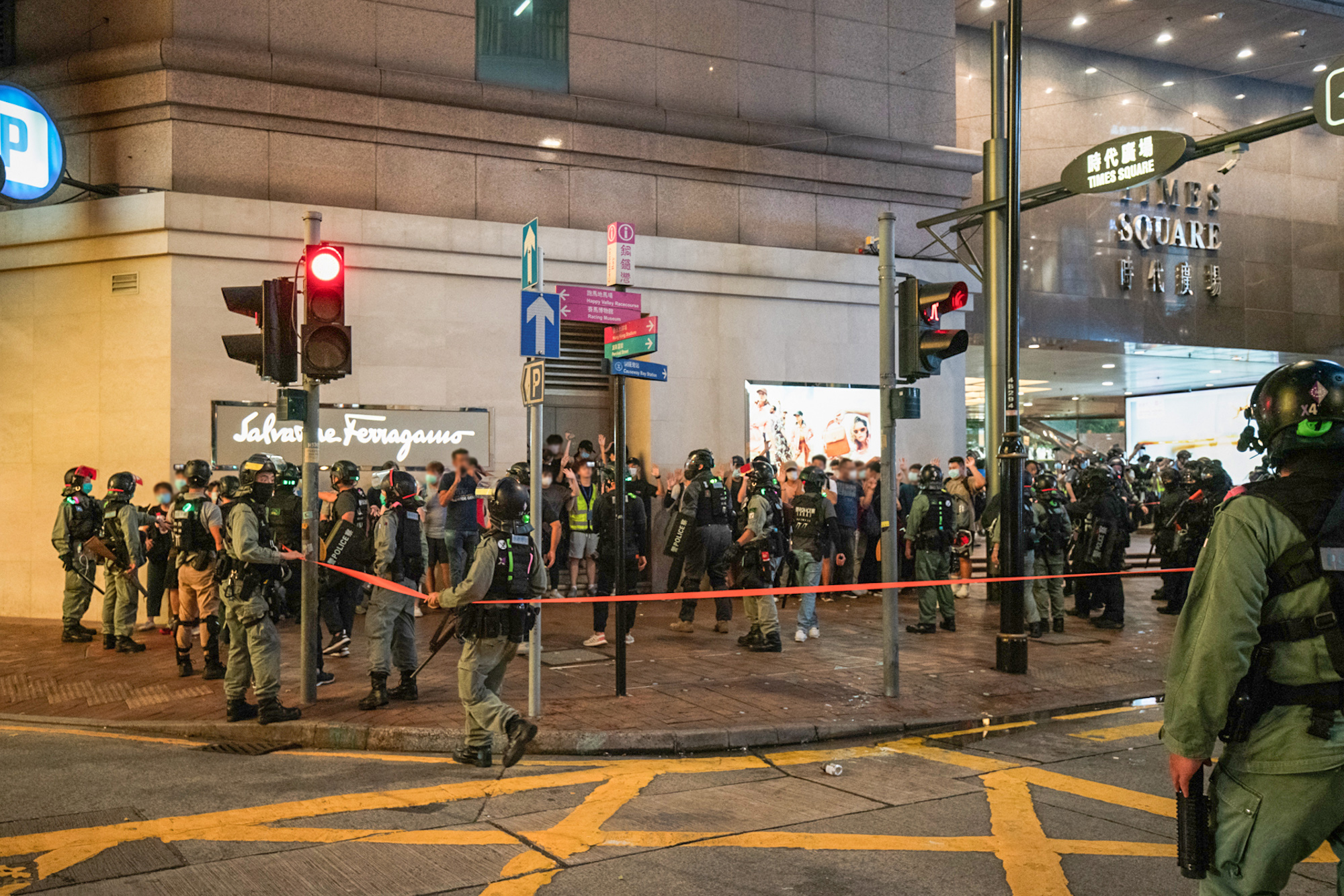
時代廣場外亦有多人被警員包圍
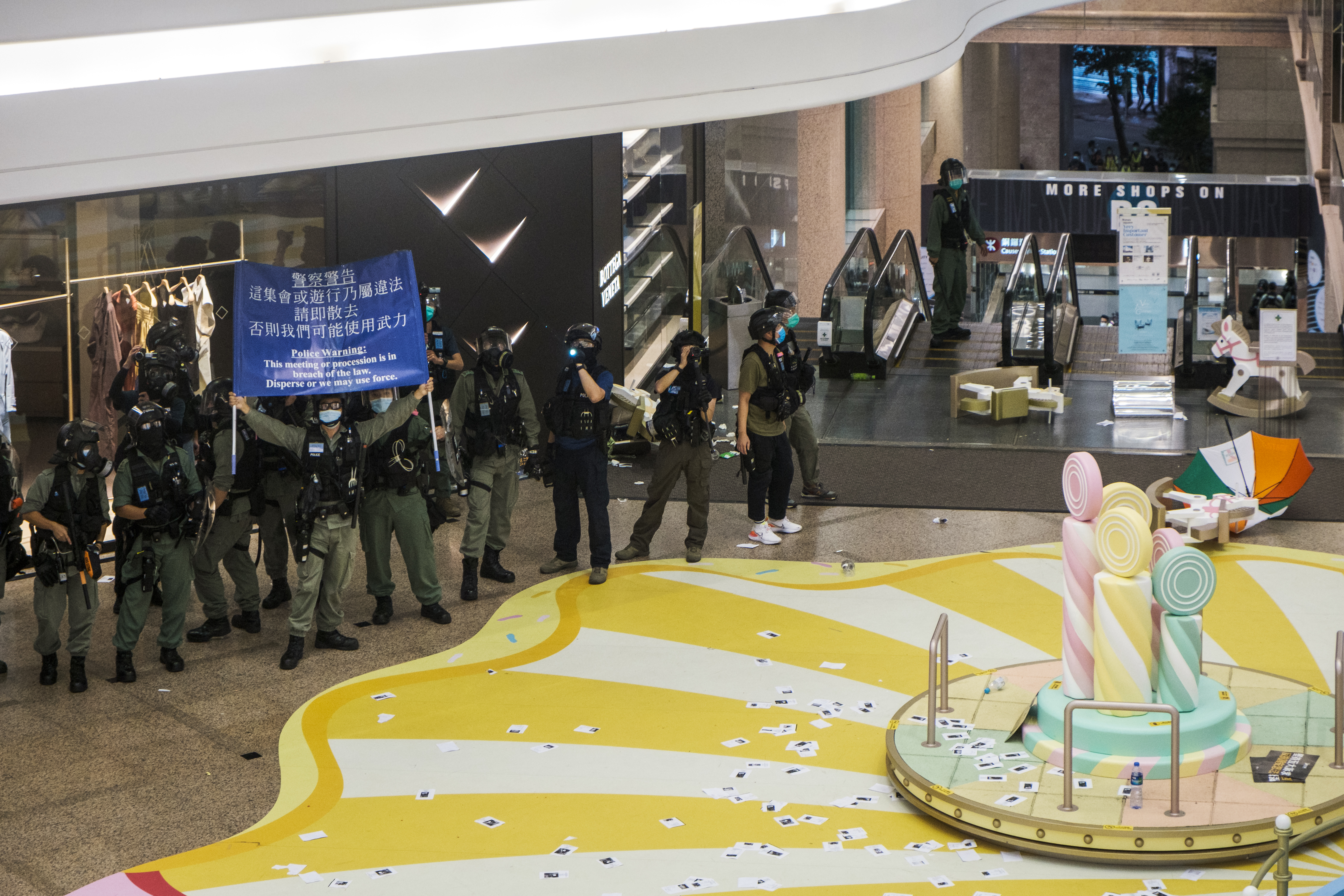
警員在中庭舉起藍旗
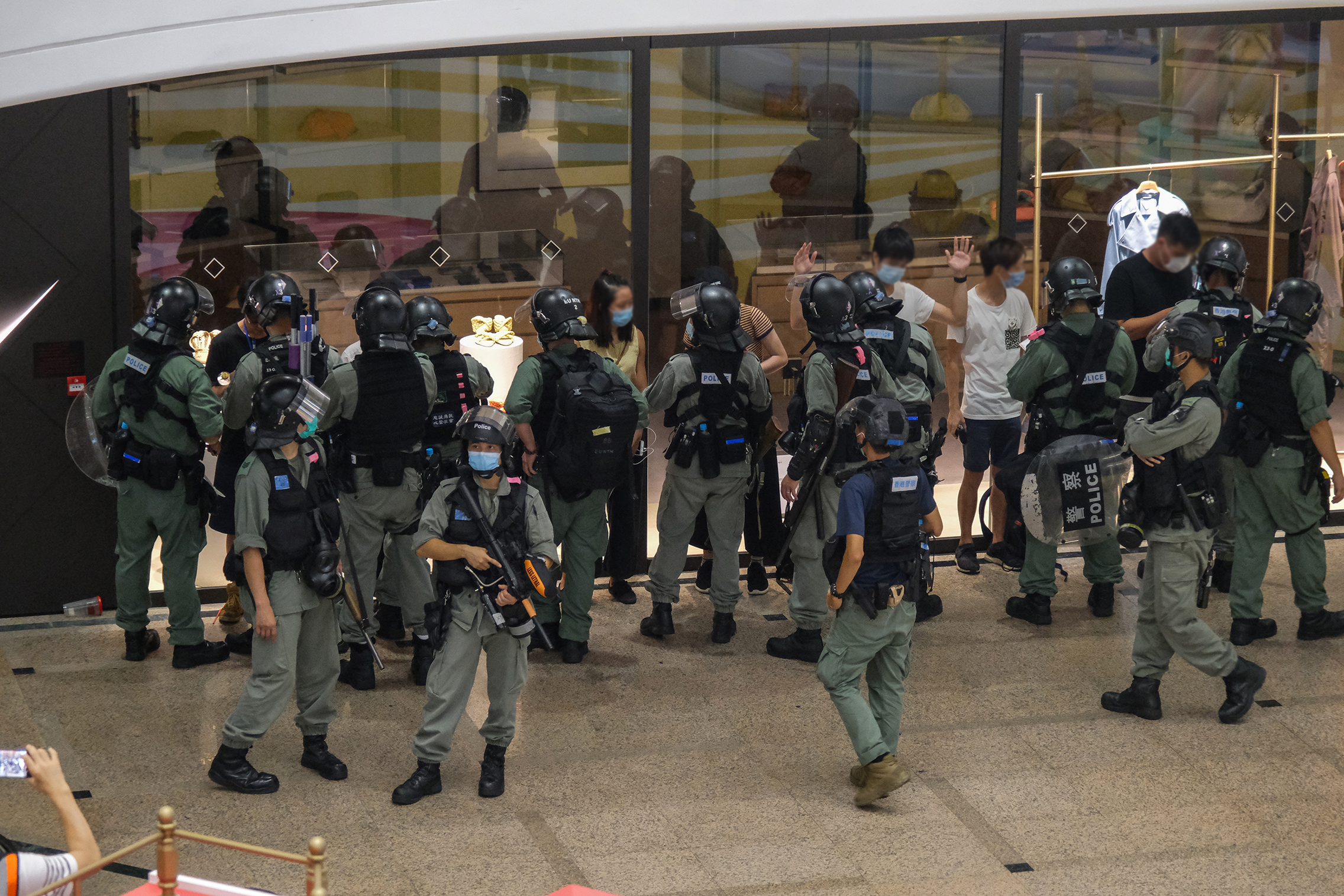
多人在2樓被截查
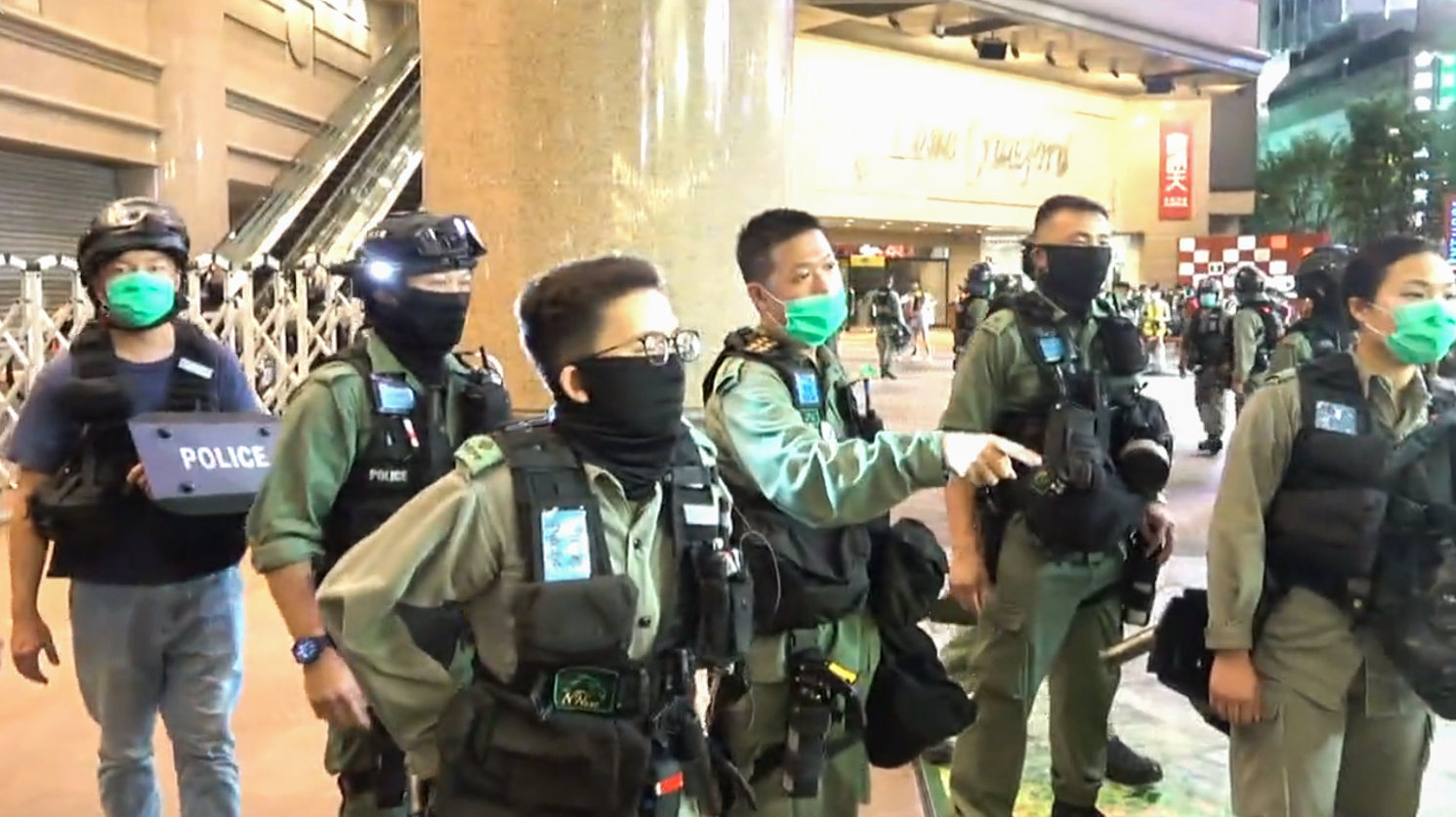
防暴警員指罵市民
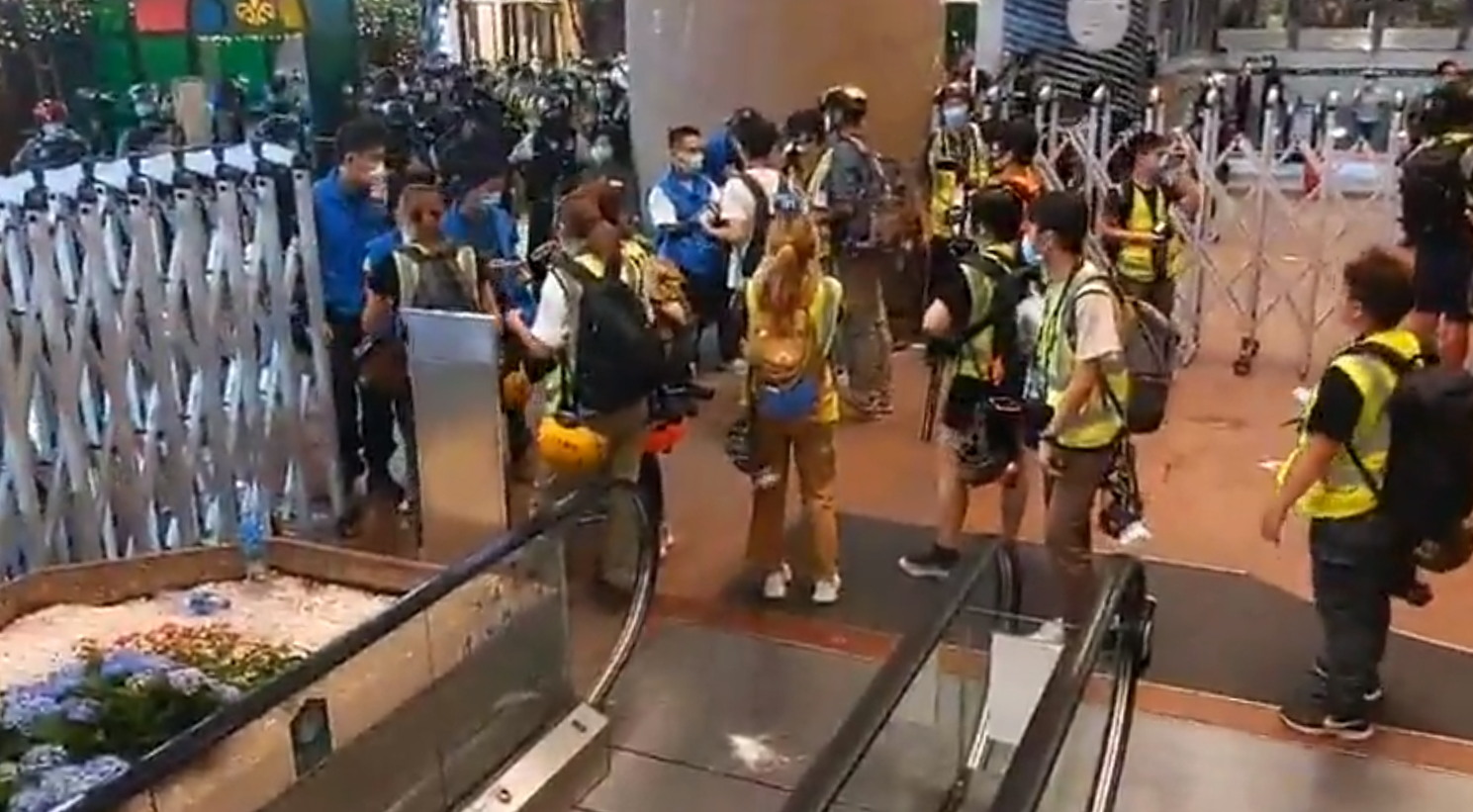
警方離開商場時更拉上電閘，不讓記者離開，要逐一登記身份才能離開

## 後續

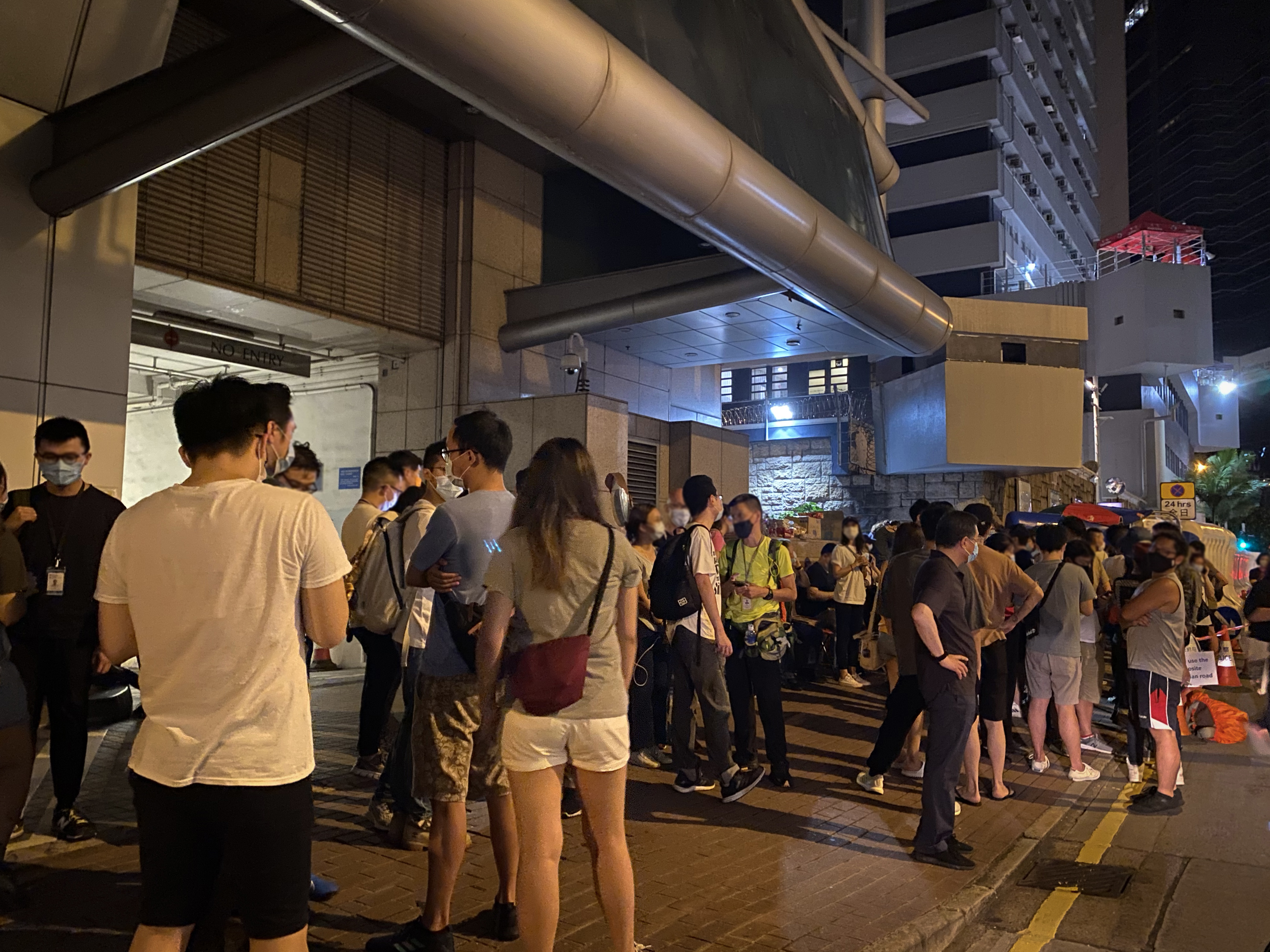
晚上，北角警署外有逾百名被捕人士的家屬在守候

### 被捕
7月1日警方在港島拘捕約370人，當中10人涉違反《港區國安法》，被指藏有「香港獨立」旗幟、「民族自強 香港獨立」標語等印刷品。其餘分別涉非法集結、公眾地方行為不檢、瘋狂駕駛、管有攻擊性武器等。而被捕人士中，3人為同屆海關關員，涉嫌非法集結被捕，將會被停職。海關關長鄧以海得悉事件後感到震怒，表示絕不姑息，定必嚴肅處理。
傳媒人曾志豪在下午3時半，於灣仔柯布連道近謝斐道拍攝到一名男子駕駛電單車期間突然被警務人員截停，電單車上插著「光復香港 時代革命」的旗幟，23歲男司機涉嫌瘋狂駕駛及違犯《港區國安法》被捕。事件造成3名警員手部及膝部等位置受傷。而案件在2021年7月進行審訊時，首次透露他原本相約友人到銅鑼灣一家咖啡店午膳。
同日下午，一名24歲男子黃鈞華利用短刀在維多利亞公園外刺傷一名警員，其後建制派人士在Facebook貼出該男子的照片。黃鈞華同日晚上在香港國際機場打算搭乘國泰航空在晚上11時55分起飛的CX251航班前往倫敦希斯路機場，但客機輪候升空期間，被民航處控制塔召回，機場特警隊登上客機拘捕該名涉案男子。被捕時，警員在他身上搜出一本特區護照、一本已過期的英國國民（海外）護照、多國外幣等。到7月9日再拘捕7名男女，包括24歲男子的父親及其女友，以及民航處三級航空交通管制主任，罪名為「協助罪犯」。到7月15日再拘捕多兩名男子，涉嫌「非法集結」及「抗拒警務人員執行職務」。
到同年7月14日晚上，警方於西營盤拘捕一對夫婦，涉嫌在時代廣場將一條金屬拉帶柱由高處投擲正衝入商場的速龍小隊，事件中沒人被擊中受傷，涉企圖傷人及刑毁被捕。

### 受傷
醫管局回覆指，截至晚上10時，有15人受傷送院，年齡介乎14至77歲，全部情況穩定，另有8男3女已出院。而警察公佈有7名警察被尖刀襲擊、電單車撞傷、被搶犯等，其中有警察手指骨折，頭被擊傷，已送醫治理。

### 法庭提堂

#### 刺傷防暴警案
- 24歲工程師黃鈞華在7月2日凌晨於香港國際機場被拘捕，警方控告1條「意圖傷人」罪，涉嫌於銅鑼灣高士威道近興發街和皇仁書院外以利器刺傷防暴警員25116，2020年7月3日下午在東區裁判法院提堂。[44]裁判官拒絕保釋，被告還柙至8月24日再提堂。[45]而8月24日再提堂時，被告申請保釋再次被拒，繼續還押。案件押後至11月10日再提堂。[46]

- 同案中有2名17及19歲男學生羅玨琛、周霈霖在7月15日被捕，警方落案控以1項「阻礙在正當執行職務的警務人員罪」，2人被控在銅鑼灣高士威道皇仁書院外抗拒正當執行職務的警員25116及故意阻撓警員25116執行職務。2020年7月17日於東區裁判法院提堂。2人獲准保釋，期間不得離港。案件押後至8月24日再訊。[47]而8月24日再提堂時，2人仍以原有條件保釋。案件押後至11月10日再提堂。[48]

- 而黃鈞華的女朋友，25歲的培訓生張芷程，因協助黃鈞華逃避香港警務處逮捕的行為。被控妨礙司法公正罪，2021年8月26日於東區裁判法院首次提堂；主任裁判官羅德泉應控方要求將案件押後，他批准被告以現金1萬元保釋外出，其間不准離港，需交出旅遊證件和BNO，須居住報稱地址，以及每周到警署報到一次；案件押後至9月7日再訊。同年9月7日再提堂，羅德泉應控方要求，將案件轉交區域法院審理，案件延至同月28日再訊，被告准以現有條件繼續保釋。[49][50]

2022年9月26日，區院審訊，26歲黃姓工程師、20歲姓羅學生和20歲姓周學生承認於2020年7月1日在銅鑼灣高士威道一帶參與暴動的暴動罪；黃再承認一項有意圖而傷人罪，羅再承認一項抗拒警員罪，周再承認一項故意阻撓警員罪。但黃及26歲張姓培訓員就否認妨礙司法公正罪，黃此罪則獲法庭存檔，但張因不認罪需就此罪接受審訊。而26歲被告自2020年7月起還柙至今逾兩年，認罪的3人還柙至10月13日求情，期間索取背景報告。案情亦透露被告女友事後在晚上多次上網搜尋「機票」、「國泰」，而男被告購買當晚11時55分由香港出發前往倫敦的CX 251國泰航班機票。當男被告11時37分登上飛機後，被告在Telegram與名為「白馬非馬」的人對話。至凌晨12時17分，警員與國泰航空職員登上航班，最後將他拘捕。而被告女友翌日棄掉原本電話並更換新電話，之後購買前往台北和台北往倫敦的機票，但最後並無乘搭和取消機票，到7月9日被捕。
2022年10月13日，區域法院法官姚勳智就案件進行判刑，他指當日有超過300名示威者集結規模大，最終演變成歷時逾10分鐘的暴動。而當時被告的行為屬非常嚴重罪行，根據案例一般囚3至12年不等。案中被告以軍用摺刀從後插在警員左上肩，以阻他拘捕次被告，造成警員7厘米長傷口、距離動脈神經僅約4毫米，性質非常嚴重，故從動機、所造成傷勢看來，均較辯方呈交的兩個案例嚴重。法官續指涉案襲擊可以致命，警員期間更有傷口嚴重感染，包括急性失血、全身性敗血症，又未能舉起左臂，日後只能做文職、不能到心儀的衝鋒隊工作，對事業有長遠影響，並指「此類極嚴重傷人案，根本可在高院審理」。考慮所有理由後，以判囚6年為量刑起點，經認罪後，24歲工程師面對的兩項控罪分期執行，被判監禁5年。而19歲學生認罪後有1個月分期執行，共囚33個月。另一名17歲男學生被告因年齡適合教導所，姚勳智亦認為，閱畢其背景報告及求情理由後，可索教導所報告，逐押後至10月31日判刑。而張芷程的「作出一項或一連串傾向並意圖妨礙司法公正的作為」罪將在11月11日裁決。
10月31日，17歲男學生被法官姚勳智判入教導所。姚勳智判刑時指，本案由非法集結演變成暴動，逾300人參與其中，暴動歷時17分鐘，性質嚴重，理應採納4至5年監禁作量刑起點，但考慮到被告的參與程度不高，案發時年僅17歲、事發前無案底、選擇認罪、深感後悔，且獲親友支持，以及重犯機會相對較低等因素，認為其更生需要較為重要，遂採納有關報告建議，判入教導所，最後告誡他服刑後「好好完成學業，好好照顧家人」。
後延至11月30日裁決，女被告張芷程罪名成立，還押至12月21日判刑。12月21日，區域法院法官姚勳智判張芷程入獄1年。姚勳智指意圖妨礙司法公正是嚴重罪行，被告協助用短刀刺傷警員的疑兇，若非警方及時作出拘捕，疑兇很大可能成功逃離法網，嚴重打擊司法公正。不過考慮到被告無預謀和組織，其角色次要，遂以囚15個月為量刑起點，再因被告有良好背景和辯方同意大部分案情節省法庭時間，進一步減刑至12個月。法官寄語被告好好反省，獲釋後對社會作出貢獻，形容刑期已經「減到最低」。其後張芷程上訴，2023年9月14日，高等法院上訴庭法官彭寶琴聽畢雙方陳詞後，認為案件無可爭辯，拒批上訴許可，擇日頒布書面理由。

#### 電單車涉插「光復」旗案
在7月1日被拘捕的電單車司機唐英傑，警方落案控以1項「煽動他人分裂國家罪」及1項「恐怖活動罪」。在7月3日下午於西九龍裁判法院提堂，成為首宗違反《港區國安法》的檢控案件；但被告因被打至多處骨折缺席聆訊，法官亦不方便透露還柙何處，案件延至7月6日再提堂。由於案件嚴重及防止被告繼續犯案，裁判官根據《港區國安法》第42條，拒絕被告保釋還押，案件押後至10月6日再訊。其後被告申請人身保護令，但於8月21日，高等法院法官駁回申請，被告需支付訟費。到8月25日，被告向高等法院申請保釋同樣被拒，需要繼續還押。
唐英傑案在2021年6月23日開審，7月27日被裁定罪名成立，判處監禁9年，停牌10年。唐英傑其後就定罪和判刑提出上訴，高等法院排期在2022年3月22日作上訴聆訊。不過法律援助署拒絕安排原審大律師劉偉聰（經伍展邦律師行委聘）繼續代表唐英傑，並指派杜偉強律師事務所接任。唐英傑以無法信任法援指派法律代表為由，在獄中直接向法庭寫信撤回上訴申請。

#### 時代廣場向警掟鋼柱案
於銅鑼灣時代廣場內向警員掟鋼柱而被捕的36歲女廣告編輯，被控意圖使6名警務人員身體受嚴重傷害，而企圖非法及惡意傷害他們，2020年7月16日於東區裁判法院提堂。被告獲准保釋需交出旅遊證件及到警署報到。案件押後至9月9日再提堂。到2022年1月13日經審訊後，被告裁定企圖有意圖而傷人、高空擲物及盜竊共3罪成。法官陳廣池批評被告毫無悔意，「以為激情可以贏得掌聲，是十分謬誤、一廂情願的想法」，又提及「以前有前特首被判有罪，百般不願都會求情」，指被告不會作任何求情。又形容當日的示威是“集結者衝着挑戰政府權威而來”。最後被判監禁31個月。而案件中雖然餐廳Lady M表示不追究鋼柱，不過法官堅持被告於3個月內向Lady M 賠償1000元。

#### 灣仔紙箱冒煙案
兩名分別30歲和32歲的男子涉在灣仔軒尼詩道集成中心外徘徊，其中一人將樽裝物體放入紙盒，不久後紙盒冒出白煙。兩人被控引起公眾妨擾罪，分別開審前認罪及受審後定罪。到2023年7月8日，區域法院暫委法官王興偉指，在示威現場放煙霧裝置，絕有可能造成不同程度的恐慌，沒人受傷是不幸中的大幸。法官不接受辯方指事件屬惡作劇，認為被告行為是精心策劃，又指雖然煙霧裝置並非炸彈，但仍然對社會部分人士，「造成白色恐怖之感覺」，強調不論被告意圖為何，「此舉非社會能姑息」。兩名被告被判監禁19及26個月。

#### 民主派人士非法集結案
陳皓桓，曾健成，徐子見，胡志偉，陳榮泰，朱凱廸，梁國雄，鄧世禮，被控煽惑他人明知而參與未經批准集結罪，其中5名被告在2020年6月30日，在終審法院外，非法煽惑身份不詳人士參與未經批准集結；舉行或組織未經批准集結；涉及6名被告；指他們於2020年7月1日在灣仔軒尼斯道，及杜老誌道一帶，舉違反《公安條例》的公眾遊行；第三項罪名為明知而參與未經批准集結；涉及6名被告；指他們於2020年7月1日，在灣仔軒尼斯道及杜老誌道參與未經批准集結，在2020年12月7日於西九龍裁判法院提堂。當時全部人獲准保釋，不過胡志偉於2021年1月5日，涉嫌違反顛覆國家政權罪被捕之後，被揭發沒有交出英國海外護照（BNO），涉嫌違反保釋條件。裁判官羅德泉下令撤銷保釋，需要即時還押。
2021年10月7日，7名民主派人士承認控罪。陳皓桓求情時稱他當日是想用和平、理性及非暴力的方式，去表達他反對國安法的訴求，其他人的辯方律師則指指，各人當日並無鼓勵使用暴力，本案所涉的暴力程度亦相對低，參與集結的人數亦較少。此外，正就其他示威案件被判刑22個月的梁國雄，則希望法庭可考慮本案刑期他現有刑期同期執行；曾健成、鄧世禮及胡志偉的律師，則希望法庭以緩刑方式處理。陳皓桓判刑最重，入獄12個月。胡志偉及曾健成判囚10個月，梁國雄判囚8個月，朱凱廸、徐子見及鄧世禮就判監6個月。法官游德康判刑時指，陳皓桓、曾健成、徐子見及胡志偉直接煽惑全港市民參與遊行，發言被傳媒廣泛報道，明顯希望鼓動盡量多人參與，而案發前夕《港區國安法》實施，有內在風險催化局勢，有需要判阻嚇性懲罰。遊行雖只歷時約4至14分鐘，但如非警方有效執法，遊行將會持續，亦有爆發暴力衝突的風險，期間陳皓桓為領導角色，更明言不會輕易放棄。各被告以12至18個月為量刑起點，考慮認罪，扣減三分之一刑期。除陳皓桓外，基於其餘被告過去的社區工作及健康狀況，各罪再扣減2個月刑期。由於陳皓桓、梁國雄及朱凱廸涉及其他案件，部份刑期同期執行。陳皓桓四案共囚21個月，朱凱廸兩案判囚8個月，梁國雄五案共判囚23個月。
而東區前區議員陳榮泰被控在6月30日下午連同陳皓桓、曾健成、徐子見和胡志偉在中環終審法院外會見傳媒，召集市民七一遊行，而被控一項煽惑他人明知而參與未經批准集結罪。控方指被告曾經向傳媒表示「聽日係我哋嘅指標」，又說「想試下行街有乜嘢事」。案件在2022年6月27日於區域法院開審。審訊期間，辯方指出席記者會只是「撐場」，同時指出案發期間時正值民陣就七一遊行提出上訴，因此遊行是否可以獲批仍有變數。同時指陳榮泰沒有在其社交媒體呼籲他人參與七一遊行。到2022年7月12日，法官指當日陳榮泰曾手持標語，並面向鏡頭叫喊「廢除國安法」等口號，又指陳皓桓表示“即使上訴失敗，民陣仍會堅持發起遊行”下，被告仍然在場，不接納他不知悉發言內容。之後表示他必然知道警方當時已就七一遊行發出「反對通知書」，因而裁定被告行為必然是煽惑他人七一上街。加上示威當日影響銅鑼灣及灣仔一帶交通，認為監禁是唯一選項，反對辯方求情要求社會服務令。最後被裁定罪名成立，被判監禁15個月。

#### 其他案件
- 1名25歲智障及自閉症青年，被控於2020年7月1日在銅鑼灣羅素街時代廣場外參與未經批准集結。到2022年1月10日，裁判官彭亮廷在沙田法院判刑判刑時表示，雖然本案不涉暴力，但示威者喊「光時」口號煽動他人分裂國家，喊「黑警死全家」亦詆毀、侮辱和詛咒警方。而示威者鼓吹及煽動市民否定和仇視特區政府和警察，破壞社會安寧。青年以15個月為量刑起點，考慮被告初犯及身體狀況後，酌情扣減兩個月至監禁13個月。[69]

- 1名24歲中度智障男子於2020年7月1日晚上11時半，在旺角彌敦道與奶路臣街交界銀行中心廣場‬外，用火損壞屬於香港警務處的1輛警車。另被控於同日在‪旺角亞皆老街67號‬老鳳祥銀樓店外被警方查獲管有1個疑似汽油彈，意圖將其作非法用途。被控縱火及管有適合作非法用途的工具2罪，2020年7月8日於西九龍裁判法院提堂。被告不得保釋還押。案件押後至8月5日再訊。[70]其後被告於2022年6月14日男子於西九龍法院大樓承認縱火罪，而管有物品意圖損壞財產則獲准存檔不予起訴。區域法院暫委法官徐綺薇聽取求情後，將案押後至17日周五判刑，期間被告須還押。[71]辯方求情期間指被告還押期間，其父親因工業意外離世，而母親因觸發刑事罪行於內地監禁，之後亦離世。加上被告兩名弟弟目前由70多歲的婆婆照顧下，希望可以輕判。而精神科醫生及心理專家的報告亦顯示被告中度智障、智商和認知能力極低，對法庭的複雜議題和細微差異理解能力有限。不過區域法院暫委法官徐綺薇認為案件涉及危害他人生命，而犯案前在附近徘徊，同又突然衝向馬路方向投擲汽油彈，反映被告目標是損害警察。被告亦沒有非第一時間認罪。但同時考慮深夜時分人流和車輛疏落，當時也沒有示威集結，無造成警察受傷和警車損毀下，被判監禁39個月。[72]

- 1名19歲兼職倉務員因銅鑼灣時代廣場外阻撓警員25799拘捕1名女子，被控阻差辦公罪。到2021年7月20日，沙田裁判法院裁判官彭亮廷裁定表證不成立，被告無罪釋放。法官指出群眾「純粹出現及聚集，絕對不是罪行」，而兩名警員的證供與片段不符，認為是不可信和不可靠。警員提供片段中也沒有顯示市民曾使用暴力，只見大批市民急於走避和警方突然在勿地臣街和霎東街拉起封鎖線，引致大批市民無法離開。法官又指警長對準被告及同行女子開槍，裁定違反了警方《武力指引》。[73]但2023年3月6日，律政司以案件呈述方式提上訴。根據司法機構網頁，案件暫未訂聆訊日期。[74]其後2024年6月17日，高等法院法官陳仲衡頒下書面裁決，判律政司得直。判詞指，原審採納錯誤的準標，判斷警員並非正當執行職務，而對警方行動的評論「缺乏足夠證據支持，亦對審訊相關議題的考慮並無幫助」，忽略了當時的社會安寧風險。判詞又指，考慮到原審在審訊時作出的評論等情況，認為適合由另一位裁判官重審。[75]2024年8月22日，於沙田裁判法院重審，被告承認一項「阻差辦公」罪。署理主任裁判官鄭紀航押後至9月13日判刑，被告須還押候判。[76]9月13日，鄭紀航判刑時引述被告背景，提及他中六畢業，與家人同住，任職搬運工人，案發時無案底。案發當天是2020年7月1日，除了是香港特別行政區成立的周年紀念，更是《國安法》生效的第一天；而案發的時代廣場，是香港在國際社會中的重要地標之一，亦是人流最密集的地點之一，常有巿民前往逛街購物。考慮案發日期、地點，當時社會氣氛仍然動蕩，被告的行為可能引起現場其他示威者仿效，觸發更大規模的暴力衝突。但考慮到被告試圖「搶犯」歷時僅5秒，故以監禁4個月為量刑起點，以收阻嚇作用。辯方邀請法庭因應被告認罪減刑25%，但鄭紀航指，被告原本不認罪受審，因表證不成立獲撤銷無罪。律政司提出案件呈述上訴，被告亦抗辯，請法庭駁回上訴。原訟庭最終將案件發還重審。表示，「本案經歷如此多重法律程序的背景後，本席認為，給予的認罪折扣不可能多於20%」。參考多則案例後，給予略低於20%的刑期折扣，最終判被告監禁3個月又1星期。[77]

- 沙田前區議員黎梓恩的議員助理被控在銅鑼灣和灣仔破壞3間鐘表行的玻璃櫥窗，被捕後檢獲破窗器、彈叉和彈珠，被控3項刑事毁壞罪。2022年5月4日在東區裁判法院承認控罪。案件押後6月1日判刑。[78]到同年6月1日，裁判官梁嘉琪考慮到被告在審訊前認罪，同時已經向涉案店鋪全數賠償近98000元修理費，減刑後判處入獄10星期。[79]

- 4名22至40歲被告，被控在香港中央圖書館一帶聚集。事隔一年多，各被告於2022年5月19日在東區裁判法院提堂，被控一項非法集結罪。裁判官葉啓亮批准4人以1000元現金保釋，其間不准離港，須每周到警署報到一次等。案件押後至7月11日再訊。[80]兩名分別22歲和40歲男子在2022年8月8日在東區裁判法院認罪，主任裁判官嚴舜儀指兩名被告值得給較低量刑起點，判送貨員被判監禁4個月，而男生則還押至8月22日，最後顯示被告不宜判勞教中心並有良好背景，判處監禁4個月。[81]而另外兩名分別22歲和24歲的男被告否認控罪，押後至11月28日開審。[82]辯方提到，2名被告由被捕至正式被檢控相距近 2 年，望法庭就檢控延誤酌情減刑。控方回應稱，本案沒有不恰當延誤，指案發當日涉及不少被捕人士，警方需時處理和調查。辯方再指，同意本案涉及一定數量的證據，一般而言控方會提供檢控時序表，但本案欠缺相關時序表，故控方無法證明為何要在近 2 年後才提出檢控。辯方又呈上案例指，該案發生於反修例運動高峰期，而本案於2020年7月1日發生，望法庭可參考案例，採納較低量刑起點。不過東區裁判法院裁判官王證瑜指，案發時的非法集結規模大、人數多，及有人堵路，加上當日為《港區國案法》生效翌日，認為案情嚴重。裁判官採納同案 2 名認罪被告的量刑起點，另因檢控延誤酌情減刑，2被告在2023年2月9日被判囚5個月。[83]

- 1名退休警員兒子、案發時17歲男學生在銅鑼灣勿地臣街1號時代廣場地下A10梯口的公眾地方無合法權限或合理辯解，而攜有一枚汽油彈，以及與人到美心西餅縱火，被控在公眾地方管有攻擊性武器罪，2020年7月3日在沙田裁判法院提堂，暫時無須答辯，控方申請將案件押後8星期，以化驗涉案汽油彈及翻查閉路電視紀錄，其間反對被告保釋外出。辯方大律師石書銘透露被告負笈加國留學，父親為退休警員，其母則任職法律顧問。溫紹明署理主任裁判官聽畢控辯雙方陳詞後，批准控方和辯方的申請，下令被告交出1萬元保釋金、居於報稱地址、不得離港、交出旅遊證件、每星期往警署報到3次，同時遵守每晚宵禁令。案件延至8月28日再訊。[84]其後案件移交區域法院審理，警方追查後發現，被告共有3個汽油彈和1個打火機，控方修改控罪為1項管有物品意圖損壞財產；另外發現男學生在銅鑼灣富明街和波斯富街交界，及波斯富街的美心西餅外兩處地方，用火損壞一些雜物；及在搜查中發現1個印有警察字樣的塑膠套。他被加控2項縱火罪及1項盜竊罪，被告否認全部控罪，經審訊後，2023年2月3日於區域法院由法官謝沈智慧裁定全部罪名成立。謝沈智慧指拘捕被告的警長為誠實可靠證人，但不接納部分警員提及的傳聞證供。另外，負責翻查片段的警員以專家證人身分作供，他曾翻看涉案的片段達 360 小時，從片中人的身型、步速認出被告，且特徵一致，獲法庭接納。另辯方未有爭議專家曾翻看涉案片段360小時，或指出專家的證供出錯，因此專家證供獲法庭接納，法官裁定片中人為被告。而被告管有汽油彈的玻璃樽牌子與現場發現的相同。加上當其他人士逃跑加速和減速時，被告亦有同一的反應，故指出被告與他人夥同犯案，裁定兩項縱火罪成。而汽油彈塑膠套寫有警察字樣，唯一合理推論是屬於警方財物，且沒有證據顯示被告打算歸還，故裁定盜竊罪成。在2月28日判刑前求情時，庭上謝沈智慧斥責辯方求情，回應「希望還希望，法律還法律，你俾個基礎我。」又斥責辯方的背景報告和被告女友的有前後矛盾；指責辯方誤解縱火罪最高刑期。案件押後至3月15日正式判刑，被告還押候判。[85][86]3月15日，區院法官謝沈智慧判刑指，被告背景報告指他有抑鬱症及專注力問題，但本案沒證據顯示他犯案與其身體及精神狀況相關。被告的女友形容他因「羊群心理」犯案，政治理念、良好教育背景均非求情或減刑因素。辯方亦承認被告沒有絲毫悔意。批評被告不但沒有悔意，更「謊話連篇」。最後兩項縱火罪、一項管有物品意圖損壞財產及一項盜竊罪全部罪成，共被判監禁6年。男生不服定罪及判刑，在沒有法律代表下提出上訴。根據司法機構網頁資料，案件暫未排期聆訊。[87]

- 1名17歲女生及2名15歲男生，晚上7時在北角僑興大廈2樓樓梯間保管1支卡式石油氣連火槍，伸縮棍及錘子，分別被控在公眾地方管有攻擊性武器罪和管有任何物品意圖損壞財產罪。2021年11月18日在東區裁判法院提堂。案件押後至2022年1月3日再訊，以待辯方索取檢控文件及法律意見，期間3人獲准保釋候訊。[88]2022年4月11日再訊，1名15歲男生承認在公眾地方管有攻擊性武器罪和管有任何物品意圖損壞財產罪，東區裁判法院裁判官王證瑜將押後至8月9日判刑，期間批准男生保釋，但保釋金須增至3,000元及須每星期到警署報到三次。而另外2名被告不認罪，案件排期至8月2日開審。[89][90]經審訊後，2名被告於2022年11月4日在東區裁判法院由裁判官王證瑜裁定罪成。王證瑜指，本案控罪毫無疑問地嚴重，涉案物品可造成損壞，及對他人造成傷害，案發時附近有示威活動亦增加案件嚴重性。在涉案背囊中搜出首被告的學生證，次被告曾將背囊放到涉案後樓梯，內有防毒面罩、濾罐和手套等示威者常用物品，亦在兩名被告身上和隨身物品內搜出光時貼紙，唯一合理推斷是首、次被告有份保管或控制該 Puma 背囊，意圖造成損壞。王官亦拒絕接納次被告的證供，指他若沒有參與示威，根本毋需走到大廈後樓梯躲避。王官聽取求情後指，下令為首被告索取更生中心和教導所報告；為第二、三被告則索取勞教中心、更生中心和教導所報告，3被告還押候判。[91]到判刑當日，裁判官引述辯方求情及報告稱，首被告現已知錯及深刻反省；次被告亦表示悔意和需要考公開試，而第三被告及早認罪下，最後判3人入更生中心。[92]

- 1名分別17歲和18歲青年於2020年7月1日，於港鐵天后站B出口外，無合法辯解而企圖損壞屬於港鐵公司的閉路電視和電子顯示屏；及於同日同地無合法辯解而損壞屬於港鐵公司的四支熒光燈管。和在香港北角英皇道14號外，無合法辯解而企圖用火損壞該地點外的兩個紙箱。他們並各被控一項管有物品意圖損壞財產罪，作為企圖縱火的交替控罪，指二人同日同地保管一個打火機，意圖損壞兩個紙箱。被控被控企圖刑事損壞及企圖縱火等7罪，2022年1月6日於東區裁判法院提堂，其中1名被告因其他案件還押而沒有保釋，另1被告獲准以1000元現金保釋，期間不得離開香港、須交出所有旅遊證件、居於報稱住址，及每周去警署報到一次。案件押後至2月17日再訊，案件將轉介至區域法院審理。[93]到2023年1月19日，首被告認罪，而辯方求情時指被告是一時衝動而隨機點火，不過沒造成火種。不過法官認為被告一身黑衣、攜有雨傘，質疑意圖明顯，指出雨傘可以有不少功用，如遮擋他人而導致無法辨認，亦可以作為一種武器。辯方解釋被告的裝束或是有心參加示威，但並非有心損壞港鐵設施，又指損壞的物品並不貴重。被告還押至2月10日判刑。[94]到判刑當日，法官王詩麗判刑時指，被告行為無知、愚昧及自私，伙同另一人破壞港鐵設施後未有罷手，反而走出英皇道試圖點燃紙箱，一而再、再而三犯案。法官又指，被告身穿黑衣、攜雨傘到場，「目的昭然若揭」，最終連同1年前的販毒罪，合共判囚49個月，並分期執行。

- 而同案不認罪的17歲次被告，法官高勁修押後案件案件將在2023年5月22日開審。進行4天中文審訊，期間次被告續准保釋，並批准他更改到警署報到的時間。經審訊，到2023年9月4日在區域法院被裁定交替控罪以外的4項控罪全數罪成，還押至9月25日判刑，以候索取勞教中心及教導所報告。法官王詩麗在判詞中指，肯定兩名警員沒有認錯被告，而被告沒有合理辯解，有意圖刑事損壞、縱火，「造意昭然若揭」，裁定罪成。辯方求情時指，被告案發時 17 歲，雖有案底、曾入勞教中心，但該案發生於本案之後，望法庭考慮被告年紀，先索取報告再判刑。9月25日，法官王詩麗指，案件有其嚴重之處，案發當日為七一回歸紀念日，當時在港鐵天后站對出有多人聚集，而在社會運動熾熱下，被告夥同另一人在擠迫的港鐵站外於眾目睽睽下大肆破壞，很可能產生漣漪效應，令在場人士情緒激動並更易起哄，引發群眾作出擾亂秩序和破壞的行為。案中兩被告有預謀行事，包括以黑衣掩飾身分，又並肩走到閉路電視鏡頭下，利用長傘擊打鏡頭，之後沒有就此罷手，再進入港鐵站內砸碎天花板上的光管，批評被告行為絕對是「無知、愚昧、自私」，又形容被告的惡行直接影響使用公共交通運輸工具的市民，而被告其後在英皇道又試圖點燃紙箱，幸紙箱未被燃點，惟罪責較刑事毀壞更嚴重。引述報告，指當中顯示被告兒時被父母遺棄，由親戚撫養成人，求學時曾誤交損友並經常逃學，更於2019年加入黑社會及染上吸毒習慣，原修讀職業文憑，卻因出席率低而放棄學業。而被告曾透露，自己與另一被告同屬一個涉及非法交易的WhatsApp群組，兩人為3000元報酬而犯案，另一黎姓被告已於2020年10月另因串謀刑毀被捕，翌年被判入勞教中心，半年後獲釋。法官認為，從上述背景資料所見，被告過往未曾好好受管教，令其價值觀有所偏差，故不宜判監，而懲教署提供的紀律培訓，相信有助被告重整價值觀、培養守法意識，考慮社會利益及被告的品性後，認為判入教導所的受益更全面，可讓被告發展生活技能及重整人生目標，以便日後重投社會。

王詩麗最終判被告入教導所，並在判刑後特別提及，被告不應只著眼於羈留時間的長短，因為實際羈留多久，會視乎其個人表現，指被告若能在教導所好好反省，改過自新，便可盡快重獲自由。

## 爭議

### 港人持中華民國國旗被捕
一名男子在銅鑼灣登龍街被10多名防暴警員搜出多支中華民國國旗，之後被質疑涉港區國安法而被捕。法新社引述消息人士指，展示或管有青天白日滿地紅旗，沒有違反《港區國安法》，但展示鼓吹台灣獨立的旗幟則有可以被指控犯法的可能。

### 警展示違禁品包括「良知」貼紙
警方在Facebook展示其搜出涉嫌違法的貼紙，其中一張只是印有「良知」字眼的黑底白字貼紙。

### 球迷喊「利物浦萬歲」被截查
下午1時許，警方在港鐵銅鑼灣站出口截查站內市民期間，有人高叫「光復香港，時代革命」，警員立即衝前問「邊個帶頭嗌？」，數名年輕人被拉到角落截查。期間有身穿利物浦球衣的男子在對面行人路高呼「利物浦萬歲！」後，防暴衝前指責有人煽動，並將該名男子帶往封鎖線截查。有圍觀者批評警方如「成班軍隊！」、「阿sir冇睇英超？」。曾經是香港皇家警察的球迷截查後向記者表示，不明為何被警察將叫喊「利物浦萬歲」的行為，會當作違反《公安條例》，更稱他煽動港獨。

### 警方以水炮車直射記者彈飛2米
警方在行動中至少有4宗使用水炮車直射記者，令大量記者受傷，加上水炮車含催淚成份，引起記協和相關工會不滿。
下午2時許，三號水炮車途經軒尼詩道與天樂里交界時，警員開咪警告後，先在左方的行人路發射水炮，其後廣播「反光衣走開呀，催淚水走開呀」後，向右側安全島位置上的多名記者，以近距離直射水炮。《蘋果日報》一名記者和一名攝影記者在20秒內3度遭水炮射中。記者表示其耳道被高壓水炮直射，鼻孔噴血。而攝影記者表示全身滾燙，之後全身泛紅，並出現敏感情況。壹傳媒工會強烈譴責警方濫用高殺傷力武器，蓄意襲擊在現場合法採訪的記者，認為近距離濫射會導致嚴重人身傷害，並要求警方解釋和向受傷記者致歉。
下午約5時，警方水炮車駛至灣仔軒尼詩道玉滿樓對出，當市民躲進日本城暫避期間，警員對準日本城入口發射水炮。網媒Flash Media Hong Kong的特約攝影記者被水炮彈飛2米後倒地，直接擊中頭部，之後需要送院檢查。

### 胡椒球彈擊中窗戶
下午近4時，本土研究社成員在灣仔富德樓拍攝警員搜查一名示威者期間，警員先以電筒照射，之後向單位發射胡椒球彈，並擊中窗戶。而胡椒球氣味攻入室內，令在場10名成員身體不適。

## 反應

### 政府
- 晚上10時18分，政府發新聞稿表示，對有示威者在7月1日罔顧警方發出的反對通知書，在銅鑼灣和灣仔一帶進行非法集結及作出暴力違法行為，甚至嚴重傷害警務人員身體，政府發言人予以嚴厲譴責，強調絕不容忍任何破壞社會安寧的違法行為，並表示全力支持警方嚴正、果斷執法，將違法之徒繩之於法[105]。

- 警方對一網上媒體對於示威者試圖阻止防暴警拘捕示威者並襲擊該名警員一事的報導手法表示不滿，表示傳媒「具有社會責任報道真相，該網媒卻顛倒是非，包裝美化違法行為」，對此感到「震怒和不齒」；又謂警方「不會懼怕媒體的惡意攻擊，繼續堅守崗位，依法辦事」[106]。

### 民間
香港記者協會強烈譴責警方以水炮車和胡椒噴霧襲擊新聞記者的行為，重申記協對警方屢次作出類似行為表示極度憤怒，要求警方立即制止前線警員所有阻礙、干擾新聞工作者的行為，讓記者能夠履行監察的職責。
民間人權陣線副召集人陳皓桓表示，市民不是因為任何一個人，而是因為反對國安法以及爭取民主和自由而走出來，他又呼籲港人珍惜可以發聲及表態的機會。

## 影響
因應示威者聚集，康文署宣布，灣仔區游泳池、圖書館、體育館提早關閉。多處巴士小巴綫亦需要改道。